# フランス

フランス共和国
République française

国の標語：Liberté, Égalité, Fraternité
（フランス語: 自由、平等、友愛）
国歌：La
Marseillaise（フランス語）
ラ・マルセイエーズ

1. 
2. 

この表のデータは本土のみで、海外県・属領を含まない。

フランス共和国（フランスきょうわこく、フランス語: République française）、通称フランス（フランス語: France）は、西ヨーロッパに位置する共和制国家。首都はパリ。フランス・メトロポリテーヌ（本土）のほか、フランス植民地帝国の名残で世界各地にフランスの海外県・海外領土が点在する。独立した旧フランス領諸国とはフランコフォニー国際機関を構成している。
フランス本土は、北は北海、イギリス海峡、大西洋（ビスケー湾）に、南は地中海に面する。陸上では、東はベルギー、ルクセンブルク、ドイツ、スイス、イタリアと、西ではピレネー山脈でスペインおよびアンドラと国境を接するほか、地中海沿岸にミニ国家のモナコがある。
国際政治や安全保障、経済、文化において世界的な影響力を持つ民主主義の大国、先進国の一つである。国際連合安全保障理事会常任理事国のほか、G7やG20、欧州連合 (EU)、経済協力開発機構 (OECD)、北大西洋条約機構 (NATO)、パリクラブなどの主要なメンバーである。イギリス、ドイツ、イタリアとともに欧州四大国の一つにも数えられる。
核拡散防止条約により核兵器の保有を認められた核保有5か国の一つで、原子力空母「シャルル・ド・ゴール」や原子力潜水艦を有する。
国内総生産 (GDP) は名目GDP世界第7位かつ購買力平価で世界第10位・ユーロ圏ではドイツに次ぐ第2位の経済力を有する国であり、先進国である。数多くの世界遺産を抱えており、世界で最も観光客の多い国の一つである。
歴史的にはデカルト、モンテスキュー、ルソー、サルトルといった哲学者やマリ・キュリー、パストゥールといった科学者、モネ、セザンヌ、ゴーギャン、クールベ、ドラクロワといった芸術家の故国もしくは活躍の舞台であり、百年戦争やフランス革命、ナポレオン戦争といった歴史的事象の主要な舞台であった。

## 国名

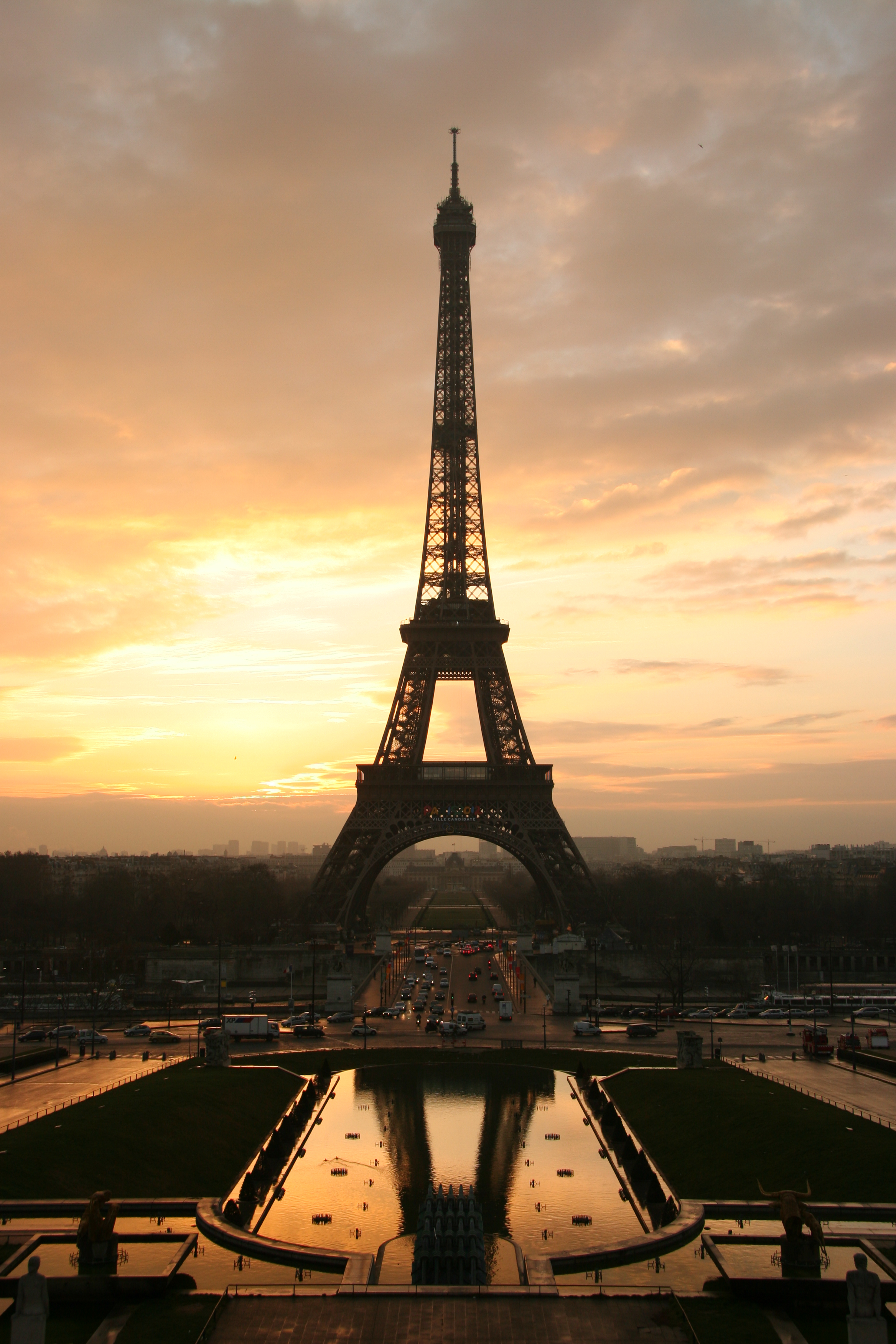
エッフェル塔はパリおよびフランスのシンボルで、1889年にパリで行われた第4回万国博覧会のために建造された。

正式名称はフランス語で、République française（レピュブリク・フランセーズ）。通称、France（フランス）。略称はFR。
日本語の表記はフランス共和国で、通称フランス。政体の第五共和政にちなんでフランス第五共和国と呼ばれる場合もある。漢字による当て字で仏蘭西（旧字体：佛蘭西）、法蘭西（中国語表記由来）などと表記することもあり、仏（佛）と略されることが多い。
国名の France は、11世紀の『ローランの歌』までは遡って存在が資料的に確認できるが、意味されている France はフランク王国である。987年に始まるフランス王国 に France の名前が用いられるが、後代が名付けたもので、当時に France の国名が存在を認定できるわけではない。中世のフランス王は REX FRANCUS と署名している。France は中世ヨーロッパに存在したフランク王国に由来すると言われる。その証左に、歴代フランス王の代数もフランク王国の王から数えている（「ルイ1世」「ルイ16世」を参照）。作家の佐藤賢一は、ヴェルダン条約でフランク王国が西フランク、中フランク、東フランクに3分割され、中フランクは消滅し、東フランクは神聖ローマ皇帝を称したため、フランク王を名乗るものは西フランク王のみとなり、フランクだけで西フランクを指すようになった、と説明している。ドイツ語では、直訳すればフランク王国となる「Frankreich（）」を現在もフランスの呼称として用いている。多くの言語ではこのフランク王国由来の呼称を用いているが、ギリシャ語では現在でも古代ローマ時代の地名である「Γαλλία（ガリア）」を用いている。

## 歴史
ブルボン朝最盛期のフランスはヨーロッパ最大の人口を有し、ヨーロッパの政治・経済・文化に絶大な影響力を持った。フランス語は外交の舞台での共通語となった。現在は国連事務局作業言語である。フランスは17世紀以降1960年代まで、大英帝国に次ぐ広大な海外植民地帝国を有した。1919年から1939年、フランスの面積は最大となり (12,347,000km2)、世界の陸地の8.6パーセント (%) を占めた。

### ローマ帝国の支配
現在のフランスに相当する地域は、紀元前1世紀まではマッシリア（現・マルセイユ）などの地中海沿岸のギリシャ人の植民都市を除くとケルト人が住む土地であり、古代ローマ人はこの地をガリア（ゴール）と呼んでいた。ゴールに住むケルト人はドルイドを軸に自然を信仰する独自の文化体系を持っていたが、政治的には統一されていなかった。
紀元前219年に始まった第二次ポエニ戦争では、カルタゴの将軍ハンニバルが南フランスを抜けてローマ共和国の本拠地だったイタリア半島へ侵攻したが、ゴールには大きな影響を及ぼさなかった。

『ユリウス・カエサルの足元に武器を放るヴェルサンジェトリクス』

カルタゴを滅ぼしたローマは西地中海最大の勢力となり、各地がローマの支配下に置かれた。ゴールも例外ではなく、紀元前121年には南方のガリア・ナルボネンシスが属州とされた。紀元前1世紀に入ると、ローマの将軍であったカエサルが紀元前58年にゴール北部に侵攻した（ガリア戦争）。ゴールの諸部族をまとめたヴェルサンジェトリクスは果敢に抵抗したが、ローマ軍はガリア軍を破ってゴールを占領し、ローマの属州とした。1世紀にはガリア属州はガリア・アクィタニア、ガリア・ルグドゥネンシス、ガリア・ベルギカの3つに分割され、ナルボネンシスを含め4つの属州が存在することとなった。ローマの統治下ではローマの平和の下で経済が成長し、穀物やブドウ酒の生産が盛んとなって、ガリアはその豊穣で知られるようになった。この時期はケルト人のラテン化が進み、ガロ・ローマ文化が成立した。

### フランク王国とフランスの成立

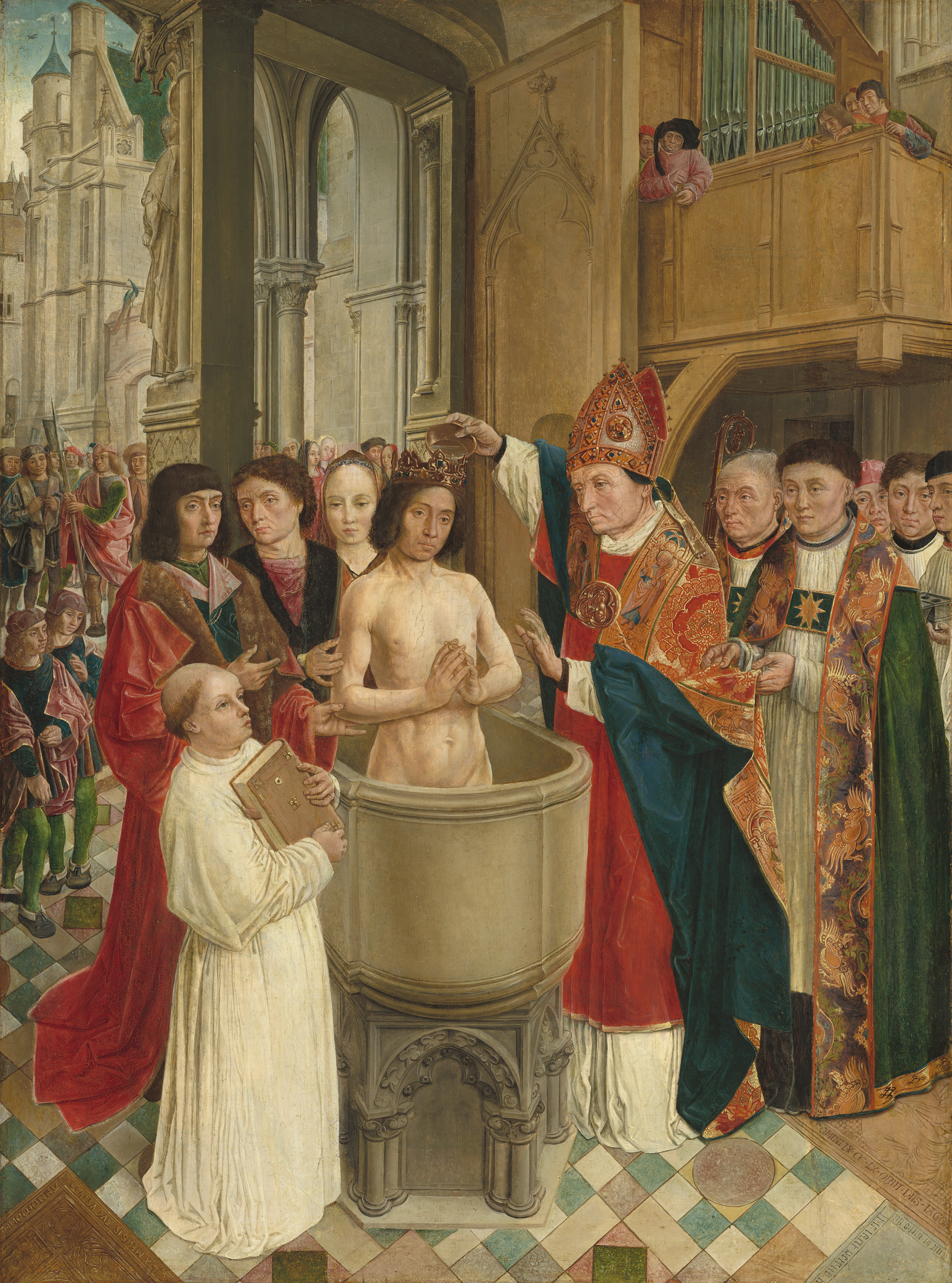
聖レミギウスから洗礼を受けるクローヴィス

5世紀の民族移動時代になるとゲルマン系諸集団が東方から侵入し、476年に西ローマ帝国が滅びると、ゲルマン人の一部族であるフランク族のクローヴィスが建国したメロヴィング朝フランク王国が勢力を伸ばし始めた。クローヴィスは496年にカトリックに改宗し、フランク族はキリスト教を受け入れた。やがてメロヴィング朝の宮宰であったカロリング家の勢力が拡大し、カール・マルテルは732年にイベリア半島から進出してきたイスラーム勢力のウマイヤ朝をトゥール・ポワティエ間の戦いで破り、イスラーム勢力の西ヨーロッパ方面への拡大を頓挫させた。その子であるピピン3世は751年にメロヴィング朝のキルデリク3世を退位させて即位し、カロリング朝を開いた。
フランク王国はピピンの子であるシャルルマーニュ（カール大帝）の時代に最盛期を迎える。彼はイスラーム勢力やアヴァール族を相手に遠征を重ね、現在のフランスだけでなく、イベリア半島北部からイタリア半島北部、パンノニア平原（現在のハンガリー周辺）までを勢力範囲とし、ほぼヨーロッパを統一した。シャルルマーニュのもとでヨーロッパは平静を取り戻し、カロリング・ルネサンスが興った。800年にシャルルマーニュは西ローマ帝国皇帝の称号をローマ教皇から与えられた。シャルルマーニュの没後、その子であるルイ1世が840年に没すると、フランク王国は西フランク王国、中フランク王国、東フランク王国の3つに分裂し、このうち西フランク王国が現在のフランスの基礎となった。この時期に古フランス語の形成が始まった。
987年、西フランク王国の王統が断絶し、パリ伯ユーグ・カペーがフランス王に選出されてカペー朝が成立した。カペー朝の王権は当初非常に弱体で、パリを中心とするわずかな領土を直接支配するのにすぎなかったが、1180年にフィリップ2世が即位すると国内の所領を次々と獲得して王領を拡大し、1223年に彼が退位するころにはフランスはヨーロッパの大国の一つとなっていた。
1209年にアルビジョア十字軍が開始され、キリスト教における異端とされたオクシタニア（現・南フランス）のカタリ派を殲滅した。その結果、カタリ派とともに独立性の強かった南フランスの諸侯も滅ぼされた。12世紀にはフランス全土で「大開墾時代」と呼ばれるほどの農地拡大が起き、13世紀には人口が激増した。カペー朝はその後も ルイ9世やフィリップ4世といった有能な国王の下で勢力を拡大していったものの、1328年に王統が断絶してフィリップ6世が即位し、ヴァロワ朝が成立した。
しかしこの即位を巡ってカペー家の血を引いているイングランド国王エドワード3世との対立が深まり、1337年から、フランスはイングランドとの百年戦争（1337年 - 1453年）を戦っている。この戦争の後半にはフランスは一時国土の北半を奪われるまでになったものの、ジャンヌ・ダルクの活躍をきっかけとして攻勢に転じ、1453年にはシャルル7世のもとでカレーを除く全てのフランス領を奪回して勝利を収めた。その子であるルイ11世は国内統治の充実を図るとともにブルゴーニュ戦争で有力諸侯であったブルゴーニュ公の領国を崩壊させ、充実した国力の元でその子であるシャルル8世は1494年にイタリア戦争を起こした。

### 絶対王政

「太陽王」ルイ14世

16世紀前半のフランスは、ハプスブルク家との抗争を繰り返しながら中央集権化を進め、1534年からジャック・カルティエがアメリカ大陸に向かいセントローレンス川流域を探検するなど対外進出の動きも見られたが、宗教改革の影響でユグノー（カルヴァン派）が増加し、新旧両教の対立から1562年にユグノー戦争が勃発し、30年以上も続いた。1589年にはヴァロワ朝が断絶し、アンリ4世が即位してブルボン朝が成立した。アンリ4世はカトリックに改宗し、1598年、ナントの勅令を発して内戦に終止符を打った。続くルイ13世の統治下では宰相リシュリューが中央集権化と王権の強化を推進し、次いで1643年に即位したルイ14世は幼少だったために宰相マザランが実権を握ったものの、マザランが1661年に死去すると親政を開始した。ルイ14世の統治下では絶対王政が確立され、財務総監ジャン＝バティスト・コルベールが重商主義的政策を推進して産業を振興。ヴェルサイユ宮殿を建設するなど王の権威は非常に高まったものの、対外戦争では必ずしも成果を上げることができず、1685年にフォンテーヌブローの勅令によってナントの勅令を廃止したため、産業の中核を担っていたユグノーが海外へと移民して経済の停滞を招いた。この時期にフランスはヨーロッパ外へ盛んに進出し、アメリカ大陸、アフリカ、アジアに広大な海外領土を獲得してフランス植民地帝国を形成した。
1715年に即位したルイ15世の統治下では啓蒙思想が発展し、1748年にはシャルル・ド・モンテスキューが『法の精神』を発表、1751年からは『百科全書』の刊行が始まり、1762年にはジャン＝ジャック・ルソーが『社会契約論』を発表した。1756年からの七年戦争でフランスは孤立し、1763年のパリ条約で多くの植民地を失い、経済の不振や財政危機、啓蒙思想の普及によって旧来のアンシャン・レジームは動揺を始め、1774年に即位したルイ16世の時代に社会の緊張は頂点に達した。

### 共和制と帝政

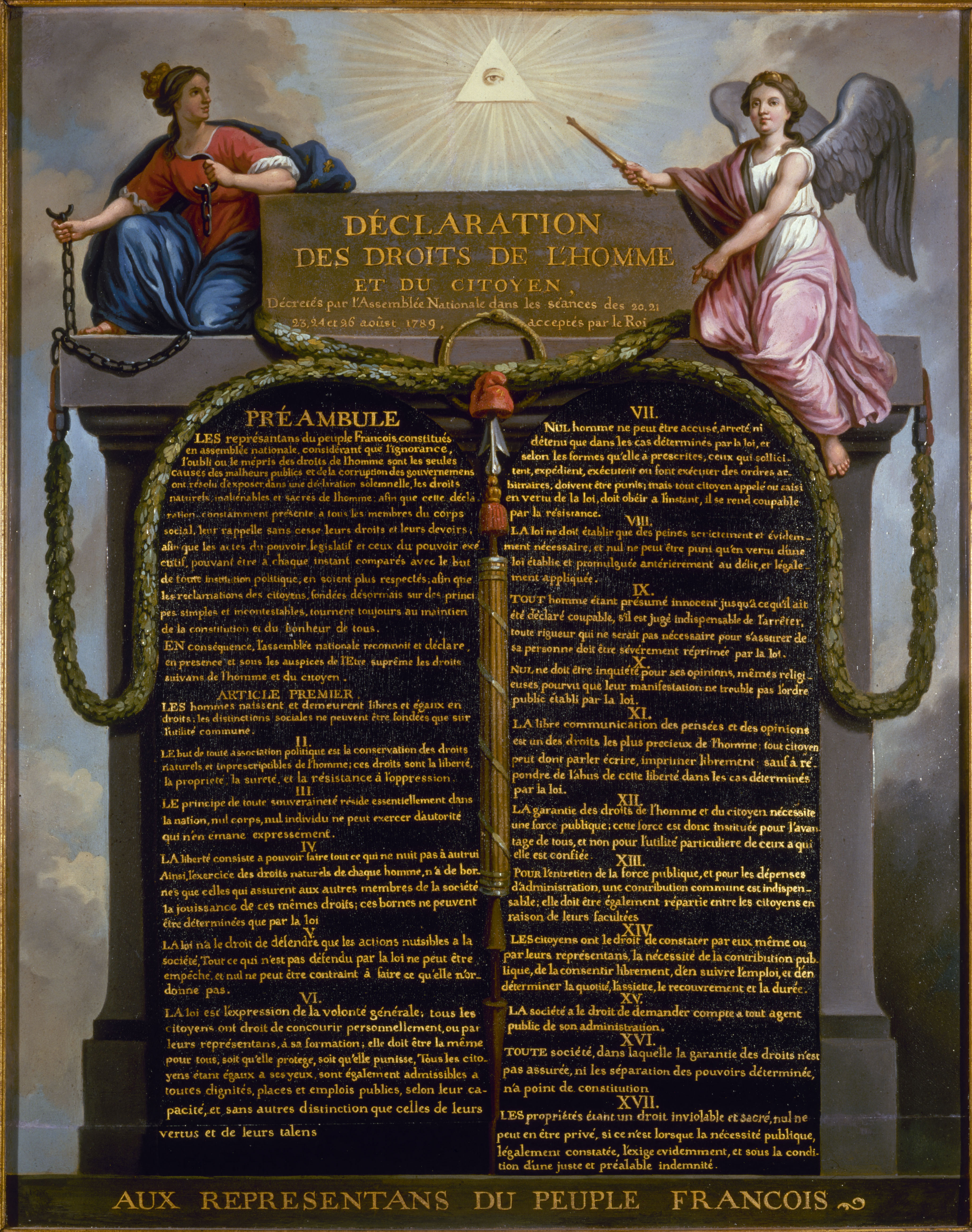
フランス人権宣言

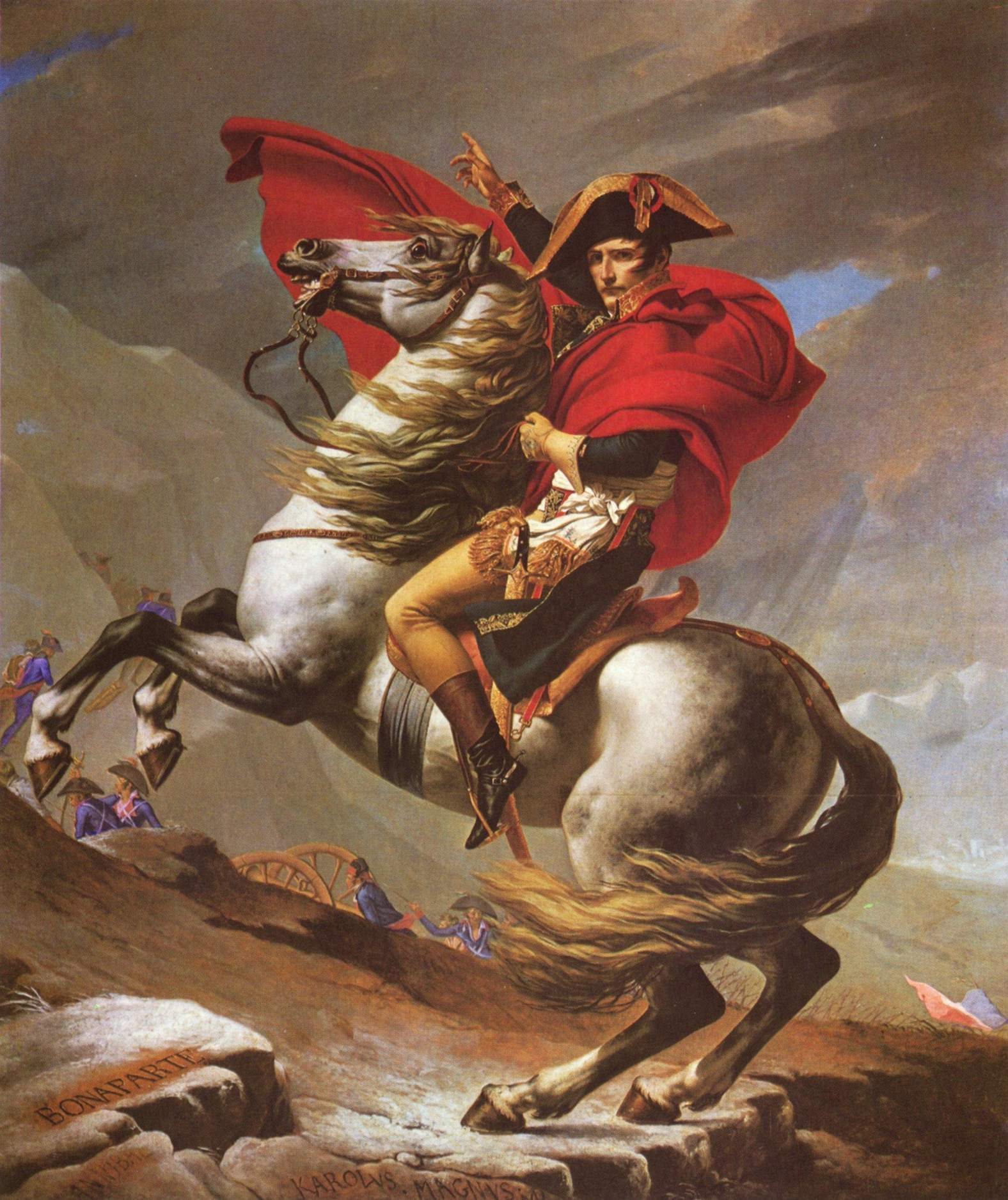
『アルプスを越えるナポレオン』ジャック＝ルイ・ダヴィッド画

1789年にフランス革命が勃発し、三部会に代わって形成された憲法制定国民議会は封建制の廃止や人間と市民の権利の宣言（フランス人権宣言）の採択など重要な決定を行った。特に人権宣言は、自由と平等、国民主権など近代民主社会の基本原則を確立した。しかし革命は急進化していき、1793年には国王ルイ16世と王妃マリー・アントワネットが処刑され、同時に数千人ものフランス市民が恐怖政治の犠牲となった。
1794年7月に起きたテルミドール9日のクーデターによって、恐怖政治の中心であったマクシミリアン・ロベスピエールを中心とする山岳派の主立ったメンバーが逮捕・処刑されたものの、総裁政府の統治は安定せず、1799年にブリュメールのクーデターによってナポレオン・ボナパルトが共和国の権力を握り、第1統領となった。1804年にはナポレオンは皇帝に即位して第一帝政を開き、ナポレオン戦争と呼ばれる一連の戦争を通じてナポレオンの軍隊はヨーロッパを圧倒し、この戦争で数百万人が犠牲となった。一方でナポレオン法典の発布に見られるように、ナポレオンはフランス革命の成果を継承する姿勢を明確に示した。しかしこうしたナポレオンの覇権は1812年ロシア戦役の失敗によって水泡に帰し、蜂起した諸国軍によって1814年にパリが陥落、ナポレオンはエルバ島に流された。1815年、エルバ島から脱出したナポレオンが一時フランスに復帰したものの、ワーテルローの戦いに敗れナポレオン時代は終わった。
ナポレオン敗北後、フランスはブルボン朝のルイ18世が即位して王政復古したが絶対王政ではなく、王の権力が憲法に制約された外見的立憲君主制となった。しかしこの政権の実権を握った亡命貴族たちは極端な保守反動政治を行い、反発した自由派によって1830年に七月革命が勃発してシャルル10世が追放され、代わってルイ＝フィリップが即位し七月王政が始まった。七月王政はブルジョワ層を中心とした政権だったが政情は安定せず、1848年に勃発した2月革命によって王政は崩壊し、第二共和政が成立した。第二共和政は男子普通選挙を導入したものの政情を安定させることはできず、ルイ・ナポレオン大統領は1851年12月2日のクーデターを起こして実権を握り、1852年12月2日にはナポレオン3世として即位し第二帝政を開いた。ナポレオン3世は政治を安定させるとともに産業革命を急速に進展させ、経済を大きく成長させた。この時期にアロー戦争やコーチシナ戦争、メキシコ出兵などのように積極的な海外出兵を行い、広大な植民地を獲得したものの、対プロイセン政策を誤り、1870年の普仏戦争に敗北してルイ・ナポレオンは退位した。1871年にはプロイセンにアルザス・ロレーヌを割譲することで和議が成立し、パリで蜂起していたパリ・コミューンも鎮圧されて、第三共和政が打ち立てられた。
第三共和政は当初は安定しなかったものの、1880年代に入ると穏健共和派の指導の下で政情が安定し、繁栄の時代に入った。ただし国内ではその後も1889年のブーランジェ将軍事件や1894年のドレフュス事件といった政治事件が相次いで起こっていた。普仏戦争による国家の威信の減退を補うため第三共和政政府は積極的な海外進出を行い、アフリカ分割にも積極的に参加して植民地をさらに拡大させた。文化的にはベル・エポックと呼ばれる華やかな時代を迎え、芸術家が集まるパリでは印象派などの芸術運動が花開いた。

### 二度の世界大戦と植民地戦争

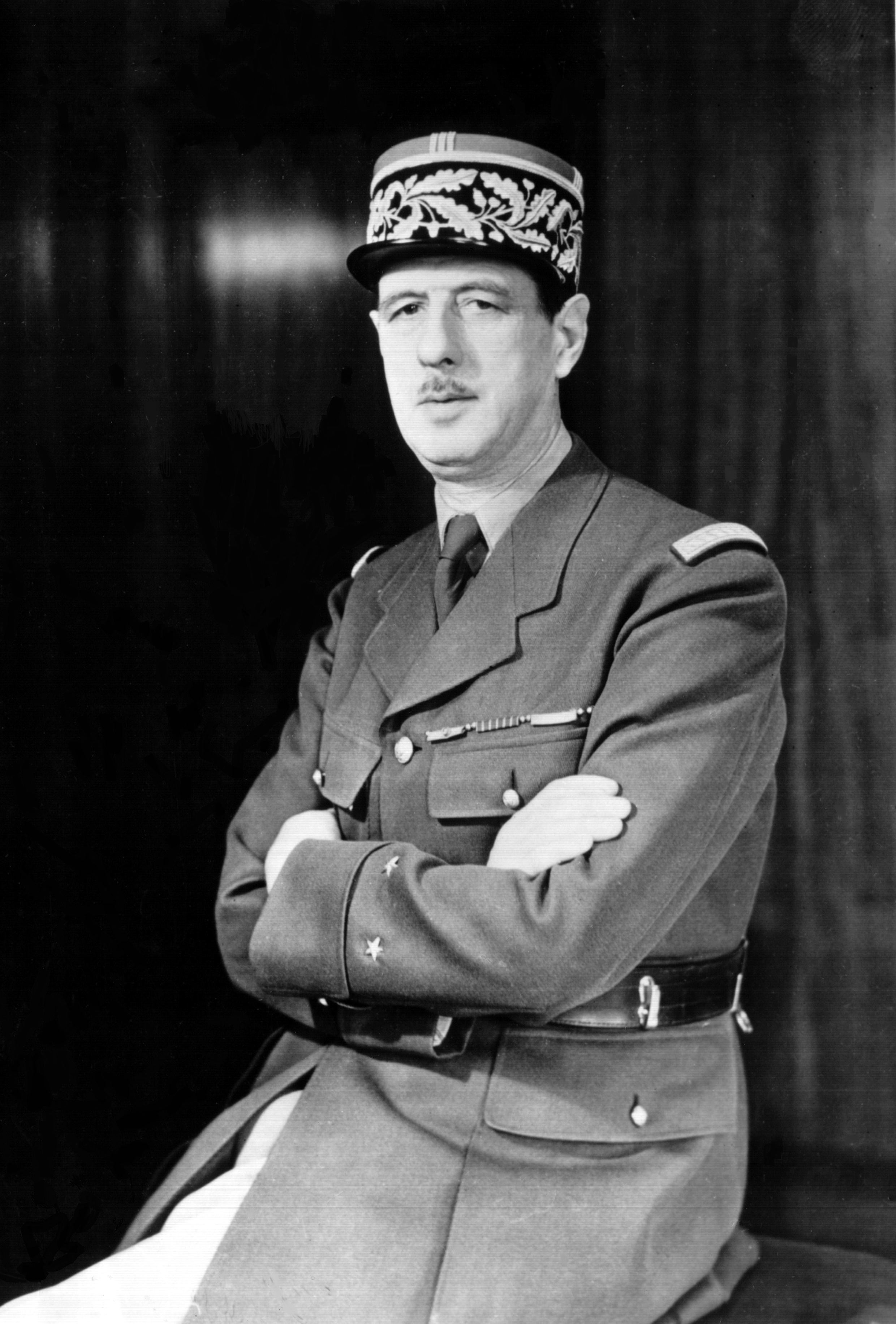
シャルル・ド・ゴール

フランスは第一次世界大戦と第二次世界大戦の主戦場となっている。第一次世界大戦ではドイツ帝国を中心とする中央同盟国と戦い、140万人が犠牲となった。西部戦線はフランス東部で4年にわたり膠着し、全土を占領された第二次世界大戦よりも多くの戦死者を出した。
1939年9月に始まった第二次世界大戦では、1940年にナチス・ドイツのフランス侵攻に敗北して第三共和政は崩壊し、第一次世界大戦の英雄フィリップ・ペタンを国家元首とするヴィシー政権が成立した。フランス本国はドイツによって北部、のちに全土が占領された。一方でシャルル・ド・ゴール率いる自由フランスは連合国につき、連合国軍による北仏ノルマンディー上陸作戦の成功により、1944年にフランス共和国臨時政府が帰還して全土を奪還した。
戦後、1946年にフランス第四共和政が成立した。フランスは冷戦構造のなかで自由主義陣営（西側）に属し、北大西洋条約機構 (NATO) の原加盟国となる一方、1951年に欧州石炭鉄鋼共同体を西ドイツやイタリア、ベネルクス三国と結成。1957年には欧州経済共同体が発足するなど欧州統合に参加した。一方で植民地帝国は崩壊しつつあった。インドシナの支配権を回復するため臨んだ第一次インドシナ戦争では、1954年にディエンビエンフーの戦いでベトミンに大敗を喫し、同年7月にはジュネーヴ協定によってインドシナからの撤退を余儀なくされた。さらにアルジェリア戦争が泥沼化し、アルジェリア植民地の維持の是非と、植民者の帰還をめぐって国論が割れ、内戦になりかけた。これを収拾するため、1958年、ド・ゴールが首相に就任し、1959年には強力な大統領権限を含んだ第五共和政が成立した。
第五共和政の初代大統領となったド・ゴールは、国内の統一を維持しながら戦争終結へ踏み出した。1958年10月2日のギニア独立を嚆矢として、「アフリカの年」と呼ばれた1960年にほぼ全てのアフリカ植民地が独立した。1962年にアルジェリア戦争の和平交渉を妥結し、アルジェリアは独立した。外交面では、ド・ゴールはヨーロッパの自主性を主張してアメリカと距離を置いた独自路線をとった。その米ソと並ぶ第三極を目指した政治姿勢はド・ゴール主義と呼ばれ、核兵器保有もその一環である。1960年にはトゥアレグが居住するサハラ砂漠で核実験を強行した。1966年にフランスはNATOを正式脱退した。2009年にフランスはNATOに再加盟し、NATOは英語とフランス語を公用語として用いる。
2022年フランス大統領選挙でエマニュエル・マクロンが大統領に再選された。

## 政治

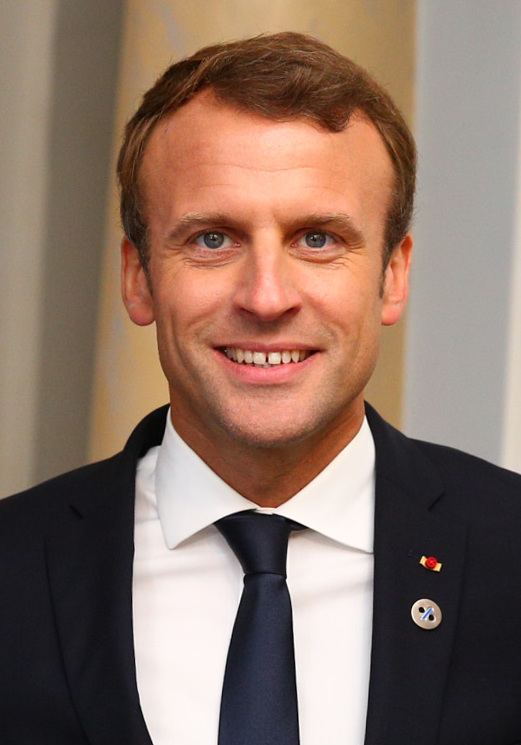
大統領 エマニュエル・マクロン

1958年10月にフランスの憲法が制定され、半大統領制の共和制となった。
直接選挙で選ばれる大統領（任期5年、2002年以前は7年）には、シャルル・ド・ゴールの時から首相の任免権や議会の解散権など強力な権限が与えられている。これは、立法府である議会より行政権の方が強い体制である。
大統領が任命するフランスの首相は、大統領にも議会にも責任を負っており、ともに行政権を持つ（半大統領制）。このため、大統領の所属政党と議会の多数派勢力が異なる場合、大統領自身が所属していない議会多数派の人物を首相に任命することがある。この状態をコアビタシオンと呼ぶ。こうした場合、大統領が外交を、首相が内政を担当するのが慣例となっているが、両者が対立し政権が不安定になることもある。
議会は二院制を採用し、上院にあたる元老院と、下院にあたる国民議会がある。元老院は間接選挙で選出され、任期は6年で3年ごとに半数を改選される。国民議会は直接選挙で選出され、投票に際して小選挙区制で二回投票制が定められている。優先権は国民議会にあり、元老院は諮問機関としての色彩が強い。
現在の主要なフランスの政党としては、再生（中道）、不服従のフランス（左翼）、国民連合（右翼）がある。
歴史ある中央集権と官僚主義はフランスの政治体制を代表してきた。スウェーデンには遠く及ばないが、労働人口に対する公務員の比率は21.6%に達する。世界でも屈指の強固さを持つ官僚主義に裏打ちされたその社会構造は、しばしば批判的な意味をこめて「官僚天国」「役人王国」などと形容される。
地方政治の現場においては、市町村長職こそフランス国籍保有者に限定されているが、市町村議員に関しては欧州連合諸国の出身者に地方議員の被選挙権を認めている。2020年1月時点で、約50万人いる地方議員うち外国人議員数は2500人近くとなっていた。しかし一方で2020年2月にイギリスの欧州連合離脱があり、フランス国内で活動してきたイギリス人議員が被選挙権を喪失。その数は約3分の1に相当する757人にのぼった。

### 国際関係
フランスは国際連合の原加盟国であり、国際連合安全保障理事会常任理事国の一国である。多くの国際機関の加盟国でもあり、G7、北大西洋条約機構 (NATO)、経済協力開発機構 (OECD)、世界貿易機関 (WTO)、フランコフォニー国際機関がこれに該当する。欧州連合原加盟国かつ指導国でもある。
第二次世界大戦でフランスは本国を一時喪失し、自由フランスは英米の庇護・支援を得て母国を奪還したが、当時から独自の外交を志向する傾向があった。第五共和制成立後も冷戦構造のなかでフランスの影響力を保つため、ソビエト連邦と提携したり、NATOの軍事機構から脱退したり、1973年から フランス・アフリカ首脳会議 を主催したりしている。フランスは2003年、アメリカが主導するイラク戦争に終始反対した。
近隣諸国では、ベルギーと密接な関係があり、ベルギー南部はフランス語共同体となっている。
ナチス・ドイツの崩壊後に成立した西ドイツとは戦後和解し、ともに欧州統合の旗手となった。（独仏関係も参照）冷戦終結後は欧州統合を深化し、欧州連合（EU）の主要国として存在感を高めている。ドイツとは1999年1月の通貨ユーロ導入を含む欧州統合に中心的役割を果たしてきた。しかし、2005年の欧州憲法批准は国民投票で拒否された。2008年2月にこれを継承するリスボン条約を議会が承認した。
フランスは旧植民地との間にフランス共同体を結成している。アフリカの旧植民地に対しては、暴動や内戦の際に親仏政権を維持するため軍事介入することもある。現在もセネガルやジブチにはフランス軍の軍事基地がある。実際に1994年のルワンダ紛争や、2002年のコートジボワール内戦にも介入している。1970年代以降の軍事介入の件数は30件以上にも及ぶ。2012年からマリ北部紛争に介入している。フランスの姿勢を新植民地主義であると批判する声もある。ケベック州の仲介により、フランス語地域のある国とはフランコフォニー国際機関を結成した。

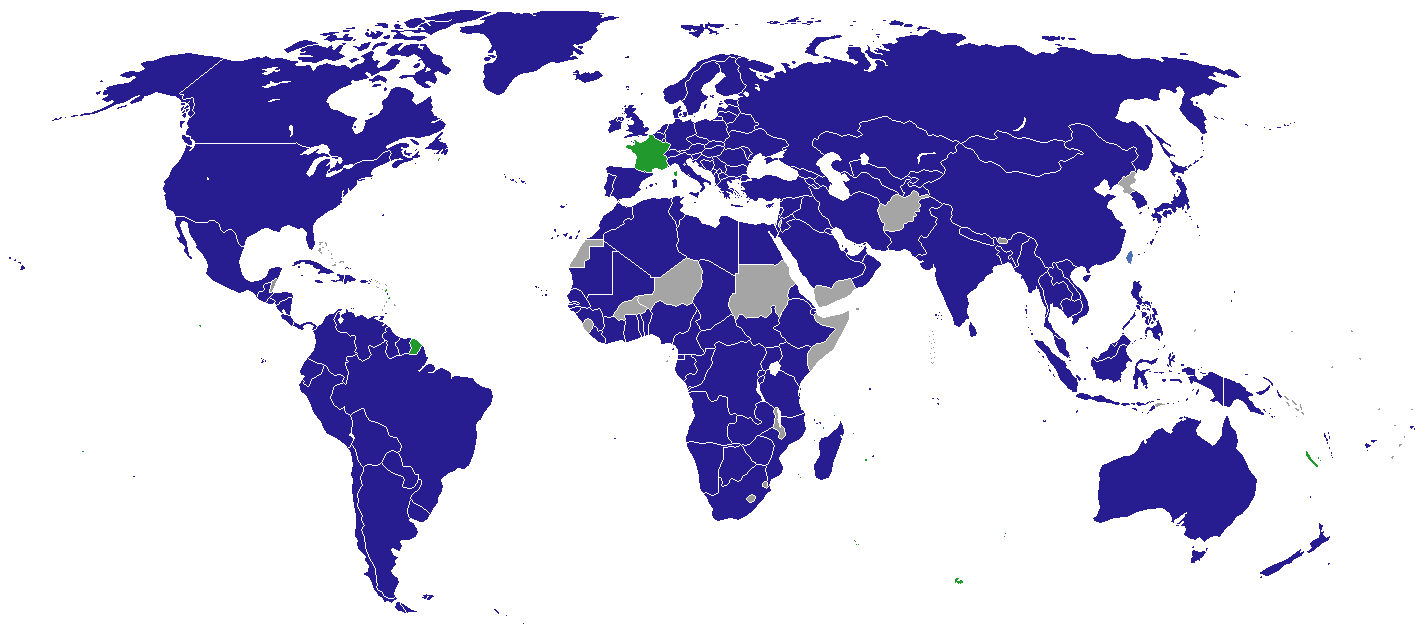
フランスが外交使節を派遣している諸国の一覧図

EU各国は北朝鮮と国交がある。しかし、フランスは2016年8月時点でも日本やアメリカ合衆国と同様に北朝鮮と国交がない。ただしパリには国際連合教育科学文化機関（ユネスコ、UNESCO）総代表部が存在する。
2015年1月、パリでシャルリーエブド本社やユダヤ教徒向け食料品店が襲撃され、11月には大規模な同時多発テロで仏全土に非常事態宣言がなされるなど、イスラム過激派との間で緊張が高まっている。

### イギリスとの関係
フランスとイギリスは歴史上錯綜した関係を持ってきた。近現代のイギリスの中核をなすイングランドは、ノルマン・コンクエストを通じてフランス語を母語とし、フランス王国の公爵を兼ねる王に統治されることとなった。こうして、中世のイングランド王は同時にフランス王国の大貴族であり、その立場においてはフランス王の臣下であるという関係が長く続いた。アンジュー帝国とも呼ばれたプランタジネット朝のイングランド王は、王権の確立が遅れていたカペー朝のフランス王をしのぐ巨大な所領をフランス王国内に所持し、フランス王の勢力を圧倒した。イングランド王家とフランス王家の姻戚関係も深かった。

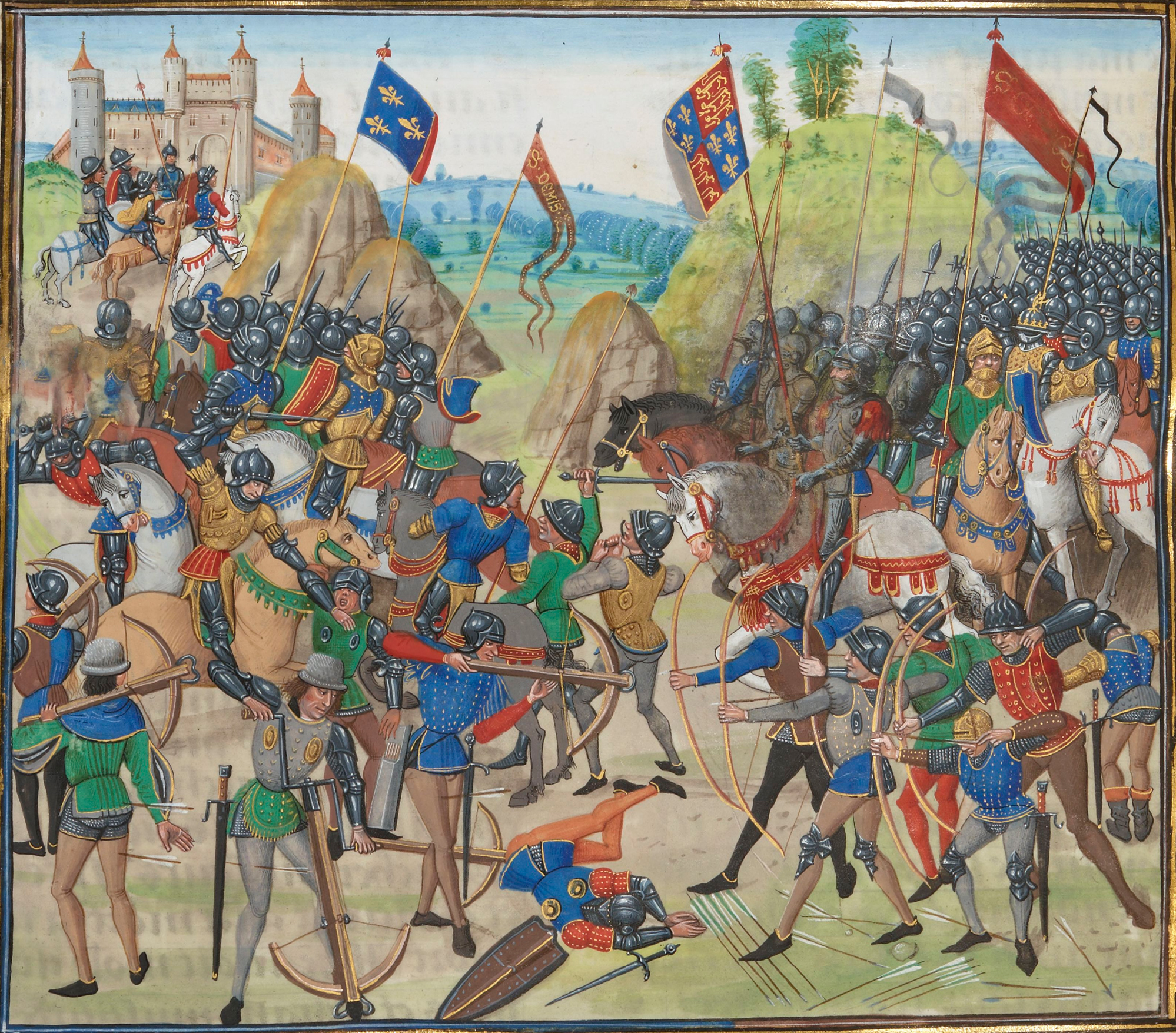
クレシーの戦い（百年戦争）

こうした経緯から、中世のイングランド王家とフランス王家は、フランス王国における覇権をめぐって幾度となく抗争を繰り返すこととなった。ジャンヌ・ダルクが活躍したことで有名な百年戦争は特に長引いた抗争であり、イングランド王家が最終的にフランス王国内の基盤を喪失するにまで至った。この長期の戦争を通じてフランス人とイギリス人の間に、のちの国民国家の創生につながる近代的な国民意識の母体となるものが胚胎したともいわれる。ナポレオンによるフランス第一帝政時代の対仏大同盟は、イギリスが盟主的存在であった。
だがドイツ帝国の台頭を受けた1904年の英仏協商締結以来、基本的には友好関係にある。第一次世界大戦をともに戦い、第二次世界大戦では敗北寸前となったフランスに対し、イギリスから連合国家形成の提案がなされたこともある。戦後はともに西側陣営に属し、スエズ危機のように両国が協調した行動を取ることもあるが、イラク戦争に対する対応のように両国の対応が分かれることもある。

#### 日本との関係
歴史
日本とフランスの公式な関係が始まったのは19世紀後半の幕末期以降である。1858年10月9日に、フランスから日本に外交使節団長として派遣されたジャン・バティスト・ルイ・グロ男爵によって、日本と最初の修好通商条約が当時の日本の幕府があった江戸で調印された。
明治維新後には西園寺公望をはじめとする政治家、大山巌らの軍人、黒田清輝らといった芸術家らが続々とフランスに留学している。1872年（明治5年）から翌年にかけては、岩倉使節団がフランスを訪問しており、当時のパリの様子が『米欧回覧実記』に詳しく記されている（一部スケッチ入り）。日本は民法・刑法改正にギュスターヴ・エミール・ボアソナード、陸軍にフランス陸軍の教官を招聘し、強い影響を受けた。
義和団の乱では共同歩調を取ったが、日清戦争後にフランスは、日本に遼東半島を返還するよう働きかける三国干渉を行っている。第一次世界大戦においては連合国として戦った。フランス軍航空隊の一員として戦った日本人もおり、バロン滋野や磯部鈇吉など10名を数える。1919年のパリ講和会議では日本の提出した人種差別撤廃案に賛成している。その後の第二次世界大戦においては、ヴィシー政権成立前後の時期に、日本はフランス領インドシナへの進駐を要求し、北部インドシナは日本の占領下に置かれた（仏印進駐）。ヴィシー政権は植民地に対する支配力を失い、1940年のタイ・フランス領インドシナ紛争では日本の仲介により東京条約を締結し、タイとの戦争を終結させた。1941年には南部仏印への進駐も行われたが、これは日米交渉において決定的な破局点となった。真珠湾攻撃後、自由フランスは連合国の一員として日本に宣戦したが、日本軍とは交戦していない。1945年、インドシナで明号作戦によって、仏印軍は日本軍に攻撃され、フランスの植民地政府機構は日本軍の支配下に置かれた。日本側はフランスとは戦争関係にないという建前をとり続けたが、降伏文書には臨時政府のフランス代表も署名している。
1951年、日本国との平和条約締結により日仏関係は正常化した。以降の関係はおおむね良好である。
・在留日本人数36104人（2022年10月時点）
・在日フランス人数12836人（2022年12月時点）
日本におけるフランス
日本では、フランスはファッションや美術、料理など、文化的に高い評価を受ける国である。毎年多数の日本人観光客が高級ブランドや美術館巡り、グルメツアーなどを目的にフランスを訪れている。音楽、美術、料理などを学ぶためにフランスに渡る日本人も多く、2018年時点で在仏日本人は44,000人におよび、これはヨーロッパ圏ではイギリス、ドイツに次ぐ多さである。
経済面では、1992年から2000年にかけてフランス側が対日輸出促進キャンペーンとして「ル・ジャポン・セ・ポシーブル」を展開したものの、2000年代の現在まで貿易額は漸増傾向を示すに留まり、2004年時点で貿易額は相互に60億ドル台から80億ドル台で推移している。日本から見た場合、対仏輸出の構成比は1.5%で各国中15位、フランスからの輸入も1.8%で13位と貿易における重要度、依存度はほかの先進国や中進国と比較してさほど高くない。フランスから見た場合に対日輸出が輸出全体に占める割合は1.6%で、これはドイツ14.5%、スペイン10.2%、イタリア9.2%、イギリス8.8%、ベルギー7.6%のEU諸国、アメリカ合衆国7.2%、中華人民共和国1.7%に次ぐ。
直接投資は、1999年のルノーによる日産自動車の買収に伴い、日産の最高経営責任者となったカルロス・ゴーンは一般の日本人にも知名度がある。これにプジョーを加え、フランス車はドイツ車などと並んで日本では人気のある海外車種の一つである。他方、日本側もトヨタ自動車がほぼ同時期に北部ノール県ヴァランシエンヌに工場を建設しているほか、NTNなど自動車部品メーカーの工場進出も行われており、近年では1990年代後半にかけて自動車業界を中心に相互に大きな投資が行われている。
古くは江戸幕府の幕府陸軍、および明治以降の日本陸海軍もフランス軍の影響を相当受けていた（第一次・第二次・第三次フランス軍事顧問団）。陸軍はその建軍にあたってフランス陸軍を師とし、鎮台制などのフランスの兵式を採用し強い影響を受けている。旧陸軍および現在の陸上自衛隊の制式行進曲である『陸軍分列行進曲（観兵式分列行進曲）』は、明治初期に御雇外国人としてフランスから派遣されたシャルル・ルルー陸軍軍楽大尉相当官によって作曲されたものである。1880年代中後半には普仏戦争の影響もあり、1888年（明治21年）に全体的にプロイセン（ドイツ）式に転換したもののフランス色は完全に排除されたわけではなく（明治38年・45年制式の軍服にフランス式の肩章を採用）、第一次大戦から1930年代までは、小火器、火砲、戦車および航空機（後述）などの開発においてはフランスの影響が再度強くなっている。海軍は建軍当初から兵式はイギリス式を採用していたが、当時のフランスはイギリスに次ぐ海軍大国でもありその存在は無視出来るものではなく、1880年代の第三次フランス軍事顧問団において海軍技術者ルイ＝エミール・ベルタンなどを御雇外国人として招き主力艦を含む多数の軍艦を設計させている。そのため19世紀末まではフランス海軍の影響も大きかった。
航空分野は、1910年（明治43年）に徳川好敏・日野熊蔵両陸軍大尉がフランスの飛行機の操縦技術を学び、フランス製のアンリ・ファルマン複葉機を持ち帰り12月19日に代々木練兵場で初飛行した。徳川好敏は日本人として日本の空を飛んだ初めてのパイロットである。第一次大戦時の1914年（大正3年）に編成された日本発の実戦飛行部隊たる陸軍の臨時航空隊は、フランス製の軍用機と技術をもって青島の戦いに参戦しドイツ軍と交戦した。大戦末期の1918年（大正8年）1月に陸軍はフランス側より航空部隊の無償技術指導の提案を受け、フォール陸軍大佐 (Jacques-Paul Faure) を団長にした61名のフランス航空教育団 (Mission militaire française au Japon〈1918-1919〉) を迎え、所沢陸軍飛行場など各地で教育を受けている。少数ではあるが海軍軍人も聴講員として参加した。

#### アルジェリアとの関係
1830年からのアルジェリア侵略で同地をオスマン帝国から奪い、1834年に併合した。フランス本土から植民を行い海外県としてアルジェリアをフランスに組み込んだ、この支配は1962年の分離独立まで続いた。
植民地を本国に組み込む統治手法は、日本統治時代の台湾、日本統治時代の朝鮮でも参考にされた。
フランス側はアルジェリアの支配は近代化をもたらしたと肯定的に評価する、一方でアルジェリア側はフランスが行った虐殺など歴史を巡って対立している。
フランスはアルジェリア戦争の悲惨さは博物館などで語り継いでいるがアルジェリアに行った抑圧は口を開かないなどタブーとなっている。

### 軍事

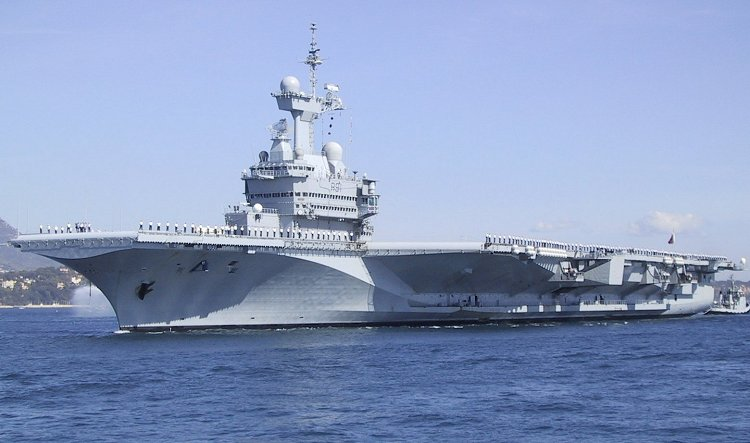
フランス海軍初の原子力空母シャルル・ド・ゴール

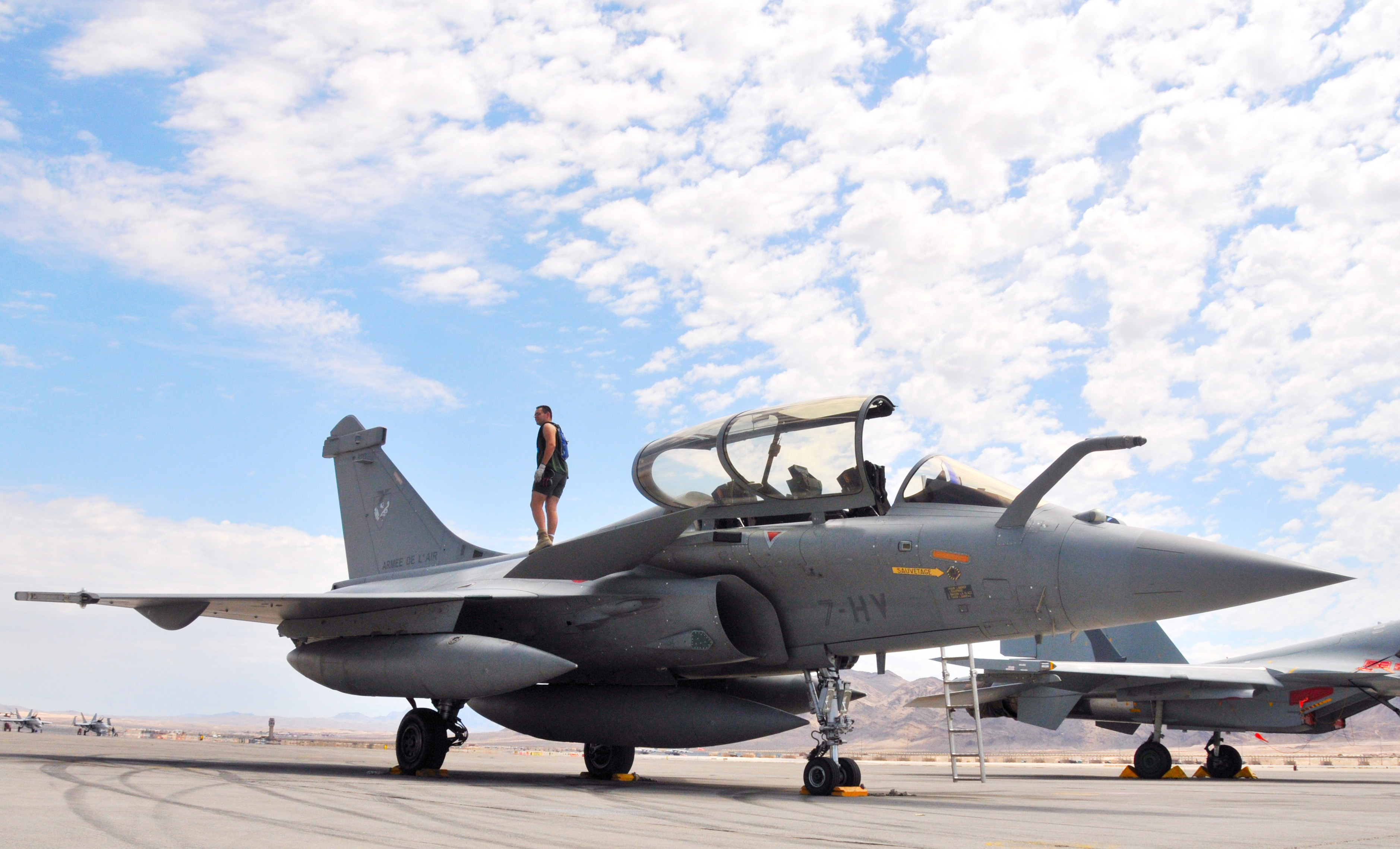
フランス航空宇宙軍の戦闘機ラファール

フランスの国防政策は1959年にシャルル・ド・ゴール政権が制定した「国防組織法」によって運営されている。大統領が最高司令官であり、その指導のもとに内閣委員会が国防政策、将官の任免、総動員令や戒厳の宣布などの意思決定機関として機能する。フランス革命からの徴兵制を廃止して志願制を採用した。2011年の軍事支出は625億ドルと、標準的な軍事費を維持している。
フランス軍は陸軍、航空宇宙軍、海軍および憲兵、国民衛兵からなり、2002年の総兵力は44万人のうち、陸軍17万人、航空宇宙軍7万人、海軍5.6万人、憲兵9.8万人、その他機関4万人であった。国外駐在兵力は約3万人で、うち太平洋地区の海外県（植民地）に約2万人、アフリカに6,500人、国際連合など国際組織の指揮下に9,000人がいる。核兵器を保有し、海軍の潜水艦発射弾道ミサイル (SLBM) 搭載原子力潜水艦で運用する。現在もフランス外人部隊8個連隊を保有する。南仏オーバニュに司令部を置き、南仏各地も駐屯、コルシカやポリネシアにも一部が駐屯する。2002年12月から西アフリカのコートジボワールに外人部隊2,500人が派遣され、戦闘状態にある。
2013年に開始されたマリ共和国への軍事介入において、進展の遅れから軍の兵站が不十分である指摘する報道が行われた。国防予算の50%が軍人への給与や退職金などに費やされ、残りの予算も空軍機や空母など主力兵器の運用・導入が優先される予算配分に原因があると見られている。徴兵制廃止によって兵員の不足も発生しており、常備軍23万名の中で即時派兵が可能な戦力は3万名に留まっている。
フランス陸軍は地上作戦司令部、補給司令部、9個作戦旅団、2個補給旅団からなる。主要装備は戦車834輌、装甲車4,950輌、各種火砲802門、ヘリコプター498機である。
フランス海軍は戦略作戦司令部と海上、対潜、掃海、潜水艦などの専門作戦司令部からなる。主要装備はSLBM搭載原子力潜水艦4隻、攻撃型原子力潜水艦6隻、原子力空母1隻、ヘリ空母1隻、ミサイル駆逐艦3隻、駆逐艦9隻、フリゲート20隻などである。
フランス航空宇宙軍は6個攻撃戦闘機中隊、7個戦闘機中隊、2個偵察中隊、14個輸送機中隊、5個ヘリコプター中隊、2個電子戦中隊からなり、主要装備は作戦機433機、早期警戒管制機4機、偵察機4機、空中給油機45機、輸送機131機などである。
フランス国家憲兵隊は以前は国防省に属していたが、現在は軍籍は国防省に残置したうえで内務省に属し、警察業務を担当する。
フランス国民衛兵は2015年のパリ同時多発テロを受け、145年ぶりに復活した軍事組織で警察や軍隊のサポートをする役割を担う。

#### アメリカ軍の駐留
1951年から1966年の15年間、フランス国内に在仏アメリカ空軍が駐留していた。

### 情報機関
- 対外治安総局 (DGSE)（Direction Générale de la Sécurité Extérieure） -SDECE―防諜・外国資料局より改称。
- 軍事偵察局 (DRM)（Direction du Renseignement Militaire） - 軍事偵察局 （国防省に属する機関）
- 国内治安総局(DGSI) （Direction centrale du renseignement intérieur;）（内務省に属する機関）

## 地理

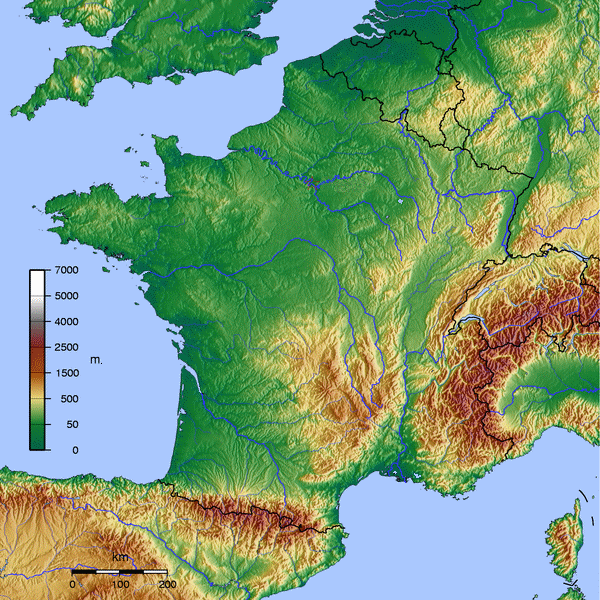
フランスの地形図

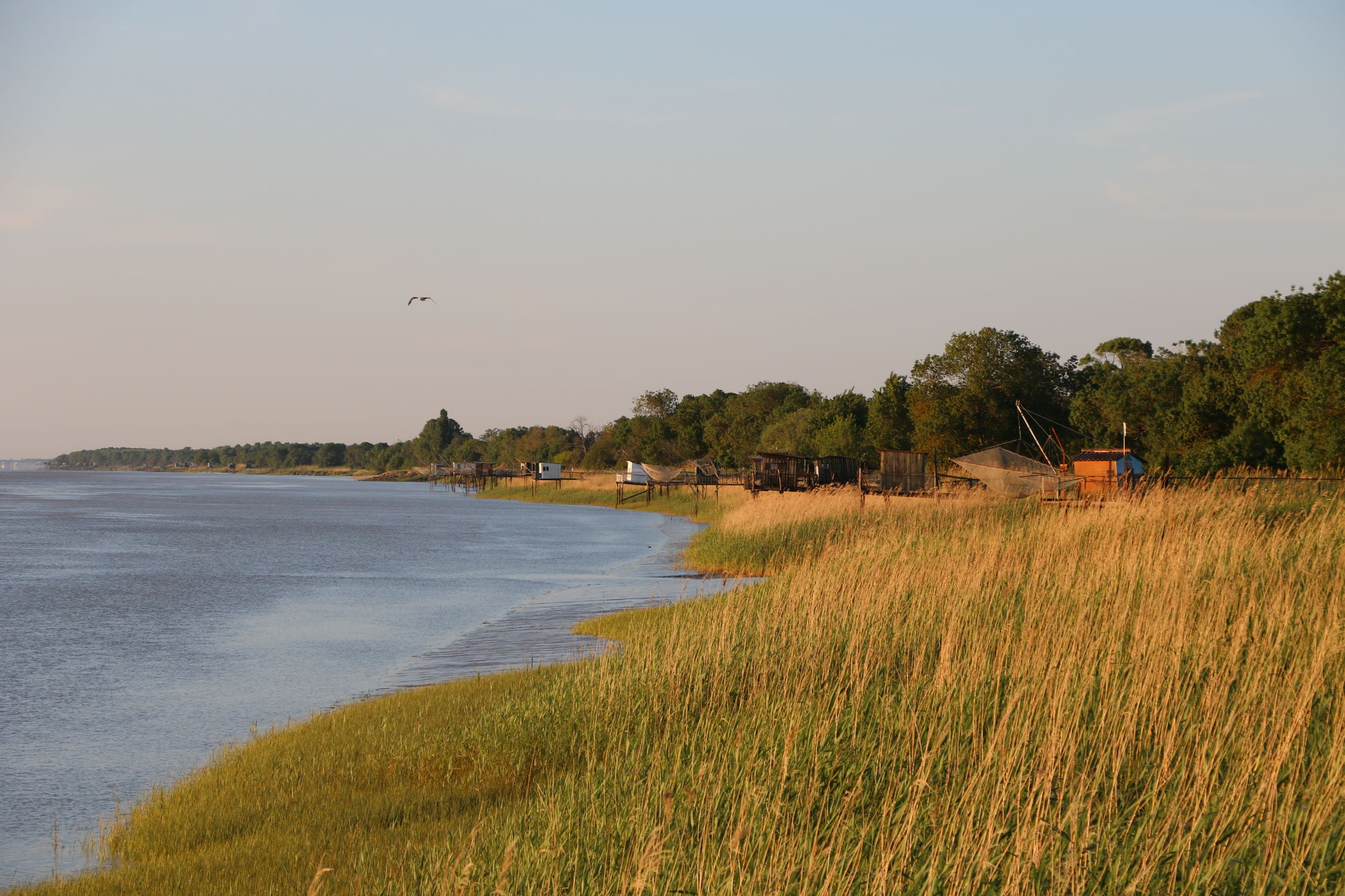
ジロンド川、ポーイヤック市。 アキテーヌ地方の中心都市であるボルドー市のすぐ北側に位置し、ガロンヌ川とドルドーニュ川が合流してできる川である。

フランス本国（メトロポリテーヌ）は、北が海を挟んでイギリスと向かい合い、北東がベルギーとルクセンブルク、東をドイツとスイス、南東でイタリア、南西にスペインと国境を接している。フランスの強い影響下にあるミニ国家として、スペインとの間にアンドラ、仏伊国境近くにモナコがある。
フランスの国土は西ヨーロッパに位置する本土のほか、地中海に浮かぶコルシカ島、南アメリカ大陸北東のフランス領ギアナ、カリブ海のマルティニーク、グアドループ、インド洋のレユニオンといった4海外県、さらにはニューカレドニアやフランス領ポリネシアなどオセアニアの属領をも含む。その面積は西ヨーロッパ最大であり、フランス本土だけで日本の1.5倍あり、可住地の広さは日本のおよそ3.5倍にも達する。

### 地形
本土の形状はだいたい六角形の形を成しており、これはフランスの公用語であるフランス語にも影響し、六角形を意味する"l'Hexagone（レグザゴーヌ）"が「フランス本土」を意味する。その6辺の国境のうち、1辺は平野と川（ライン川）、2辺は山脈（ピレネーとアルプス）、3辺は海（地中海、大西洋、北海）である。
フランスの地形の主な特色は、東から南にかけて山地や山脈という自然の国境があるほかは、ところどころに高原や丘陵がみられるものの、国土の大半は概して緩やかな丘陵地や平野で可住地に恵まれていることにある（国土の60%が海抜250m以下の平地であり、2000mを超える山岳地帯は東部と南西部の国境付近のみ）。
北西部に広がる、フランスでも最も広い領域を占める比較的平らな地域は、東ヨーロッパから続くヨーロッパ中央平原の西端部にあたる。緩やかな起伏の平野で、高所でも標高200m程度の土地が広がっており、温暖な気候とあわせて西欧最大の農業国フランスの基礎となっている。東部ドイツ国境にはヴォージュ山脈、スイス国境にはジュラ山脈が延びる。ヴォージュ山脈はライン川の西岸に沿って流れ、ライン川がフランスとドイツとの国境となっている。南東部は中央高地が広がり、北から南へ流れ下るローヌ川を越えると、アルプス山脈につながっていく。南部イタリアとの国境をなすアルプスの山々は、多くが標高4,000m以上で、その最高峰がモンブランである。アルプス越えには古代ローマの時代からいくつかの道があるが、なかでも有名なのがサンベルナール峠である。南西部のスペイン国境にはピレネー山脈が延びる。峠がほとんどないピレネー山脈は、フランスとスペインとの交易を困難なものにした。サントラル高地の最高峰はドール山 1,866m。ピレネー山脈の最高峰アネト山 3,404m はスペイン側にそびえる。フランス全土の最高峰はイタリア国境に位置するモンブラン 4,810m。
おもな河川は北から反時計回りに、セーヌ川 776km、ロワール川 1012km、ガロンヌ川 647km、ローヌ川 812km。

### 気候
フランスの気候は大陸性、西岸海洋性、地中海性の気候区に分割される。西岸海洋性気候は大西洋側の国土の西部で見られる。気温の年較差、日較差とも小さい。気候は冷涼であるが、寒くなることはない。国土を東に移動するにつれて気候は大陸性となっていき、気温の年較差、日較差が拡大していくと同時に降水量が上昇していく。本来の大陸性気候は東ヨーロッパ、つまりポーランドやルーマニアが西の限界であるが、フランス東部の高地、特にアルプス山脈の影響によって、大陸性気候が生じている。地中海性気候は国土の南岸で際立つ。気温の年間における変動は3種類の気候区のうちもっとも大きい。降水量は年間を通じて少ない。このように3種類の気候が共存している例は、ヨーロッパの中でフランスだけである。

## 地方行政区分
フランスは26の地域圏に分かれる。フランス本土（メトロポリタン・フランス）の位置するヨーロッパの領土は22の地域圏（レジオン région）に区分され、その下に100の県（デパルトマン département）が存在する（各レジオンが2 - 8のデパルトマンに区分されている）。地域圏はメトロポリタン・フランスに21、コルシカに1つに分かれる。さらに海外のアメリカ大陸やインド洋などには、4つの海外県と、複数の海外領土がある。各県はさらにコミューンに分かれる。2009年3月29日にアフリカ東部沖のコモロ諸島にある人口約20万人のマヨットを特別自治体から海外県への地位変更の是非を問う選挙が行われ、賛成95.2%で海外県となることが決まった。フランスの県としては101番目、海外県としては5番目である。
フランス・メトロポリテーヌの地域圏再編が行われ、2016年1月1日より地域圏の数は26から18となった。

### 主要都市

#### 都市人口
| 1              | パリ           | イル＝ド＝フランス地域圏                       | 2,165,423 | 11 | レンヌ           | ブルターニュ地域圏                             | 220,488 |
| 2              | マルセイユ     | プロヴァンス＝アルプ＝コート・ダジュール地域圏 | 870 731   | 12 | ランス           | グラン・テスト地域圏                           | 181,194 |
| 3              | リヨン         | オーヴェルニュ＝ローヌ＝アルプ地域圏           | 522,969   | 13 | トゥーロン       | プロヴァンス＝アルプ＝コート・ダジュール地域圏 | 178,745 |
| 4              | トゥールーズ   | オクシタニー地域圏                             | 493,465   | 14 | サンテティエンヌ | オーヴェルニュ＝ローヌ＝アルプ地域圏           | 173,821 |
| 5              | ニース         | プロヴァンス＝アルプ＝コート・ダジュール地域圏 | 342,669   | 15 | ル・アーヴル     | ノルマンディー地域圏                           | 168,290 |
| 6              | ナント         | ペイ・ド・ラ・ロワール地域圏                   | 318,808   | 16 | グルノーブル     | オーヴェルニュ＝ローヌ＝アルプ地域圏           | 158,198 |
| 7              | モンペリエ     | オクシタニー地域圏                             | 295,542   | 17 | ディジョン       | ブルゴーニュ＝フランシュ＝コンテ地域圏         | 158,002 |
| 8              | ストラスブール | グラン・テスト地域圏                           | 287,228   | 18 | アンジェ         | ペイ・ド・ラ・ロワール地域圏                   | 155,850 |
| 9              | ボルドー       | ヌーヴェル＝アキテーヌ地域圏                   | 260,958   | 19 | サン＝ドニ       | レユニオン地域圏                               | 153,810 |
| 10             | リール         | オー＝ド＝フランス地域圏                       | 234,475   | 20 | ヴィルールバンヌ | オーヴェルニュ＝ローヌ＝アルプ地域圏           | 152,212 |
| 2019年国勢調査 |                |                                                |           |    |                  |                                                |         |

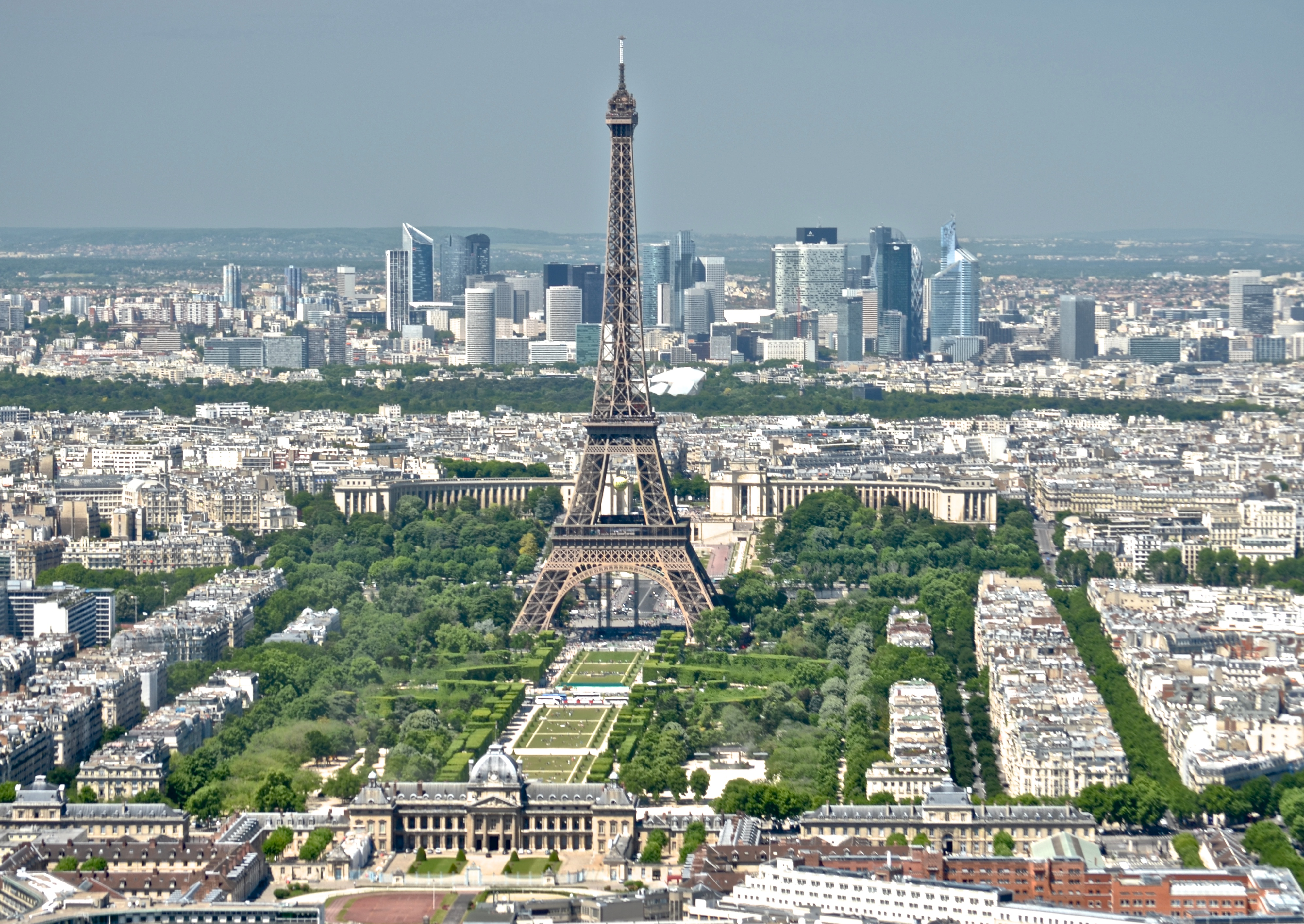
01.パリ
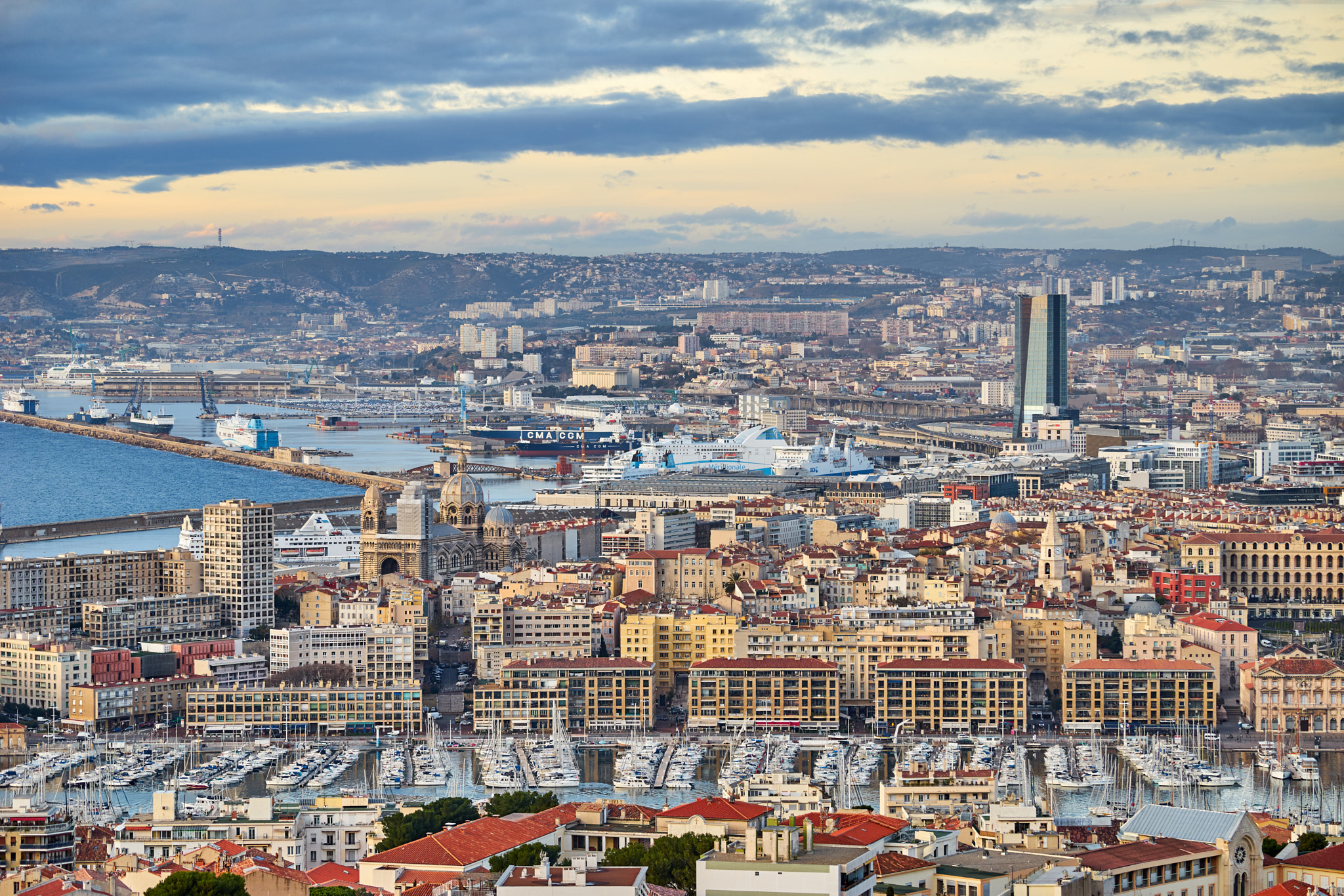
02.マルセイユ
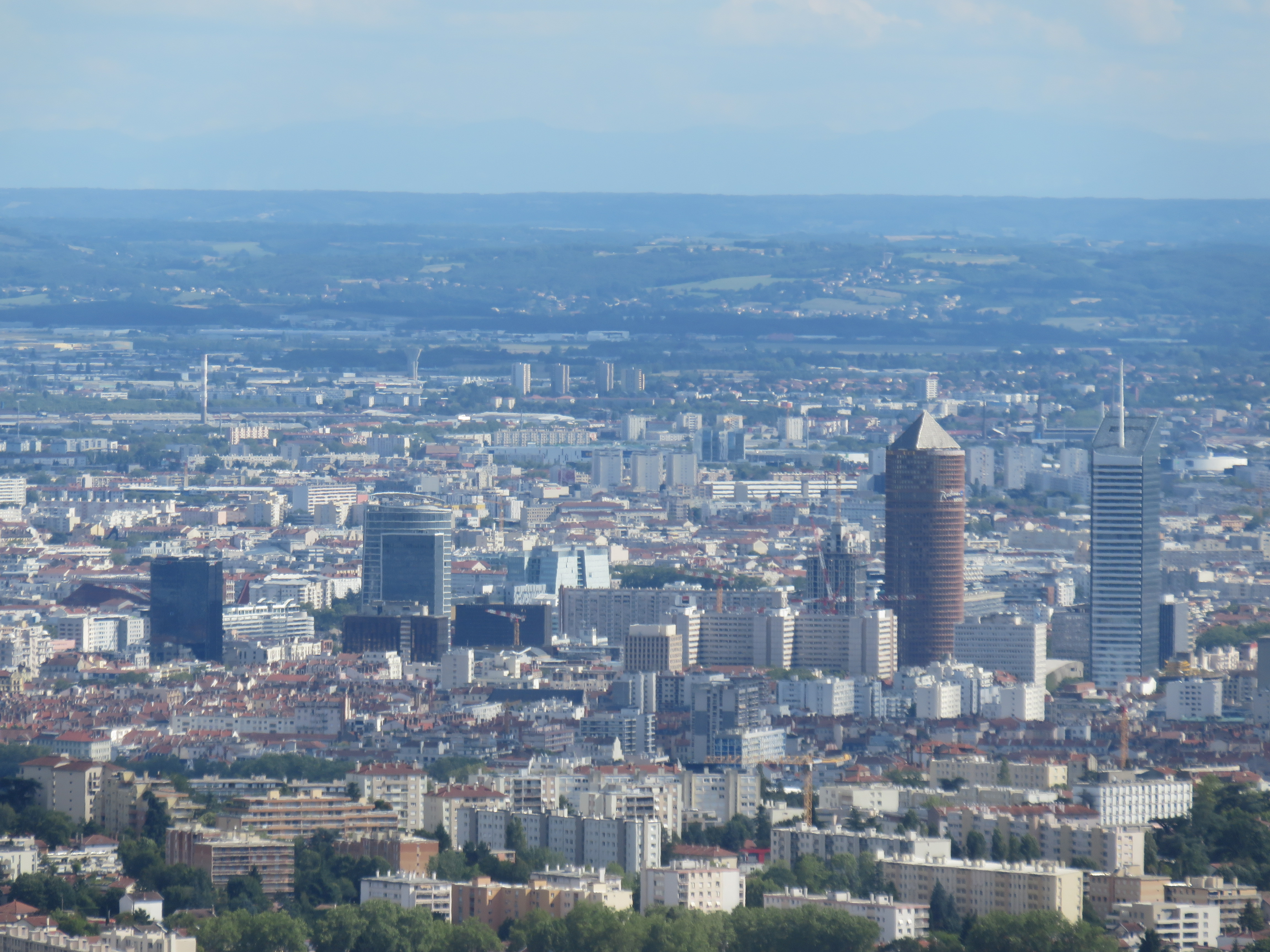
03.リヨン
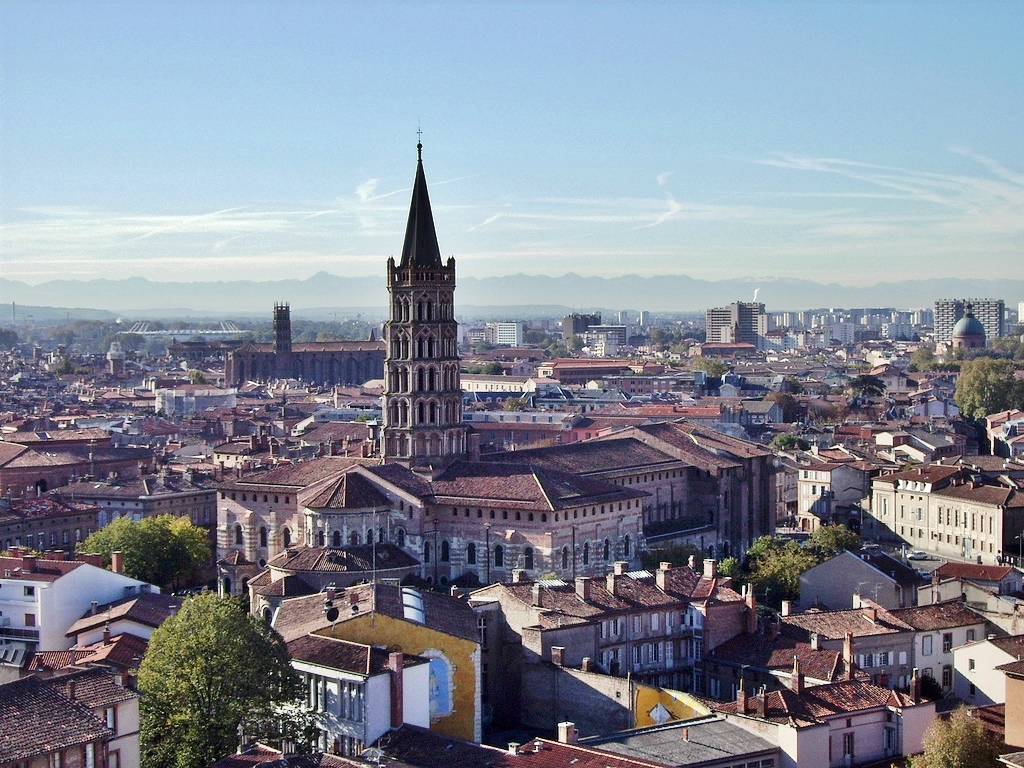
04.トゥールーズ
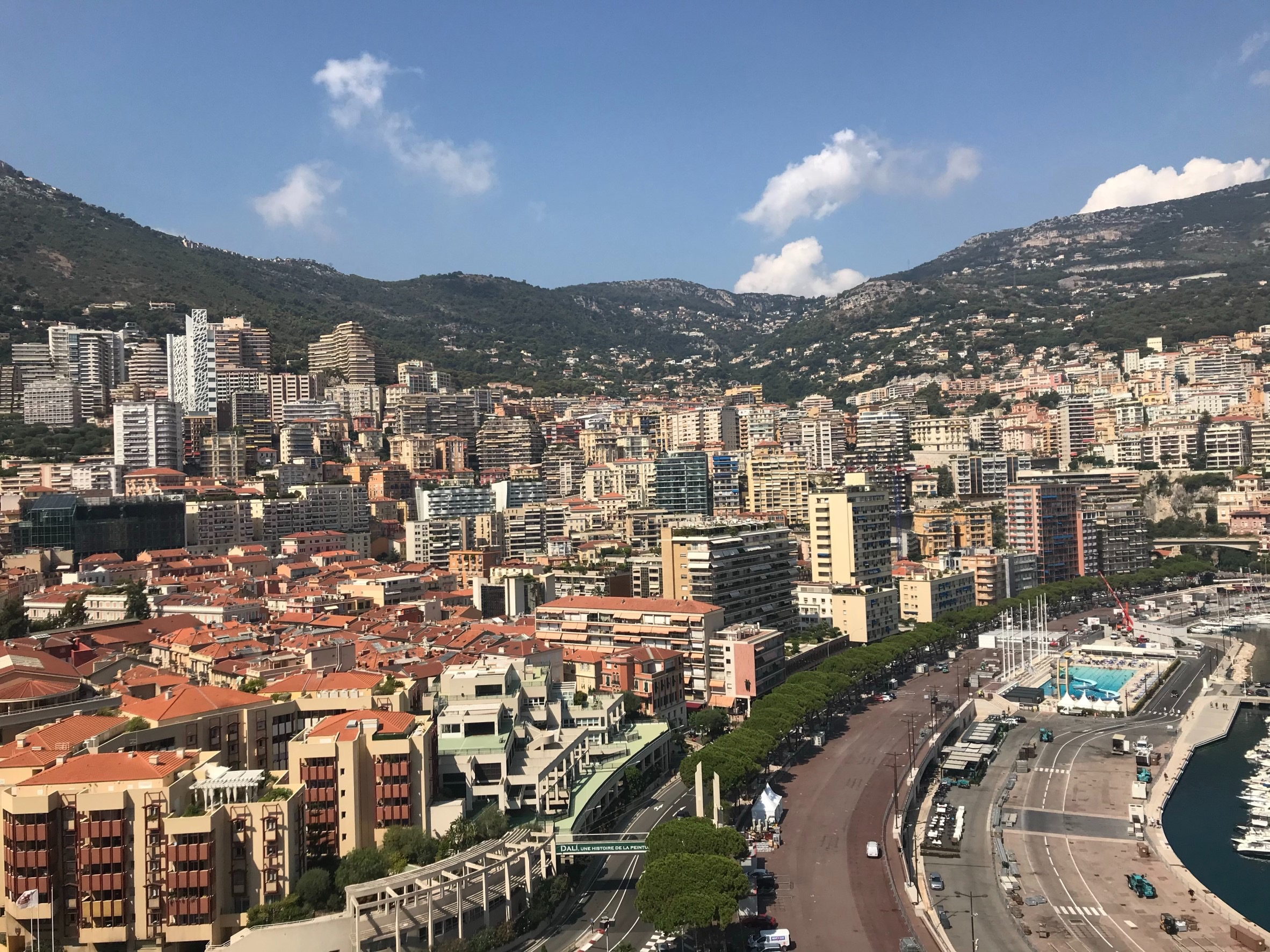
05.ニース

#### 都市圏人口
フランスの人口は、パリへの一極集中が目立つ。フランスの交通において結節点となるパリは主要な文化および商業の中心地である。同市に次ぐ都市は規模が小さい。
| 1              | パリ           | イル＝ド＝フランス                       | 2,148,271 | 12,532,901 |
| 2              | リヨン         | メトロポール・ド・リヨン                 | 496,343   | 2,214,068  |
| 3              | マルセイユ     | プロヴァンス＝アルプ＝コート・ダジュール | 852,516   | 1,727,070  |
| 4              | トゥールーズ   | オクシタニー地域圏                       | 453,317   | 1,270,760  |
| 5              | リール         | オー＝ド＝フランス地域圏                 | 228,652   | 1,166,452  |
| 6              | ボルドー       | ヌーヴェル＝アキテーヌ地域圏             | 241,287   | 1,158,431  |
| 7              | ニース         | プロヴァンス＝アルプ＝コート・ダジュール | 343,629   | 1,004,914  |
| 8              | ナント         | ペイ・ド・ラ・ロワール                   | 291,604   | 897,713    |
| 9              | ストラスブール | グラン・テスト地域圏                     | 274,394   | 768,868    |
| 10             | レンヌ         | ブルターニュ地域圏                       | 209,860   | 690,467    |
| 2012年国勢調査 |                |                                          |           |            |

## 経済

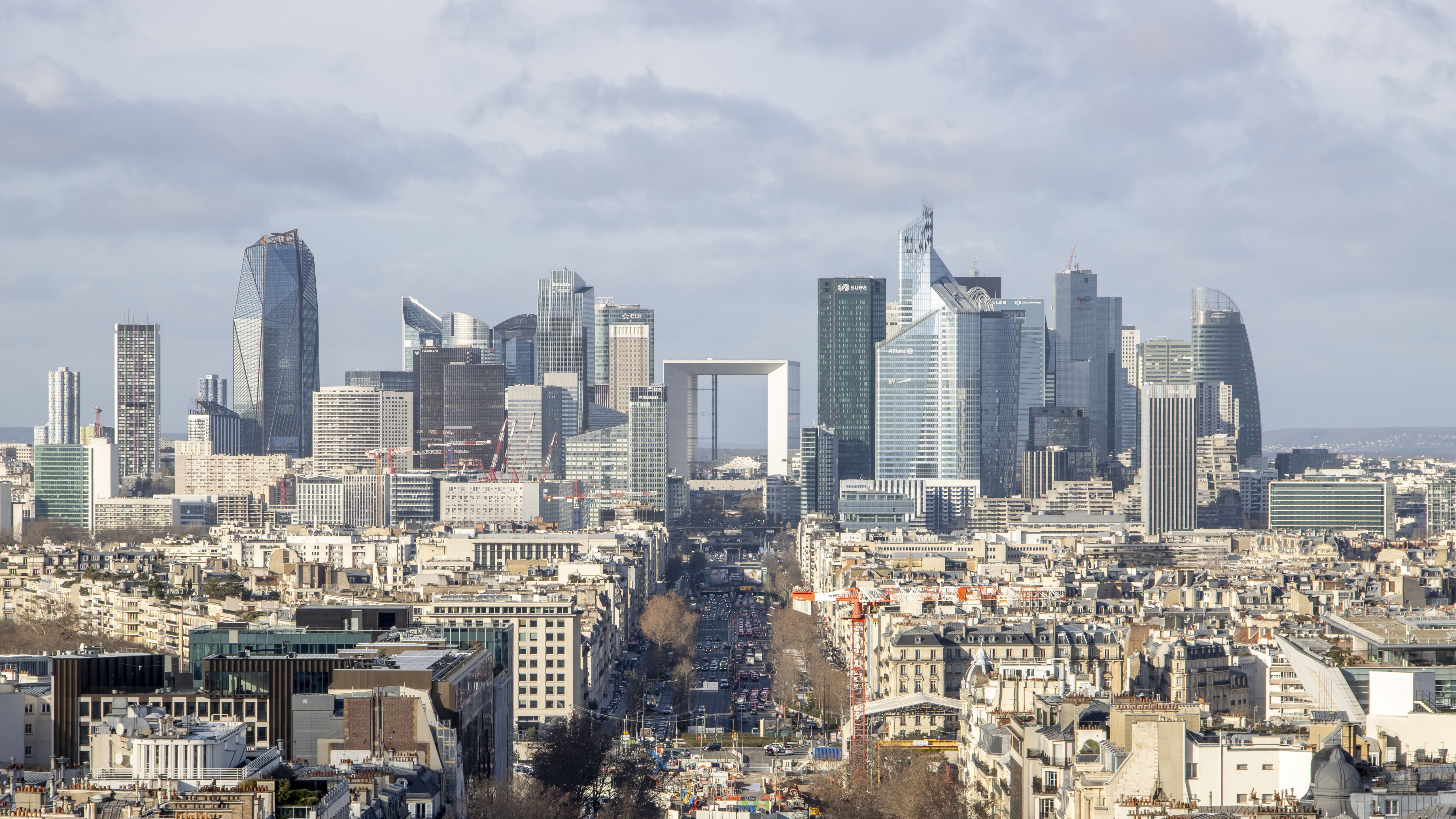
パリはアメリカのシンクタンクが2017年に発表した総合的な世界都市ランキングにおいて、世界3位と評価された。

フランスは名目GDPで世界第6位および購買力平価で世界第8位の先進国である。家計資産の総計の観点から、フランスはヨーロッパで最高かつ世界で第4位の経済大国である。同国は世界第2位の排他的経済水域（EEZ）をも有し、その規模は11,035,000 km2に及ぶ。
フランス国民は高い生活水準を享受し、同国は教育、医療、平均寿命、人権、人間開発指数の国際ランキングにおいて上位に位置する。フランスは世界第4位の世界文化遺産数を有し、世界最多の年間約8,300万人の外国からの観光客を迎え入れている。
2014年のフランスのGDPは2兆8,468億ドルであり、アメリカ、中国、日本、ドイツ、イギリスに次ぐ世界第6位である。同年の1人当たりのGDPは42,999ドルであり世界水準のおよそ4倍、日本と比較してもわずかに多くヨーロッパ屈指の経済大国であることが分かる。観光客入国数では世界一、農産物輸出額では世界第2位を占める。農業は生産額世界第6位と依然としてフランスにおける重要な産業であり、EU諸国中最大の規模を誇っている。高負担国家であり、GDPに占める税収比は45.5%とOECD諸国でデンマークに次ぐ 2014年。
第二次世界大戦後は鉄道・航空・銀行・炭田が国有化された。マーシャル・プランを原資としたモネ・プラン、次いでイルシュ・プランで経済復興が行われた。自動車・電子・航空機産業についても国が主要株主となり、政府は石油と天然ガスにも投資した。1981年のフランソワ・ミッテラン大統領の社会党政権は産業国有化をさらに推進したが、早くに私有化（民営化）の動きへと転じた。1986年に保守派のシラクが首相になって国家の役割が縮小された（第1次コアビタシオン）。しかし金融・保険・電力・運輸・国防産業などそれぞれのグローバル市場でフランスは隠然たる影響力を保持した。

OECD各国税収のタイプ別GDP比(%)。
赤は国家間、青は連邦・中央政府、紫は州、橙は地方、緑は社会保障基金。

1990年代後半は、ヨーロッパ通貨統合に参加するために強硬な財政赤字削減策が実施されたが、国民の強い反発を招き、消費拡大による景気刺激策に方針が転換された。2000年を境にGDPの実質経済成長率は大きく低下し、財政赤字は2002年以降、連続して対GDP比3%以内というEUの財政協定の基準（収斂基準）を大きく超えていた。1990年代の大きな問題だった12%を超える失業率も、90年代末から改善されて2001年には8%台になったが、その後はふたたび悪化して2005年はじめには10%を突破した。しかし2005年以降、世界経済の好調に助けられる形で経済は持ち直し、財政赤字は3%を切り、失業率も8%台にまで改善されたものの、世界金融危機で財政出動を余儀なくされたことから、GDP比3%の財政赤字の基準は守れておらず、EUの欧州委員会から財政赤字の立て直しの勧告が出されている。デクシアの救済劇は、資本輸出先であるベルギーとで両国政府が大株主も伴い64億ユーロも注入する有様となった。
2008年度版フォーチュン・グローバル500によると、総収入を指標とした全世界の企業ランキングリストのうち上位100位に含まれるフランス企業は、国際石油資本のトタル（本社パリ、8位）、保険のアクサ（パリ、15位）、金融のBNPパリバ（パリ、21位）、金融のクレディ・アグリコル（パリ、23位）、小売のカルフール（パリ、33位）、金融のソシエテ・ジェネラル（パリ、43位）、自動車メーカーのプジョー（パリ、66位）、電力会社のフランス電力（パリ、68位）、電気通信事業者のフランステレコム（パリ、84位、現・Orange）、水道や電力、ガス事業などを行うスエズ（パリ、97位、現・エンジー）が並ぶ。
2009年3月、「経済危機のつけを労働者に回すな」をスローガンに、1月の前回100万 - 250万人を上回り、全国で300万人が統一行動を行った。サルコジ政権は、昨年12月260億ユーロ規模の経済活性化対策を発表した。さらに所得税減税など14億ユーロ規模の低所得者向け支援策を提案し、その後26億ユーロ規模に増額した。2010年に未来のための投資プログラムをスタートし、パリ＝サクレー学研都市などへ投資をするようになった。
2012年5月からフランソワ・オランドが政権をとり、翌年に公的投資銀行を設けて中小企業を支援するようになった。公的投資銀行に国家出資庁が出資する程度はごくわずかである。公的投資銀行は公営である本部と加盟企業に分かれている。本部へは国が出資庁を介さずに直接資金を提供する。加盟企業はその本部から、または預金供託公庫から資金を調達して、これを原資に中小企業の債権や株式を引き受ける。

### 農業
EU最大の農業国であり「ヨーロッパのパン籠」と言われる。穀物、根菜、畜産などすべての農業部門において世界の上位10位以内の生産高を誇る。地形が概して平坦なため、国土面積の53.6%が農業用地と比率的には日本の約4.5倍に達し、国土の36%が耕作地で、18%が酪農用地である（国連FAO）。農業従事者は労働力の約3%。1955 - 2000年で農家の数は3分の1に減少し、相対的に1農家当たりの農地面積、経営規模が拡大した。穀物は、小麦、大麦、トウモロコシ、根菜はじゃがいも、テンサイ、畜産ではブタ、鶏卵、牛乳の生産が際立つ。このほか、亜麻やなたねの生産高も多い。テンサイの生産高は世界一である。政府は農業を重要輸出産業とし国際競争力の強化を図るほか、農業経営の近代化、若年層の就農促進などの政策を実施している。
フランスの鉄道は作物の流通に不可欠である。昔は路線自体が必要だった。北部鉄道で知られるフランスの鉄道史において、19世紀のハブがパリしかないような状態だった。そのときまで穀物価格には地域格差がしばしば生じた。20世紀に路線網が充実し、土地の権利関係も制度レベルから整理されていったため、それからは重量貨物の輸送手段として活躍している。1960年「基本法」農政がスタートした。そこでアグリビジネスが促進され土地バブルを引き起こした。輸出作物に補助金が積まれ、それが貿易摩擦も引き起こした。

### 鉱業
鉄鉱石がロレーヌ地域圏で産出される。戦後は国土の北東部に偏っていた鉱業が南東部でも営まれるようになった。21世紀初頭においてはすでに鉄鉱石の採掘は行われておらず、金属鉱物資源は鉱業の対象となっていない。アフリカなどに十分な利権を維持しており、世界金融危機において著しく増産した。もっとも規模が大きい鉱物資源は世界シェア8位（3.3%）の塩（700万トン、2002年時点）である。塩の食用需要は限られ、大部分は化学工業需要である。
有機鉱物資源では、石炭、石油、天然ガスとも産出するが、いずれもエネルギー需要の数%を満たす水準である。たとえば石油の自給率は1.6%にとどまる。金属資源では、金、銀、その他の地下資源ではカリ塩、硫黄を採掘している。

### 工業

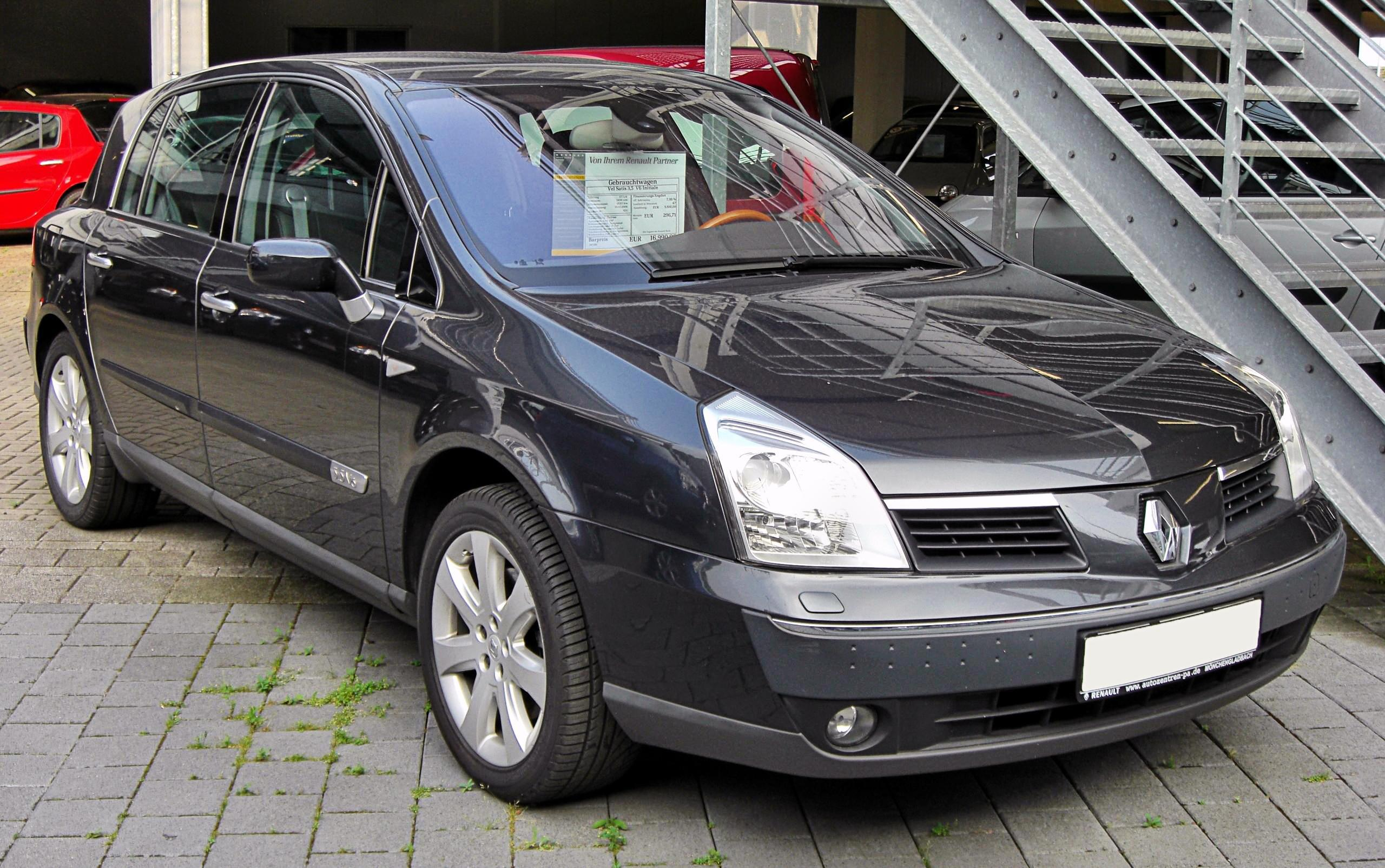
ルノー・ヴェルサティス

フランスの工業は食品産業、製材 (en:Sawmill)、製紙業、運輸業、機械産業、電気機械、金属、石油化学産業、自動車産業が中心である。世界一の生産高を誇るワイン、世界第2位のチーズのほか、バター、食肉も5本の指に入り、製糖業も盛んである。製材、製紙はいずれもヨーロッパ随一である。石油化学工業は燃料製造、合成樹脂（プラスチック）、合成ゴム、タイヤと全部門にわたる。特に合成ゴムとタイヤ製造が著しい。たとえば旧フランス領インドシナで採取したゴムの樹液が、接収したヒュルス社のライセンスで加工され、ミシュランのタイヤが作られる。
自動車製造業は世界7位の規模である。自動車の生産は古くから行われており、常に生産台数が世界で10番目に入る自動車大国でもある。おもなメーカーとしてルノー（日本の日産自動車を傘下に収めている）や、PSA・プジョーシトロエンなどがある。国防産業では、タレス、ナバル、サフランなどの大企業が存在し、これらによる造船業も盛んである。

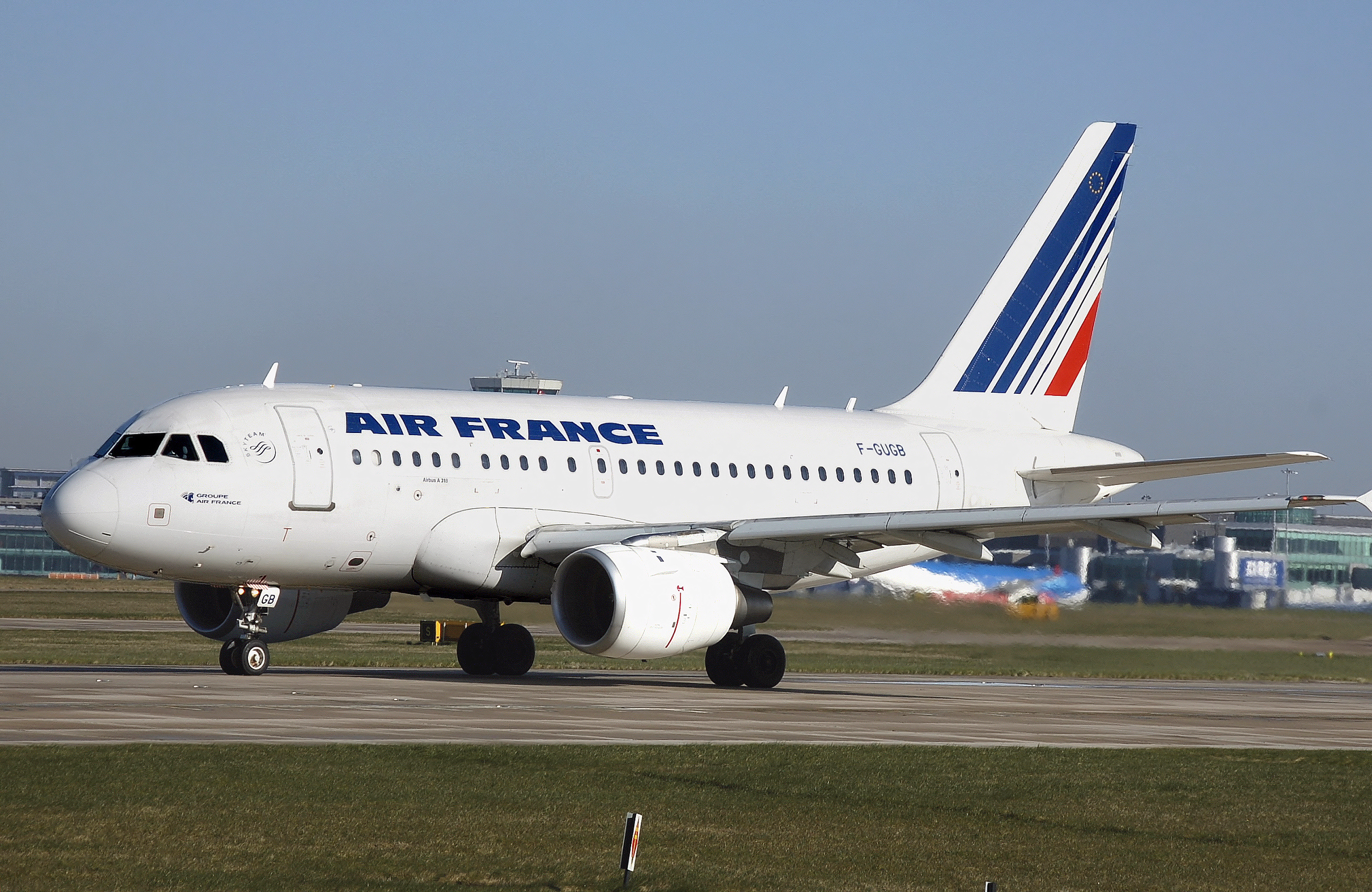
エールフランスのエアバスA318

フランスのフラッグ・キャリアは、エールフランスであり、スカイチームに設立時から所属している。エアバスやマトラ、ダッソーなどの企業が代表するように航空宇宙産業も発達しており、ロシアを除きヨーロッパではフランスだけが宇宙船発射能力を持つ。
エネルギーでは原子力発電への依存率が世界でもっとも高い。電力のおよそ78%が原子力発電でまかなわれているのに対し、火力発電は約11%、水力発電は約10%にすぎない。発電用原子炉の数はアメリカ合衆国に次ぐ59基。2001年時点の総発電量5,627億kW時のうち、74.8%（4,211億kW時）を原子力が占める。原子力による発電量自体もアメリカ合衆国の7,688億kW時に次いで2位である。フランスの発電は原子力以下、水力14.7%、火力10.4%、地熱0.1%が続く。総発電量では世界第8位を占めていて、近隣諸国にも多くの電力を供給しており、EUで最大の電力輸出国となっている。おもな原子力発電所は、グラブリン原子力発電所（5,706千kW、ノール県）、パリュエル原子力発電所（5,528千kW、セーヌ＝マリティーム県）、カットノン原子力発電所（5,448千kW、モゼル県）。2001年現在で発電規模世界第4位、5位、6位を占める。

### 貿易
フランスは伝統的に西ヨーロッパにおけるもっとも重要な農産品輸出国である。さらに、第二次世界大戦後に工業関連企業を国有化することによって合理化が進み、EC域内でドイツに次ぐ重要な工業国ともなった。2003年における全工業製品の輸出額はドイツの約40%であった。フランス工業（EC域内工業）の特徴は域内分業である。各産業は国内市場よりもEC域内市場を対象としており、フランスにおいても2004年における貿易依存度は輸出20.7%、輸入21.6%まで高まっている。2003年における輸出額は3,660億ドル、輸入額は3,696億ドルである。
輸出
輸出を金額ベースで見ると、工業製品が大半を占める。品目別では、自動車14.3%、電気機械11.2%、機械類10.4%、航空機5.4%、医薬品5.0%である。工業製品が80.4%、食料品が11.2%という比率になっている。おもな輸出相手国は金額が多い順に、ドイツ、スペイン、イギリス、イタリア、ベルギーであった。
フランスは2004年時点の小麦の世界貿易（輸出）において、第4位（12.5%、1,489万トン）を占めていた。さらにとうもろこしの世界貿易では第3位（7.4%、616万トン）、砂糖では第4位（5.2%、234万トン）、チーズでは第2位（14.3%、58.3万トン）を占めている。しかしながら、農産物は工業製品に比べて単価が安いことから輸出全体に占める比率は高くない。同じことが工業製品である鉄鋼の貿易にも当てはまる。フランスは2005年の世界貿易（輸出）において、第4位（1,800万トン）を占めているが、フランスの総輸出額に占める割合は5%未満である。一方、単価の高い自動車は2004年における輸出シェアが世界第2位（426.9万台）であることを反映し、もっとも重要な輸出品目となっている。
輸入
輸入は工業製品が77.4%、原材料と燃料が13.8%、食料品が8.4%という構成である。輸出入とも工業製品が約8割を占める。品目別では、電気機械13.1%、自動車11.0%、機械類10.0%、原油5.1%、衣類4.1%。おもな輸入国は金額順に、ドイツ、イタリア、スペイン、ベルギーであった。
過去の収支とその後の傾向
1986年時点の貿易は、輸出1,191億ドル、輸入1,279億ドルであった。輸出に占める工業製品の比率は77.2%、食糧品は15.4%であることから、その後次第に輸出品に占める工業製品の割合が拡大してきたことが分かる。輸入品についてはこの傾向がより顕著である。

### 高失業率
オイルショック以降、フランスは慢性的な高失業率に悩まされている。特に西アフリカや中東、北アフリカなどの元植民地からの移民とその子孫の失業率が高いため、不満が鬱積したこれらの失業者による暴動がたびたび起きている。とりわけ2005年10月27日に発生した移民の死傷事件は、これをきっかけに、パリをはじめとしたフランス全土、さらに隣国のドイツやベルギーにも暴動が広がった（2005年パリ郊外暴動事件を参照）。
就業者を上げるため、2006年3月に26歳以下の若者を2年以内の雇用なら理由なく解雇できるという、青年雇用対策「初期雇用契約」（CPE）を制定したが、逆に「安易な首切りを横行させる」と若者を怒らせる結果となり、フランス国内の大学でのCPE反対の抗議活動が激化、若者が暴徒化し警官隊と衝突する事態に陥った。CPE反対に際しては労働組合も同調しており、抗議行動への参加や、3月28日には全国でTGVをはじめとする鉄道やバスなど公共交通機関の運休のほか、郵便局や公立学校などの公的機関、銀行や電力会社など幅広い業種でゼネラルストライキが行われ、交通機関などで麻痺状態に陥った。ド・ビルパン首相は撤回に応じないと表明したが、4月10日になり、シラク大統領がCPEの撤回を表明した。

## 交通
現在フランスは世界で最も緻密な交通網が整備された国のひとつである。100km²あたり146kmの道路と6.2kmの鉄道が整備されており、これらは首都で国内最大都市であるパリを中心とした交通網を形成している。

## 科学技術
フランスの科学技術は17世紀から続く長い歴史を持っている。その始まりは当時の国内における科学研究の精神を奨励し保護する目的から、為政者であったルイ14世がジャン＝バティスト・コルベールの提案で1666年に設立した科学アカデミーの存在にまで遡る。

## 国民

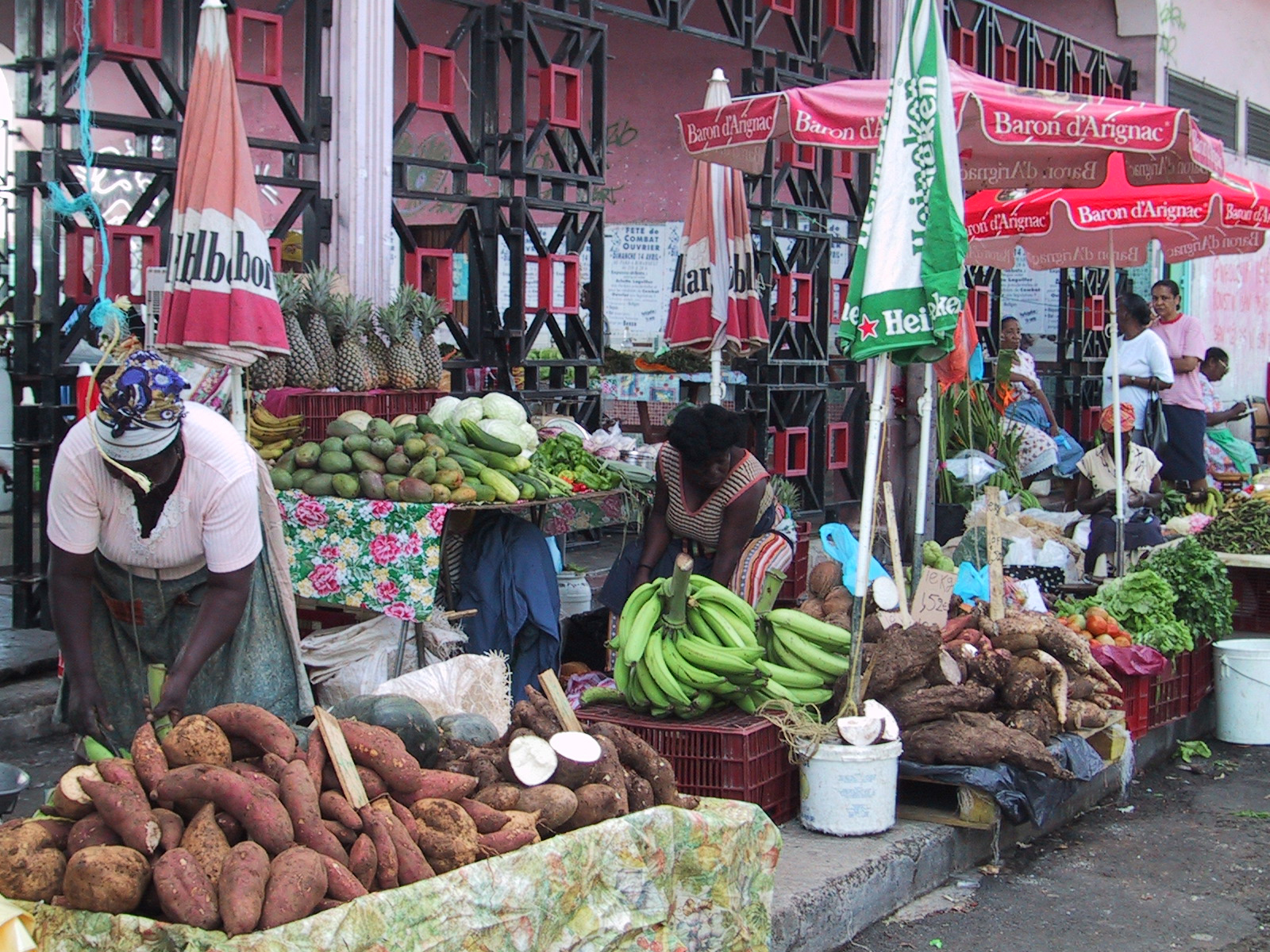
グアドループの市場。フランスの海外県や海外領土には多数の有色人種系の市民が存在する。

フランスの人口ピラミッド

フランスでは、1978年以降、国勢調査またはその他の調査において人種、民族、政治的または宗教に関する情報を調べることを禁止している。このため、フランスの人口のうち、どういった民族や人種、宗教が、どれほどの割合を占めているかについて、正確な数値は出せない。
フランスは欧州最大の多民族国家であり、西ヨーロッパにある本土では①ケルト人、②ラテン人、③ゲルマン系のフランク人　などの混成民族であるフランス人が大半を占める。基本的には、「ラテン化したケルト人を少数のゲルマン人が征服して成立した国」とみなすこと、つまり「もともとケルト人が住んでいた地域に、古代ローマ帝国が圧倒的な軍事力で攻め込んでローマ化を行い、その結果その地域にローマ文化に同化したケルト人が生じ、その土地にフランク人が攻め込んで力を持った国である」などといった大枠でとらえられることが多いが、諸説あり今も議論の的である。世界、特に欧州では混成民族でない国民はほとんど存在しないとはいえ、たとえばドイツ人がゲルマン人を、ロシア人がスラヴ人を主流としていることに異論は少ないのに対し、フランス人はそうした主流を挙げることが困難なほどに3つの流れが拮抗した比重を持つのが特徴である。本土もブルターニュではケルト系のブルトン人、スペインの国境付近にバスク人、アルザスはドイツ系のアルザス人などの少数民族が存在する。コルシカ島もイタリア人に近い民族・コルシカ人が中心である。一方、西インド諸島やポリネシアの海外県や海外領土では非白人の市民が多い。
1919年のパリ講和会議での人種的差別撤廃提案にも賛成するなど、フランス語とフランス文化に敬意を払う人間は他国人であっても同胞として遇することが求められている。しかし実際には、ドレフュス事件に代表されるように人種差別に基づいた事件も繰り返されており、あえて宣言しなければならないというのが実情である。21世紀以降においてもサルコジ政権時、サルコジが移民2世であるにも関わらず、本人はアフリカ系住民への差別発言を繰り返し問題となるなど、依然として人種問題は根深い。アジア人に対する差別も根強く、欧米に多い嘲笑「チン・チャン・チョン」を投げかけられる事例も多いが、フランスではレイシズムは犯罪であることから、前科が付かないように自身は差別していないと強弁する者が多い。アジア系でも屈強な男性に差別発言をするのは酩酊や薬物中毒者くらいとされるなど、弱者を狙った行いという指摘もある。以前はアジア人が抗議することが少ないため問題化されないままエスカレートして暴力事件の横行に発展した結果、中華系のコミュニティが街頭で抗議活動を始めた。これにより、メディアでも取り上げられるようになり、2021年には以前なら問題視されなかったウスマン・デンベレとアントワーヌ・グリーズマンの発言も問題視されるようになった。
一方では、ドイツ人でありながら19世紀に数々のフランス語オペラ、オペレッタで人気を博したマイヤベーア、オッフェンバックなどは今日でもフランスの作曲家として記されることが多く、同国文化の受容力を象徴している。フランス女優としてトップクラスの人気を得たロミー・シュナイダーはドイツ映画界出身者であり、同じくイザベル・アジャーニもドイツ、アラビア混血である。
伝統的にフランスはスペイン、ポルトガル、東欧諸国などから多くの移民・政治的難民を受け入れている。
低賃金労働に従事する労働者となった移民たちも多かった一方で、科学・学術・芸術などの分野に優れ、フランスの文化レベルを押し上げるのに貢献した移民たちもいる。
もともと中東や東欧に住んでいたユダヤ人たちで、ディアスポラで西ヨーロッパやロシアまで拡散し放浪し、フランスにたどり着き定住することになったユダヤ系の人々や、結果として代々、数百年以上住んでいる「ユダヤ系フランス人」たちも相当割合いる。フランスの大学教授、弁護士、医師、実業家、商人、芸術家 などなどの職業では結構な割合が、実はユダヤ人である。たとえば、自動車メーカーのシトロエンの創設者アンドレ・シトロエン、作家のマルセル・プルーストもユダヤ人であり、画家のマルク・シャガールもロシア（東欧）から移民してきたユダヤ人である。en:History of the Jews in Franceも参照可。
近年では、アフリカ（の中でも1960年代までフランスの植民地であった地域）や中近東からの移民が多い。

### 言語
現行の憲法第二条によると、1992年からフランス語はフランスの唯一の公用語である。ただし、オック語、ピカルディ語などのいくつものロマンス語系の地域言語が存在するほか、ブルターニュではケルト系のブルトン語（ブレイス語）、アルザスではドイツ語の一方言であるアルザス語、北部フランドル・フランセーズではオランダ語類縁のフランス・フラマン語、コルシカではコルシカ語、海外県や海外領土ではクレオール諸語など77の地域語が各地で話されている。近年まで、フランス政府と国家の教育システムはこれらの言語の使用を留めてきたが、現在はさまざまな度合いでいくつかの学校では教えられている。そのほか、移民によってポルトガル語、イタリア語、マグレブ・アラビア語、ベルベル諸語が話されている。フランス語は、フランスのみならず、旧植民地諸国（フランス語圏）をはじめとした多くの諸国で広く使用されている言語である。フランスは、点字が生まれた国でもある。
フランスではナポレオン法典によって子どもにつけられる名前が聖人の名前などに限定されたことがある。Jean-Paulジャン・ポールやJean-Luc ジャン・リュックのような2語からなるファーストネームがフランスで一般化したのは、そのようなベースとなる選択肢が少ない状況のなかで名前に独自性を持たせようとした当時の工夫のためである。フランスでは子どもにつけられる名前が少なく（アラン、フィリップなど）、同じ名前の人物が多数いる。婚姻によって姓が変わることはない（夫婦別姓）。

### 婚姻
フランスの国立調査機関によれば、カップルの32%が法律婚、28%がPACS（パックス，連帯市民協約）、残り40%がユニオン・リーブル（事実婚）の割合となっている。
同国は、死後に相手を伴侶とする冥婚が合法となっている数少ない死後結婚制度保有国の1つでもある。

### 宗教

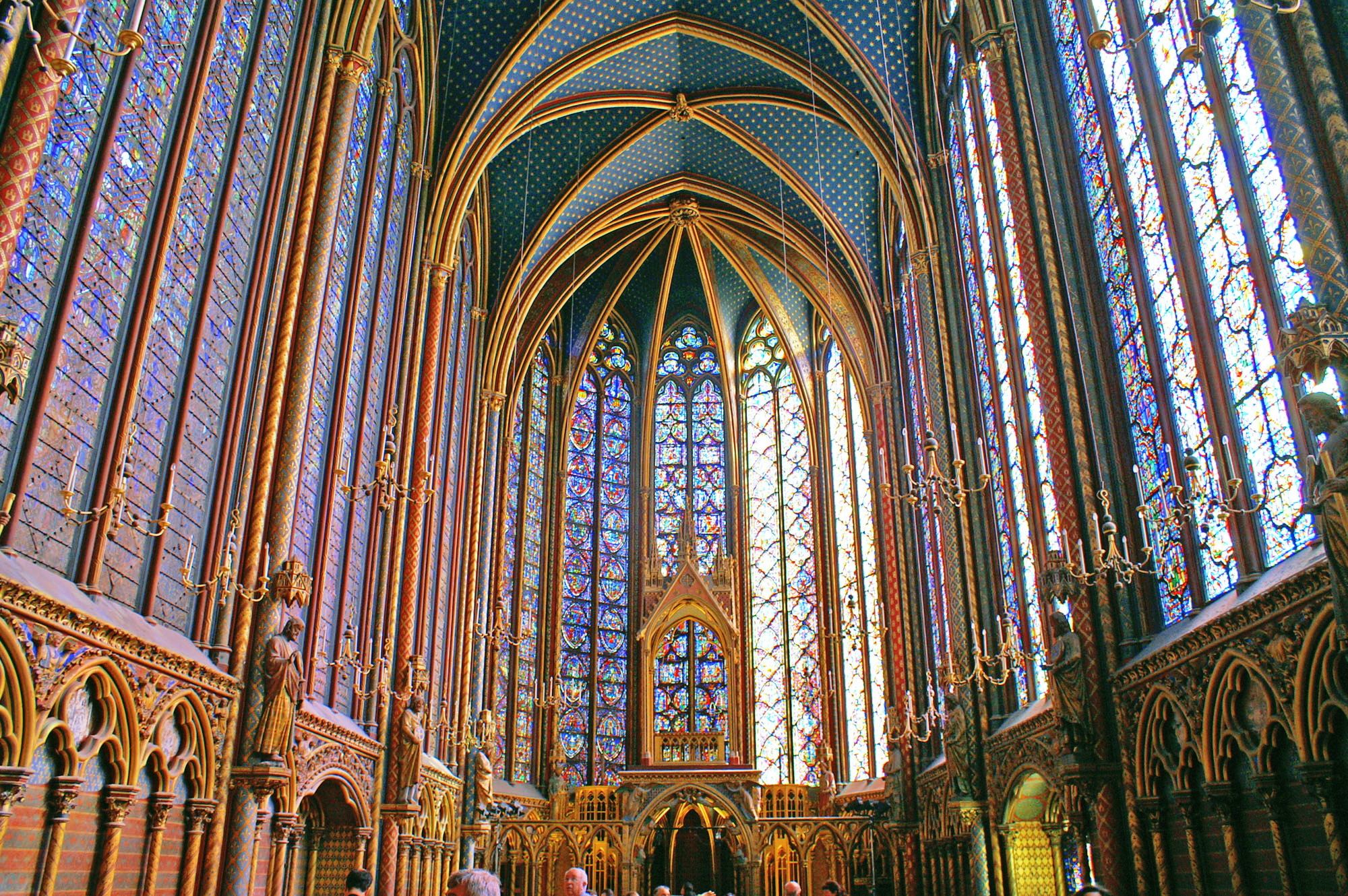
ゴシック建築の教会堂で、フランスの宗教建築を代表するサント・シャペル

宗教面では、国民の約7割がカトリックと言われている。カトリックの歴史も古くフランス国家はカトリック教会の長姉とも言われている。ただし、フランスでは人種や民族、宗教に関する国民の情報を取ることが禁止されているため、どの宗教が、どれほどの割合を占めているかについては、はっきりしない。
代表的な教会はノートルダム大聖堂、サン＝ドニ大聖堂などが挙げられる。パリ外国宣教会はその宣教会。フランス革命以降、公共の場における政教分離が徹底され、宗教色が排除されている。
近年、旧植民地からの移民の増加によりムスリム人口が増加し、知事も生まれた。フランスではフランス革命以来の伝統で政教分離（ライシテ）には徹底しており、2004年には公教育の場でムスリムの女子学生のスカーフをはじめとしてユダヤ教のキッパ、十字架など宗教的シンボルを禁止する法案が成立し、フランス内外のムスリムやユダヤ教徒から反発されている。一方でいくつかのキリスト教的シンボル（クリスマスツリーなど）はすでに一般化していて宗教的シンボルに値しないと許容されているため、宗教的差別であるという意見もある。

#### ライシテの重視と信教の自由
フランスの18世紀までのアンシャン・レジーム（旧体制）では、カトリック教会（の聖職者）と王権（王族）たちが密接に結びつき、国民を抑圧してきた歴史があるが、1789年のフランス革命により、「自由・平等・友愛」の理念を掲げる共和国を樹立した（フランス革命）。
フランスの憲法にも「ライシテ」(＝政教分離。政治と宗教の分離の原則）および信教の自由は明記されている。
ただし安楽死など道徳に関わる分野おいては、カトリックを始めとした宗教保守派の影響が大きい。

### 教育

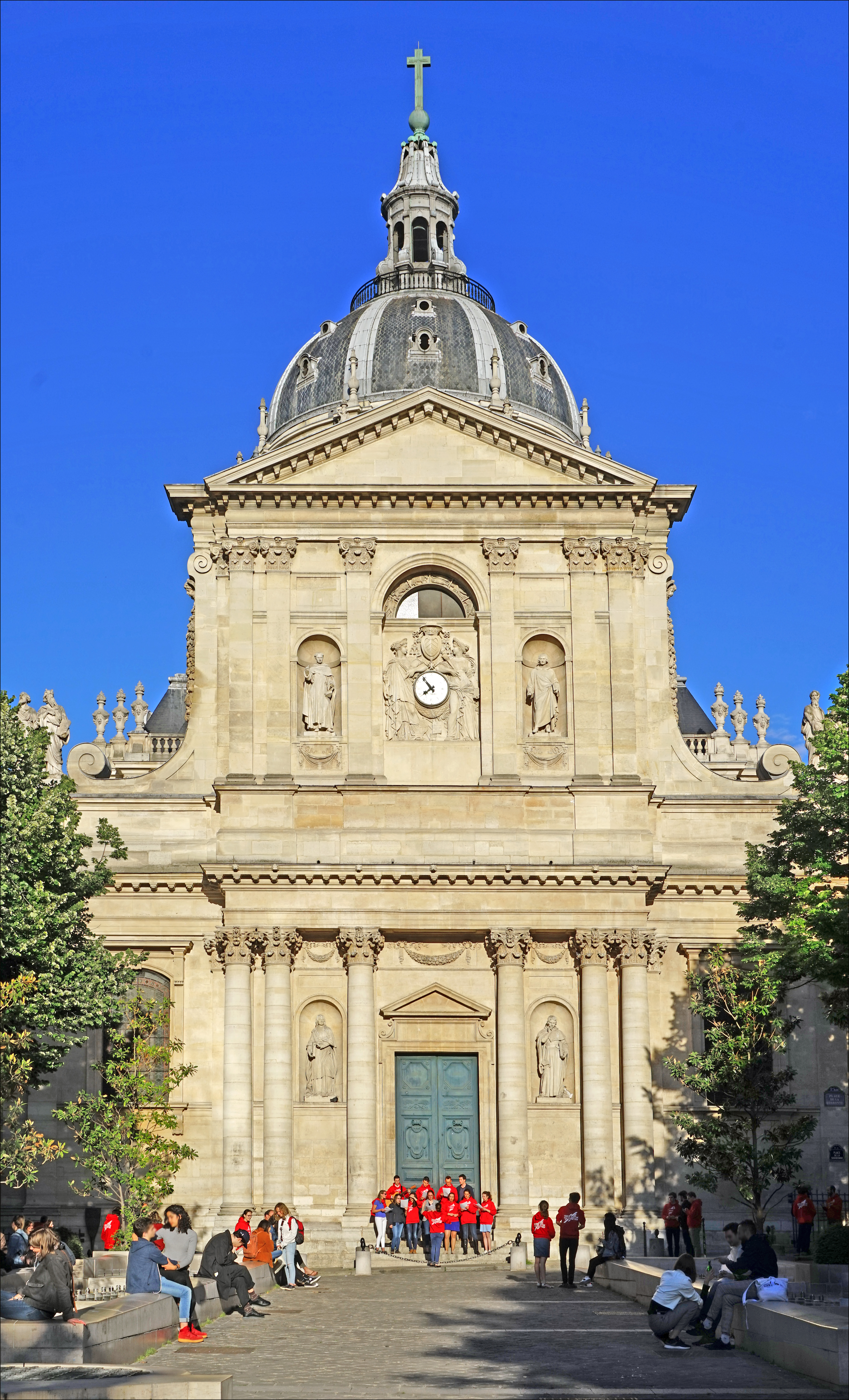
ソルボンヌ大学

2歳から5歳までの就学前教育ののち、6歳から16歳までの10年間が無償の初等教育と前期中等教育期間となり、6歳から11歳までの5年間がエコール・プリメール（小学校）、その後4年間がコレージュ（中学校）となる。前期中等教育の後3年間のリセ（高等学校）による後期中等教育を経て高等教育への道が開ける。2003年の推計によると、15歳以上の国民の識字率は約99% である。コミュニケーションを重視した国語教育が、小学校での最重要の教育目標になってもいる。しかし、フランスの教育制度が民衆に等しく手厚いことを必ずしも意味しない。
リセ卒業時に行われるバカロレアに合格すれば任意の総合大学・単科大学へ入学できる。ただし、グランゼコールを含む一部のエリート大学はこの限りでない。代表的な高等教育機関としてはパリ大学（1211年）、モンペリエ大学（1289年）、エクス＝マルセイユ大学（1609年）、ストラスブール大学（1631年）、リヨン大学（1809年）、パリ・カトリック大学、エコール・ノルマル、エコール・ポリテクニーク、パリ国立高等鉱業学校、エコール・サントラルなどが挙げられる。
フランスの公立学校では、10人に1人がいじめの被害にあっているとされ、いじめが大きな社会問題となっている。しかしフランスは、ほかのヨーロッパ諸国より、いじめ対策が遅れているとされる。
幼児教育分野においてステレオタイプな中国人像の歌が歌われていたことや、教員も差別している意識が低いことがアジア系への差別を助長していると指摘されている。

## 社会

### 社会保障

OECD各国のGDPにおける社会的支出割合（公費および私費）

フランスは高福祉高負担国家であり、GDPにおける社会的支出の割合はOECD中で最大である。医療制度はユニバーサルヘルスケアが達成されており、大部分は国民健康保険にてカバーされる。WHOによる2000年の医療制度効率性ランキングにおいてはフランスが第一位となった。国民識別番号としてINSEEコード (NIR) が採用され、公的医療保険証（ヴィタルカード）などに用いられている。
早くから少子化対策に取り組み、GDPのおよそ2.8%にも相当する巨費を投じ国を挙げて出産・育児を支援する制度をさまざまに取り入れてきた。代表的なものとしては世帯員（特に子供）が多い家庭ほど住民税や所得税などが低くなる「N分N乗税制」や、公共交通機関の世帯単位での割引制度、20歳までの育児手当などがある。この結果、1995年に1.65人まで低下したフランスの出生率（合計特殊出生率）は2000年には1.89人に、2006年には2.005人にまで回復した。2020年の数値は1.81人となっている。
一方で、子供を4人以上産めば事実上各種手当だけで生活することが可能となり、結果として低所得者が多いアフリカ系の移民やイスラム系の外国人労働者を激増させているのではないかとの指摘もある。これに対してINSEE（フランス国立統計経済研究所）は「移民の出生率は平均より0.4%ほど高いが、全体に占める割合が大きくないので大勢にそれほど大きな影響を与えているわけではない」と説明している。

## 治安
フランスの治安は、2015年に首都パリで発生した同時多発テロの影響からテロ対策が強化された状態にあり、緊張状態が続いている。
現在の同国における犯罪被害は一般犯罪に絡むものが多く、空き巣や車上荒らしをはじめ置き引き、スリ、ひったくりなどの窃盗、強盗、暴行、クレジットカードや現金引出しに関する金銭絡みの犯罪被害が後を絶たない。これらの被害を受けているのは外国人観光客であり、一部には日本人観光客からの被害報告も寄せられている。近年では偽警察官などによる詐欺事件も発生していてその被害報告も増えて来ている。

### 法執行機関

#### 警察・治安維持
- フランス国家警察
  - パリ警視庁
  - フランス国家警察介入部隊
  - フランス国家警察特別介入部隊
- フランス国家憲兵隊
  - フランス共和国保安機動隊
  - フランス共和国親衛隊
  - フランス国家憲兵隊治安介入部隊

## マスコミ
フランス通信社は同国を代表するメディアの一つとなっている。

### テレビ放送
同国を代表するテレビ局にはフランス・テレビジョンが挙げられる。

### 新聞
新聞ではシャルリー・エブドをはじめとした週刊新聞が知られている。

## 文化
フランス文学は、そのほんの一部をピックアップしただけでも、たとえば13世紀ころから宮廷風恋愛のテーマとしたアレゴリー詩『薔薇物語』、16世紀にはモラリストのモンテーニュによる哲学的な自伝『随想録』、17世紀にはラシーヌやモリエールの演劇作品、18世紀には啓蒙思想家のヴォルテール、ルソー、ディドロなどによる諸作品、19世紀にはロマン主義のスタンダール、バルザック、デュマ、ヴィクトル・ユーゴー、20世紀には実存主義のカミュやサルトル、人間心理を極めたプルースト、世界大戦下で「愛の意味」や「人生の意味」を語ったサン＝テグジュペリ ...といった具合で、ここでは挙げきれないほどに豊穣であり、しかも思想的にも深みがあり、フランス文学は世界各国の文学の中でもトップレベルだと評価されており、フランス文学の奥深さは結果としてフランスにおける音楽や絵画の作家らにも影響を与え、それらの作品に深みを与えるのに貢献している。
音楽、特にクラシック音楽も盛んである。19世紀末から20世紀にかけてフォーレ、ドビュッシー、ラヴェル、「フランス6人組」らはフランス音楽を頂点にまで押し上げた。ポーランド人のショパン、ドイツ人のグルック、オッフェンバック、ジャコモ・マイアベーアがパリを拠点とするなど、多くの外国の才能が活躍する場を提供した。20世紀以降では情緒を巧みに歌い上げたシャンソンや、フランス発のポピュラーミュージックも世界中で愛され、ミシェル・ポルナレフなどしばしば世界中でヒットチャートの上位に上がった。
フランスの絵画は、数世紀の間欧州世界をリードする地位にあると言われており、たとえば19世紀には印象派、象徴派、ポスト印象派、ジャポニスムが隆盛を迎え、エドゥアール・マネ、クロード・モネ、ポール・セザンヌ、ポール・ゴーギャンらが活躍し、20世紀初頭にはフォーヴィスム（野獣派）、キュビスム、アール・ヌーヴォー、アール・デコが隆盛を迎え、ジョルジュ・ブラックやアンリ・マティスらが活躍し、現在も多くの諸外国の芸術家やクリエイターを引きつけ続けている。
フランスは「パン、フロマージュ（＝チーズ）、ヴァン（＝ワイン）」といった フランス人にとって日々の最も基本的な食品とみなされている3食品があり、これらは基本的な食材のみを用いてシンプルな加工でできているにもかかわらずそれだけでもすでに相当な美味であり、食べる人々に幸福をもたらしてくれる組み合わせである。さらにはフランスでは宮廷文化とその農産物の豊かさを背景にして食文化も発達してきた歴史があり、近・現代のシェフが趣向をこらし磨きをかけた技で調理したフランス料理は、しばしば「世界の三大料理のひとつ」とされ、ガストロノミー（いわば「食通道」）も発達し、さらにミシュランガイドのおかげでパリだけでなくフランスの地方（田舎）にある優れた料理店にもスポットライトが当たるようになり、フランス国内だけでなく世界中の食通たちがフランスのシェフらの料理を目当てにフランス各地を訪れている。

### 食文化

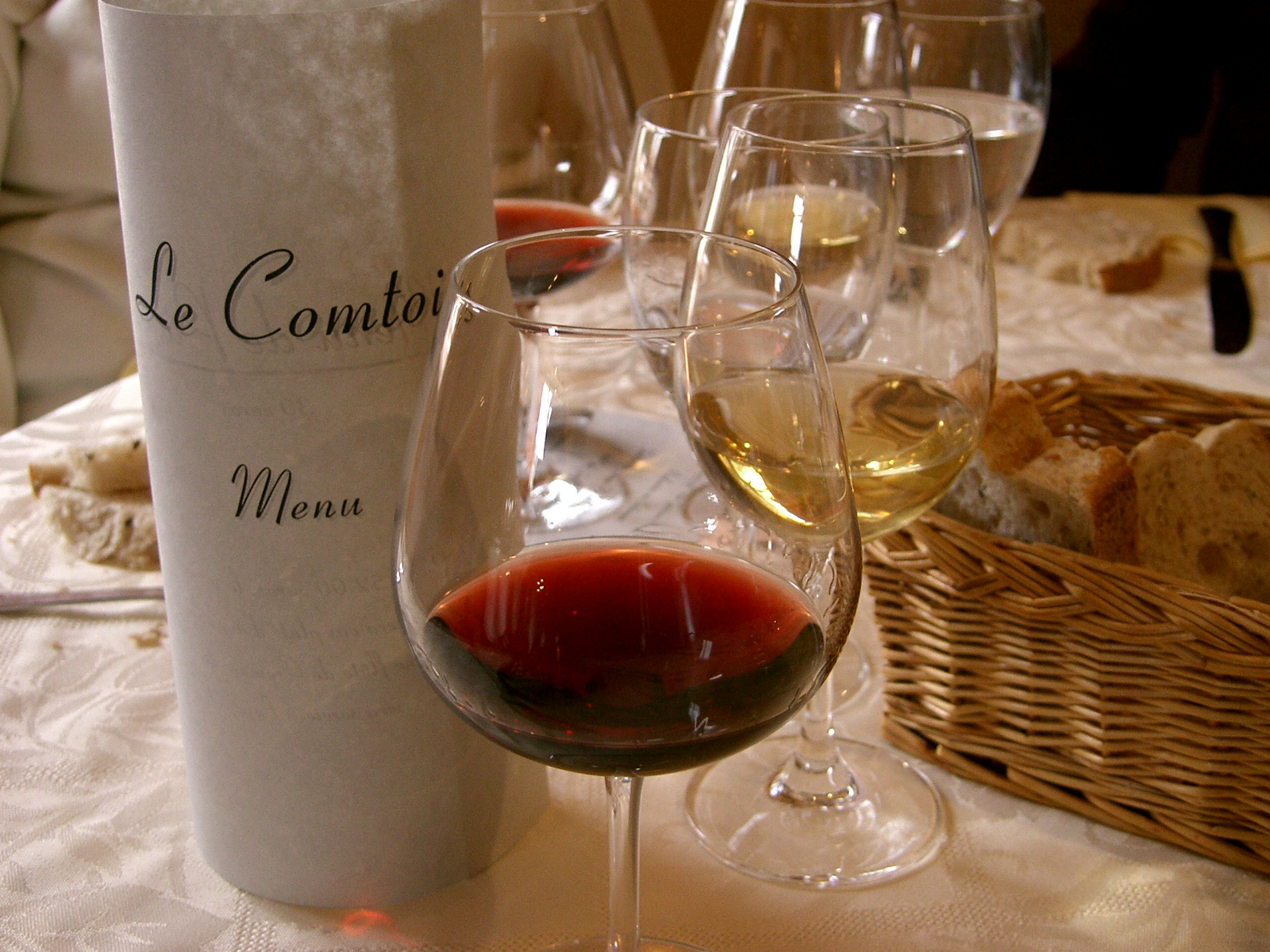
フランスワイン

フランスはヨーロッパでも最上位に位置する農業国であり、食文化の面では王制時代の宮廷文化と豊かな農産物とを背景に発展したフランス料理が有名である。前菜やスープ類から始まってメイン料理を経てデセール（デザート）へと進むコース料理が発達し、テーブルマナーも洗練されたものとなった。宮廷文化のおかげで、貴婦人らや甘いもの好きの王などを満足させるためにケーキなどの菓子文化も発達した。そして、上流階級のフランス料理のほかにも、ブルターニュ地方のそば粉を用いたクレープガレットのように、地方ごとにさまざまな特色を持つ郷土料理が存在している。バゲット、バタール、クロワッサンなどのフランス独特のパンも世界中で知られている。 コンソメ、ヴィシソワーズ、ポタージュなどフランス発祥のスープも有名である。現代におけるフランス料理の形を確立させたのは、おもにアントナン・カレームとオーギュスト・エスコフィエの両名のシェフによる功績とされている。 近年ではたとえば「トリュフのパイ包みのスープ」を考案したポール・ボキューズなど有名なシェフも多く自らが経営する料理店で世界中からやってくる食通たちを満足させているし、現在もフランス料理は進歩し続けている。フランスはチーズやワインの生産国としても名高く、AOC法によって厳格に品質管理されたフランスワインは世界中で高評価を得ている。ワインを蒸留したブランデーの生産も盛んで、コニャック地方で生産されるブランデーは品質のよさで知られ「コニャック」というブランドで呼ばれている。カフェ文化が育ったのもフランスであり、17世紀後半に生まれたフランスのカフェ文化は、現在まで広く世界中に根付いている。

### 文学

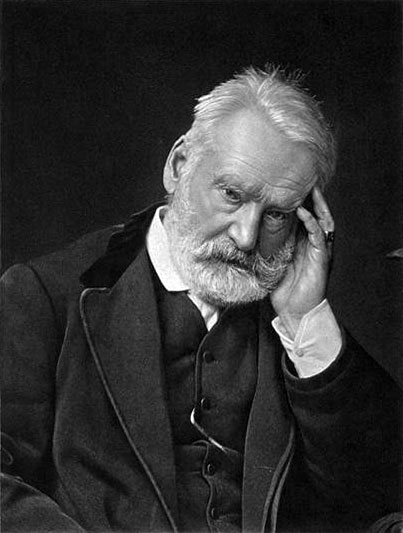
ヴィクトル・ユーゴー

中世においては騎士道を歌い上げる叙事詩が文学の主流を担い、11世紀に『ローランの歌』が成立した。
12世紀ころには騎士道物語が流行し、クレティアン・ド・トロワ(1135?-1190?)により『イヴァンまたは獅子の騎士』『ランスロまたは荷車の騎士』『ペルスヴァルまたは聖杯の物語』などの物語が書かれ、その写本が流通した。（これは男性向けの作品であるが）、女性向けの作品としては、13世紀初頭から（100年弱の期間にわたり、ギヨーム・ド・ロリスおよびジャン・ド・マンによってアレゴリー（寓喩）を用いて、長詩の形式で、宮廷恋愛の一種の入門書の『薔薇物語』が書かれ、女性たちの間では大人気となったという。
ルネサンス期にはフランソワ・ラブレーが活躍し、『ガルガンチュワとパンタグリュエル』を著した。その後の絶対主義時代からフランス革命期にかけてマルキ・ド・サドなどが活躍した。
ミシェル・ド・モンテーニュの『エセー』（随想録）は哲学的な自伝の書であり、「自己」を知るだけでなく「人間そのもの」を知ろうとする姿勢はフランス文学のひとつの伝統となった。
17世紀にはジャン・ラシーヌやモリエールが優れた演劇作品を書き、当時から劇場でさかんに上演されたわけであるが、特にモリエールの『町人貴族』などは、現代でも各国の劇団が、いわば「演劇作品の古典」として（ほぼそのまま、あるいは翻案して）上演することがある。ブレーズ・パスカルは、数学者・自然科学者でありながらも自身の秘めたる神秘体験から宗教的確信を深め、キリスト教を護教するために論陣を張り、キリスト教護教書とも言える書物をいくつも残したが、生前に刊行されず多数の断片からなる遺稿という形で残された『パンセ』は、自然哲学者やクリスチャンという立場を超え、その哲学的な深淵さによって 現代でも世界中の読者を魅了しつづけている。
18世紀には啓蒙主義のヴォルテール、ジャン＝ジャック・ルソー、ドゥニ・ディドロらが活躍し、ディドロやルソーらは『百科全書』の成立にも貢献した（その流れが現代のこのWikipediaにまで繋がっているわけである。）
19世紀には『赤と黒』のスタンダール、同一登場人物が何度も異なる小説に登場するという手法（この手法は研究者によって「人物再登場」と呼ばれている）を開発し、「人間喜劇」という名でくくられて呼ばれる膨大な小説群を残したオノレ・ド・バルザック、『レ・ミゼラブル』のヴィクトル・ユーゴー、『三銃士』や『モンテクリスト伯（岩窟王）』のアレクサンドル・デュマ・ペールなどが活躍した。『八十日間世界一周』、『海底二万里』で知られるジュール・ヴェルヌはサイエンス・フィクションの先駆者となった。1873年、アルフォンス・ドーデの『最後の授業』を含む短編集が出版され、フランス語の愛国教育が始まったことが知られている。
20世紀には、マルセル・プルーストによって『失われた時を求めて』が書かれ、これは「20世紀を代表する大長編小説」とされている。一方でシュルレアリスムのアンドレ・ブルトン、ロベール・デスノス、ルネ・シャールなどが詩作品などを残した。アントワーヌ・ド・サン＝テグジュペリは、軍用機のパイロットとして勤務しつつ作家としてデビューし、『夜間飛行』（1931年刊）や『人間の土地』（1939年刊）などはベストセラーとなり今日でも読み継がれている。『星の王子さま』は、世界各国でロングセラーとなり、現在では、その翻訳された言語数（翻訳言語数）が「世界中の全ての書物の中で2位」（翻訳言語数トップの聖書に次ぐ、堂々の2位）となっている。

### 哲学

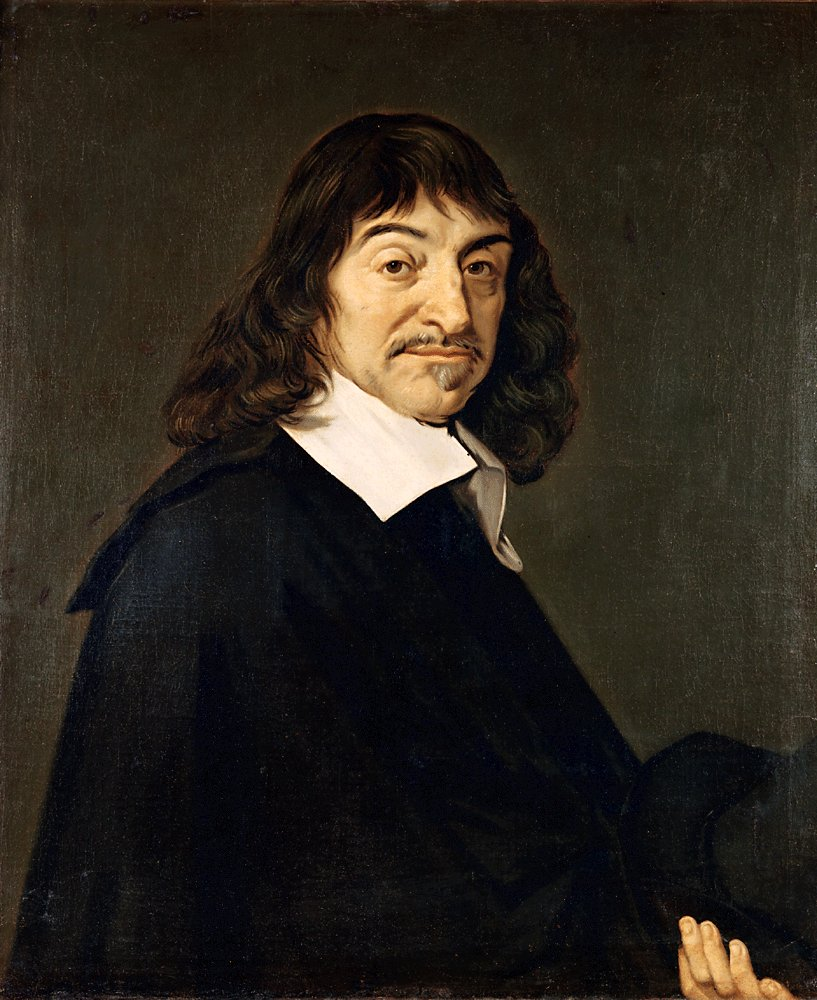
「我思う、ゆえに我あり」のコギト命題で知られるルネ・デカルト

中世において神学者のピエール・アベラールは唯名論を唱え、スコラ学の基礎を築いた。のちにスコラ学はシチリア王国出身のトマス・アクィナスの『神学大全』によって大成された。一方正統カトリック信仰とは異なる立場で南フランスでは一時グノーシス主義の影響を受けたカタリ派が勢力を伸ばしたが、アルビジョワ十字軍によるフランス王権の拡張やカトリックによる弾圧によってカタリ派は15世紀までに滅んだ。
ルネサンス期にはミシェル・ド・モンテーニュが活躍し、『エセー』を著してその中でアメリカ大陸やアフリカの住民を擁護した。しかし、モンテーニュの非西欧世界への視線は非西欧を「文明」として捉えることはせず、のちのルソーに先んじて「高貴な野蛮人」として扱うに留まった。
宗教改革や対抗宗教改革後の17世紀にはジャンセニスムやガリカニスムが隆盛を迎え、ブレーズ・パスカル、ジャック＝ベニーニュ・ボシュエらが活躍し、それぞれの立場からカトリック信仰を擁護した。『方法序説』を著したルネ・デカルトによって近代哲学が成立した。
18世紀には信仰よりも理性を重視する啓蒙思想が発達し、ジャン＝ジャック・ルソー、シャルル・ド・モンテスキュー、ヴォルテール、フランソワ・ケネーらが活躍した。これらの思想家は清の儒教の影響などもあって、それまでのキリスト教会が担っていた神聖な権威よりも理性を重視する合理主義的な考察を進め、君主による絶対主義を否定するアメリカ独立革命やフランス革命の理論的支柱となった。しかし、同時に啓蒙主義によってもたらされた合理主義は植民地のサン＝ドマングや、18世紀末から19世紀末にかけて啓蒙思想を理論的支柱として独立したアメリカ合衆国やラテンアメリカ諸国において、理性を持たない「半人間」という扱いをうけた黒人やアメリカ先住民（インディアン、インディオ）を、「より理性的な」白人が合理的に奴隷化し、収奪することを合法化する思想ともなった。フランス革命中に活躍した平等主義者フランソワ・ノエル・バブーフは、その思想の先見性から共産主義の先駆者と位置づけられた。『人権宣言』の説く「人間」に、女性が含まれないことを指摘したオランプ・ド・グージュはフェミニズムの先駆者となった。
啓蒙主義を理論的支柱としたフランス革命が一段落した19世紀前半にはアンリ・ド・サン＝シモンやシャルル・フーリエによって社会主義思想が唱えられた。彼らの思想はのちにカール・マルクスとフリードリヒ・エンゲルスによって空想的社会主義と呼ばれた。同じころ、オーギュスト・コントは実証主義を唱え、実証主義は19世紀後半のラテンアメリカ諸国の政治や文化（1889年のブラジルの共和制革命など）に大きな影響を与えた。資本主義経済の確立を唱えた実証主義は、ラテンアメリカにおいて、社会進化論などとともに国家が資本主義的な利用を図るために「野蛮」なインディオの共有地や解体し、半奴隷労働を強制することを理論的に支えた。19世紀半ばにピエール・ジョゼフ・プルードンは無政府主義（アナルキスム）を体系化し、無政府主義はミハイル・バクーニンによってマルクスとエンゲルスの史的唯物論（科学的社会主義）に対抗する社会主義思想となった。帝国主義の時代において、このような19世紀までの社会主義思想も含めた多くの社会思想は、マルクス主義者のポール・ルイ（ポール・レヴィ）や、哲学者のフェリシヤン・シャレのような数少ない例外を除いて植民地主義は「野蛮」な非西欧の「文明化」に奉仕するものだとして、真剣に植民地支配やその結果である収奪、暴力を批判する思想とはならなかった。
第一次世界大戦後の戦間期にはアンリ・ベルクソンやジョルジュ・ソレルらが活躍した。一方、植民地からはマルティニーク出身のエメ・セゼールやセネガル出身のレオポール・セダール・サンゴールが科学的人種主義によって不当に評価を低く見られていた黒人とアフリカ文明を再評価する、ネグリチュード運動が提唱された。

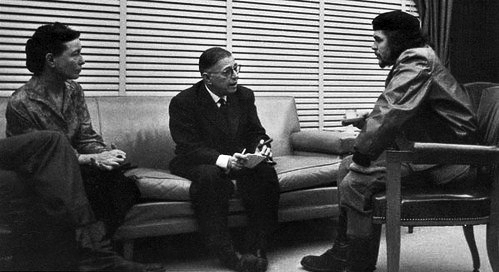
シモーヌ・ド・ボーヴォワール、ジャン＝ポール・サルトル、チェ・ゲバラ（1960年、キューバ）

第二次世界大戦後には実存主義哲学が隆盛を迎え、ジャン＝ポール・サルトルやマルティニーク出身のフランツ・ファノンは反帝国主義の立場からアルジェリア戦争に反対するとともに、アルゼンチンの革命思想家チェ・ゲバラのゲバラ主義や毛沢東の毛沢東主義とともに植民地や第三世界におけるマルクス主義による革命闘争の理論的支柱となった。実存主義者のシモーヌ・ド・ボーヴォワールはフェミニズム運動を牽引した。1950年代から1960年代のフランスでは、知識人を中心に毛沢東主義が流行した。
実存主義のあとには、1960年代からスイスの言語学者フェルディナン・ド・ソシュールや、人類学者クロード・レヴィ＝ストロース、ヘーゲル学者アレクサンドル・コジェーヴによって構造主義が隆盛を迎え、ルイ・アルチュセール、ミシェル・フーコー、ジャック・デリダ、ジル・ドゥルーズ、エマニュエル・レヴィナスなどが活躍した。オーストリアのジークムント・フロイトが大成した精神分析学は、20世紀後半にパリ・フロイト派を立ち上げたジャック・ラカンによって新たな段階に至った。構造主義のあとにはポスト構造主義が隆盛を迎えたが、1994年のソーカル事件により、構造主義やポスト構造主義の「知の欺瞞」が暴露され、衒学的な姿勢は厳しく批判された。ただし、このような限界がありながらも、未だにフランス初のポストモダニスムはアラン・バディウのようなフランス人のみならず、アメリカ合衆国のガヤトリ・チャクラヴォーティ・スピヴァク（デリダ派）やジュディス・バトラー（フーコー派）スロヴェニアのスラヴォイ・ジジェク（ラカン派）らに批判的に継承され、発展を続けているのも事実である。
脱植民地化時代のマルティニークにおいてはセゼールやファノンの後継者であるエドゥアール・グリッサンの全世界論や、パトリック・シャモワゾー、ラファエル・コンフィアンらのクレオール主義が唱えられた。
1990年代には、かつてチェ・ゲバラとともにボリビアでの革命運動に参加したレジス・ドブレによってメディオロジーが唱えられ、毛沢東派のアラン・バディウが活動し続けるなど、ポストモダニスム以外の哲学のあり方も変化している。

### 音楽

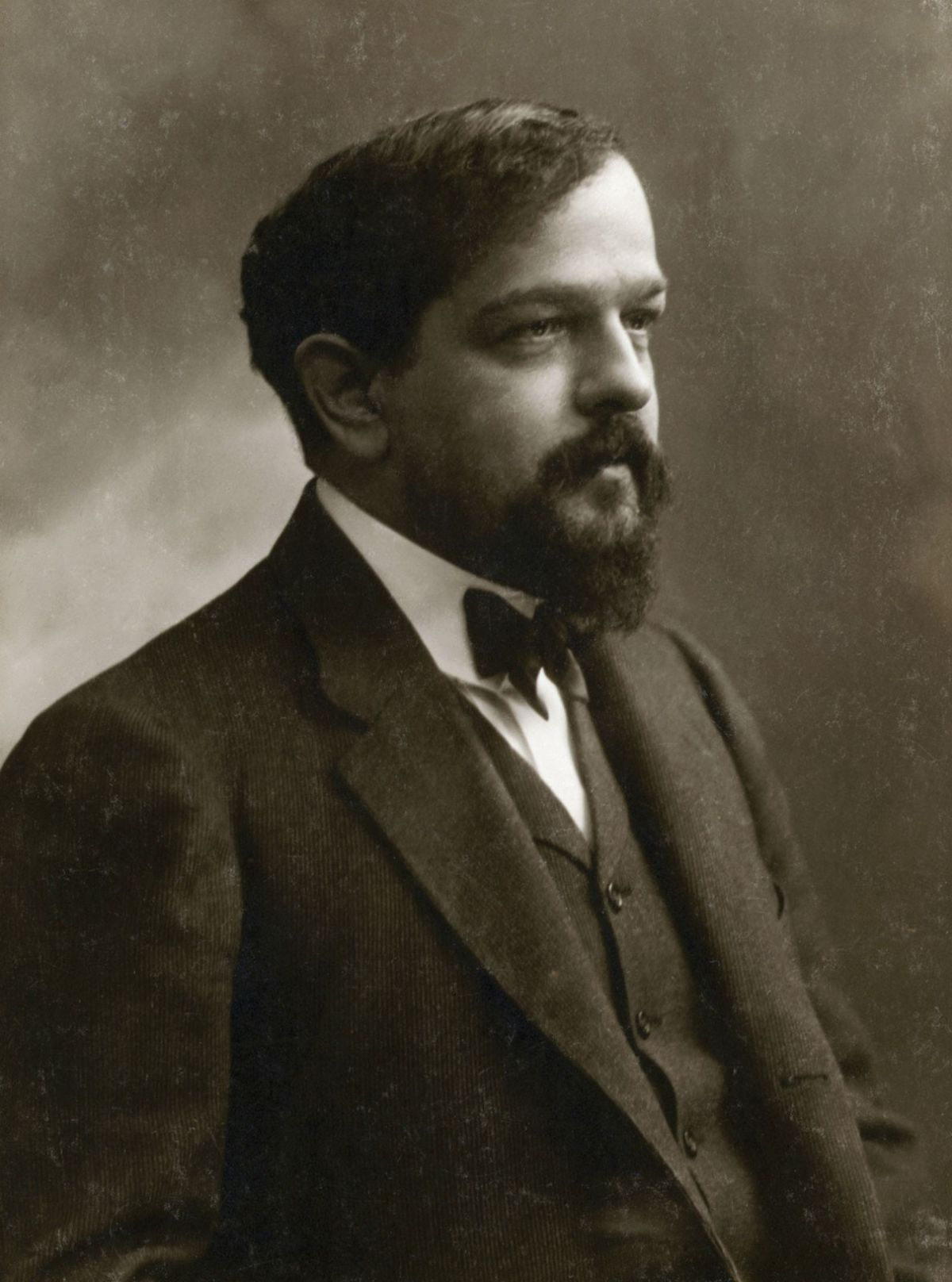
印象主義音楽の作曲家とされる（本人は否定）ドビュッシー

古くよりイタリアと並ぶ音楽大国として君臨し、ルネサンス音楽以前ではギョーム・ド・マショー、ジョスカン・デ・プレが著名な存在である。バロック音楽時代はオペラを中心に栄えた。この時期の作曲家としてはリュリ、フランソワ・クープラン、ラモーなどをが知られる。古典派音楽時代は器楽ではゴセック、オペラではボイエルデューが活躍した。
ロマン派音楽前期・中期ではベルリオーズが知られるが、オペラにおいてはマイアベーアやオッフェンバックといったドイツ系人物の活躍が目立った。19世紀後半になるとビゼー、グノー、マスネなど、現在でも知名度の比較的高いフランス・オペラの作曲家たちが出現する。器楽においてはサン＝サーンス、そのサン＝サーンスを批判したフランク（彼もドイツ系ベルギー人ではあったが）が現れたころから独自のフランス器楽音楽を模索する動きが高まり、19世紀末20世紀にかけてフォーレ、ドビュッシー、ラヴェル、「フランス6人組」らによって一つの頂点を築いた。現代音楽では独自の音楽語法が世界的に大きな影響を与えたメシアン、前衛音楽の一つの典型であったブーレーズ、スペクトル楽派のトリスタン・ミュライユなどが知られている。
ポピュラー音楽においては20世紀初頭から1950年代にかけてミュゼットや、シャンソンとして知られる音楽が流行し、エディット・ピアフやイヴ・モンタン、シャルル・アズナヴールなどが活躍した。戦前はアルゼンチンのタンゴが流行し、アルゼンチンでは「パリのカナロ」などの楽曲が作られた。
ジャズが幅広く普及しており、アメリカのジャズをもとにフランス独自の音楽性を発展させた。アメリカからフランスへ移住したジャズ・マンも過去に存在した。1960年代から1970年代には、アメリカ合衆国やイギリスのポップ、ロックの影響を受け、ミッシェル・ポルナレフ、シルヴィ・バルタン、フランソワーズ・アルディ、ピエール・バシュレ、フランス・ギャル、ジョニー・アリディ、アラン・シャンフォーらが大活躍した。ロック・バンドではマグマ、アンジュ、タイフォンなどが活動した。マグマらの音楽は、プログレッシブ・ロックとジャズ・ロックの分野で知られている。1980年代以降は、フランスの旧植民地から出稼ぎにやってきた人々や、活動の拠点を母国からフランスに移した音楽家も活躍し始め、セネガルのユッスー・ンドゥール、マリ共和国のサリフ・ケイタ、アルジェリア系のラシッド・タハのような音楽家が活動している。1990年代にダフト・パンクが登場すると、EDM(エレクトロニック・ダンス・ミュージック)の産地としても知られるようになり、ダフト・パンクのほかデヴィッド・ゲッタなどが国際的な成功を収めている。
| - ミッシェル・ポルナレフ - シルヴィ・バルタン - フランソワーズ・アルディ - フランス・ギャル - ニコール・クロワジール - マージョリー・ノエル - ピエール・バシュレ - アラン・シャンフォー - ジョー・ダッサン - エンリコ・マシアス - ダニエル・ビダル（日本で活躍） - ジョルジュ・ムスタキ | - シャルル・アズナブール - サルヴァトール・アダモ（アダモ） - ダリダ - ジョニー・アリディ - クロード・フランソワ - ミシェル・フュガン - ミレイユ・マチュー - ジュリエット・グレコ - ジルベール・ベコー - ジョルジュ・ブラッサンス - ジャック・ブレル - バルバラ |

### 美術

『民衆を導く自由の女神』ウジェーヌ・ドラクロワ画

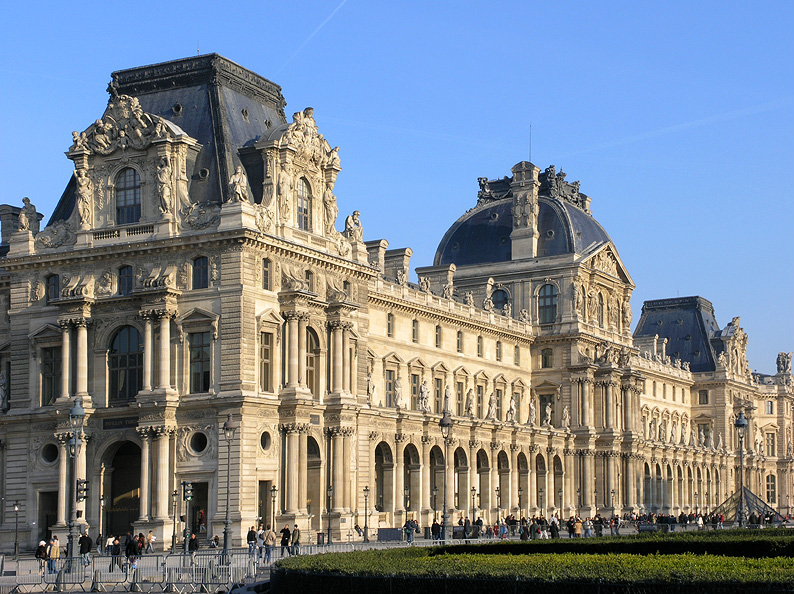
ルーヴル美術館

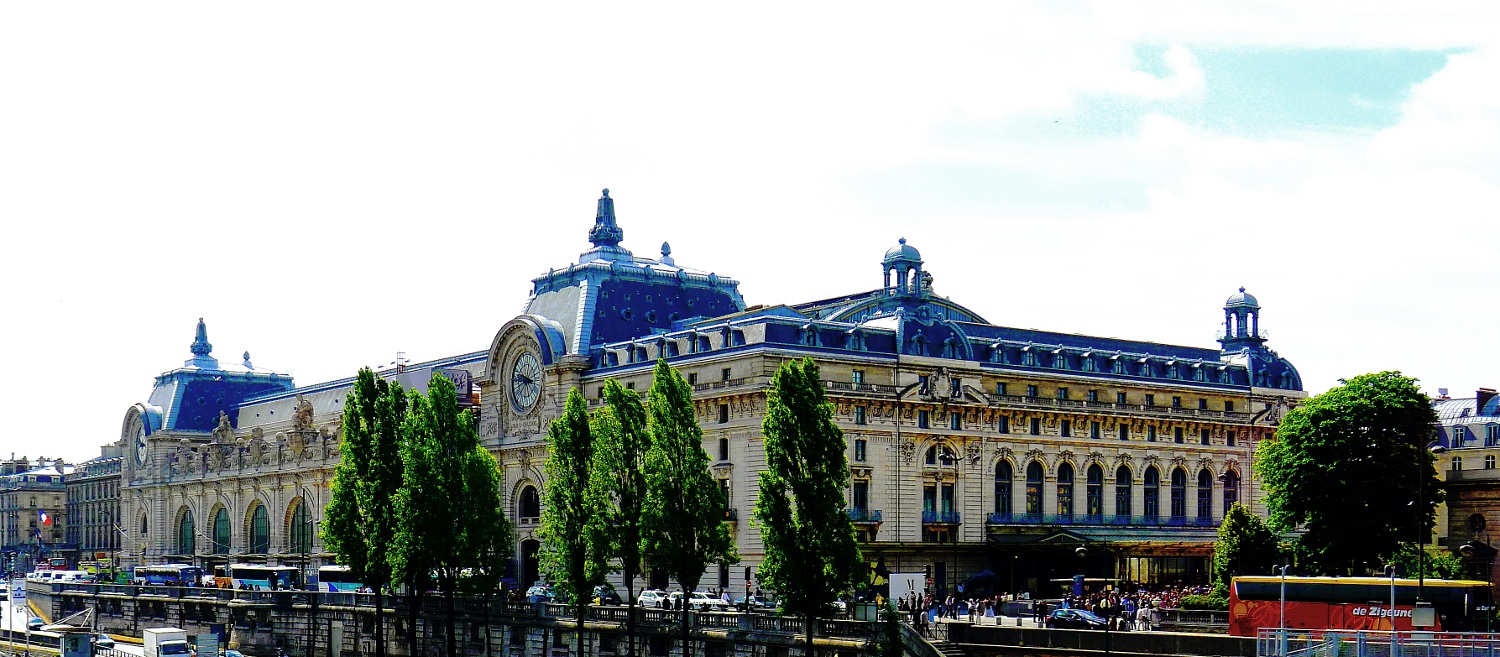
オルセー美術館

フランスは芸術の国として広くその名を知られており、国内、海外を問わず多くの芸術家がフランスで創作活動を行った。ファン・ゴッホやパブロ・ピカソ、ル・コルビュジエなどはフランスで創作活動を行った芸術家達のうちのごく一部である。
18世紀末から19世紀初めにかけては新古典主義により古代ギリシア・古代ローマの文化の復興運動が進められ、フランス革命を描いたジャック＝ルイ・ダヴィッドなどが活躍した。
19世紀前半にはロマン主義や写実主義が隆盛を迎え、ウジェーヌ・ドラクロワやギュスターヴ・クールベらが活躍した。19世紀後半には印象派、象徴派、ポスト印象派、ジャポニスムが隆盛を迎え、エドゥアール・マネ、クロード・モネ、ポール・セザンヌ、ポール・ゴーギャンらが活躍した。20世紀初頭にはフォーヴィスム（野獣派）、キュビスム、アール・ヌーヴォー、アール・デコが隆盛を迎え、ジョルジュ・ブラックやアンリ・マティスらが活躍した。
1918年に第一次世界大戦が終結し、それまで世界の中心的地位を占めていたヨーロッパが衰退すると、戦間期にはシュルレアリスムなどそれまでの西欧の美術様式に逆らった美術運動が発展した。
第二次世界大戦後に冷戦構造の中でアメリカ合衆国が西側世界の中心となると、フランスの文化的な地位は相対的に低下したが、終戦直後から1950年代にかけてアンフォルメルや、1960年代に全盛を迎えたヌーヴォー・レアリスムなどでフランスの芸術運動はアメリカ合衆国と激しく主導権を争った。

### 映画
フランスにおける芸術の中でも近年とりわけ重要視される文化は映画である。フランスで映画は、第七芸術と呼ばれるほど、深く尊敬を集め親しみある存在である。
映画の歴史は1895年12月28日のリュミエール兄弟の上映によって始まり、20世紀初頭には文芸色の強い無声映画が多数作られた。毎年5月には南仏の都市カンヌにおいてカンヌ映画祭が開催され、世界中から優れた映画関係者が集まり華やかで盛大な催しが行なわれる。
- ジャン＝リュック・ゴダール
- フランソワ・トリュフォー
- リュック・ベッソン

### 被服・ファッション

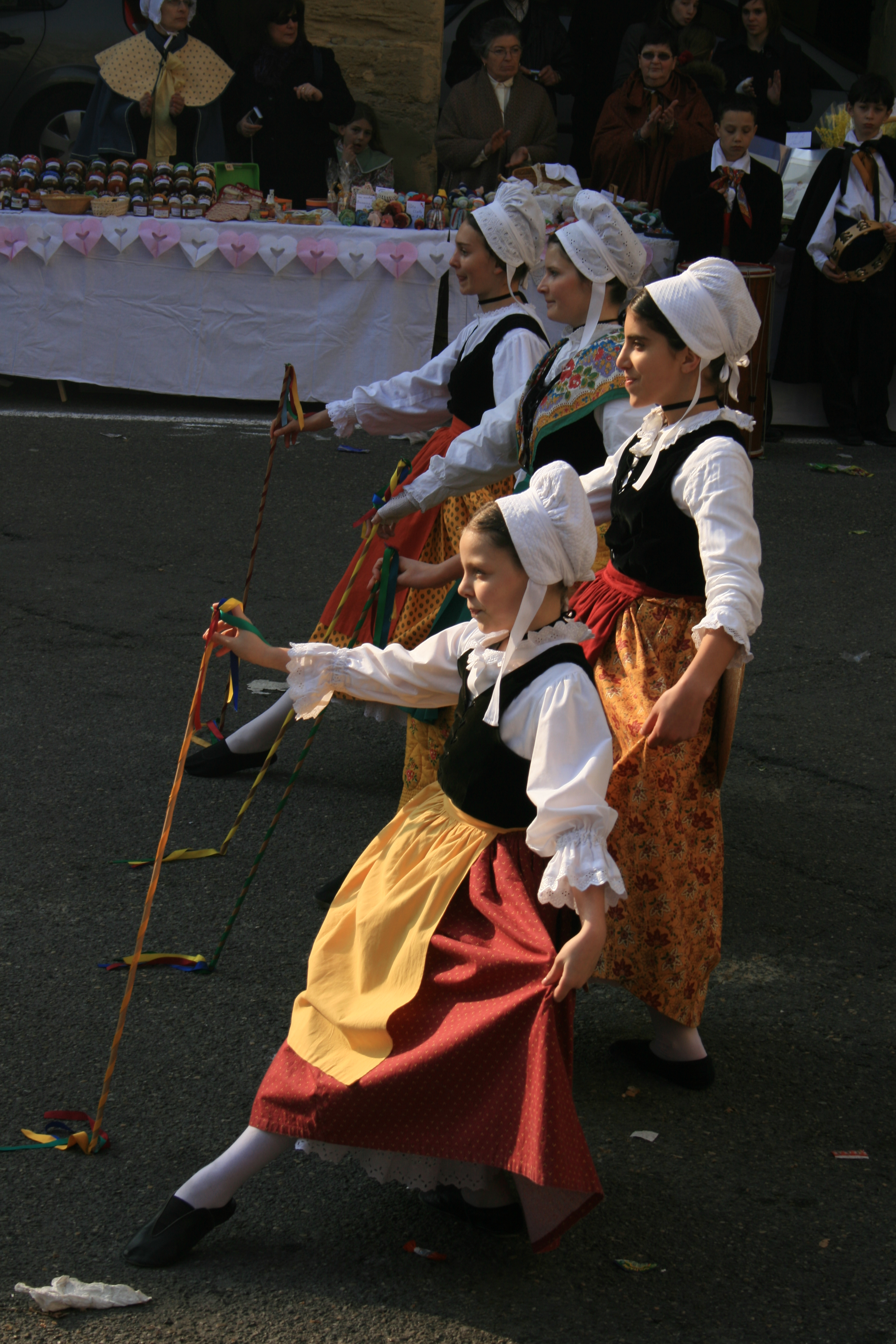
コンタディン・プロヴァンスの伝統衣装を身に纏った女性たち

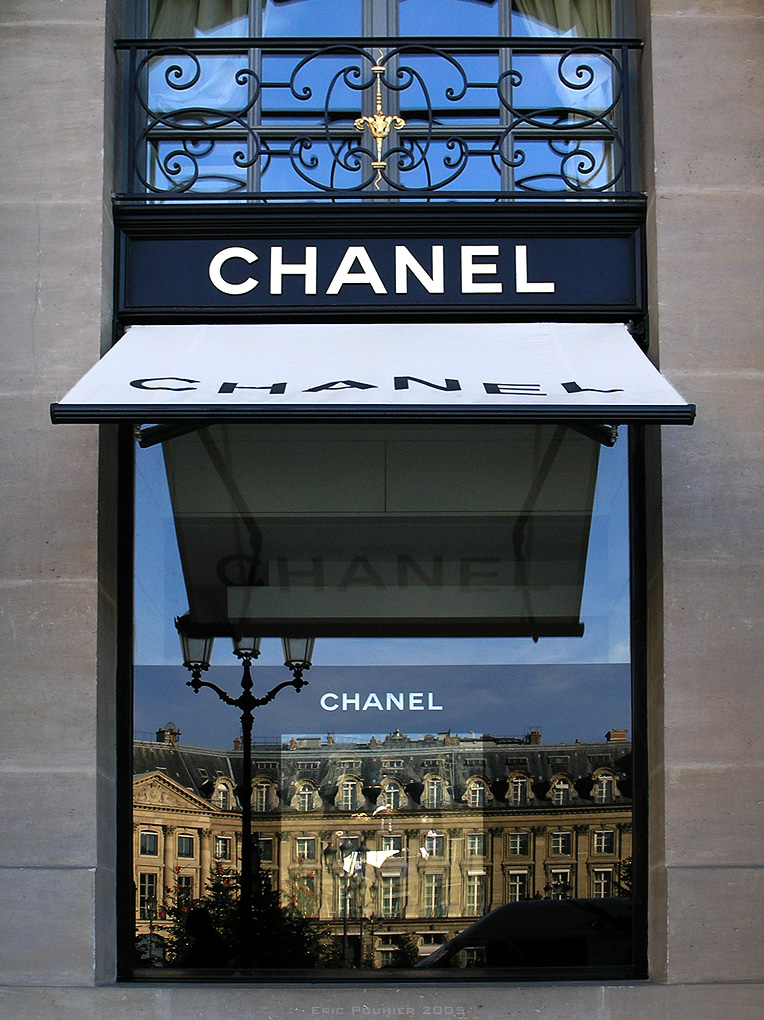
ヴァンドーム広場のシャネル本社

ファッションの大衆化が進んだ19世紀以降、特に20世紀に入ってからはフランスのファッションブランドが世界を席巻しており、ユベール・ド・ジバンシィやイヴ・サンローラン、クリスチャン・ディオール、ココ・シャネルなどのファッションデザイナーによるオートクチュールやプレタポルテのほか、これらのファッションブランドが展開する香水やバッグなどが人気を博している。ほかにも、ルイ・ヴィトンやエルメスなどの旅行用品や馬具のブランドが衣類や靴、バッグ、小物、香水などのラインを出し世界中で人気を博している。パリコレクションが世界中のファッション雑誌やバイヤーからの注目を集めていることから、フランス以外の諸外国のファッションデザイナーの多くがコレクションへの参加を行っており、日本からもコム・デ・ギャルソン（川久保玲）やケンゾー（1999年まで高田賢三）、Yohji Yamamoto（山本耀司）などの多数のファッションブランドが毎年参加しているなど隆盛を極めている。
これらのファッションにおけるフランスの隆盛は、フランス文化を諸外国に広めるだけでなく、外貨獲得にも大きく貢献していることから、現在では業界そのものが政府による大きなバックアップを受けている。

### 建築

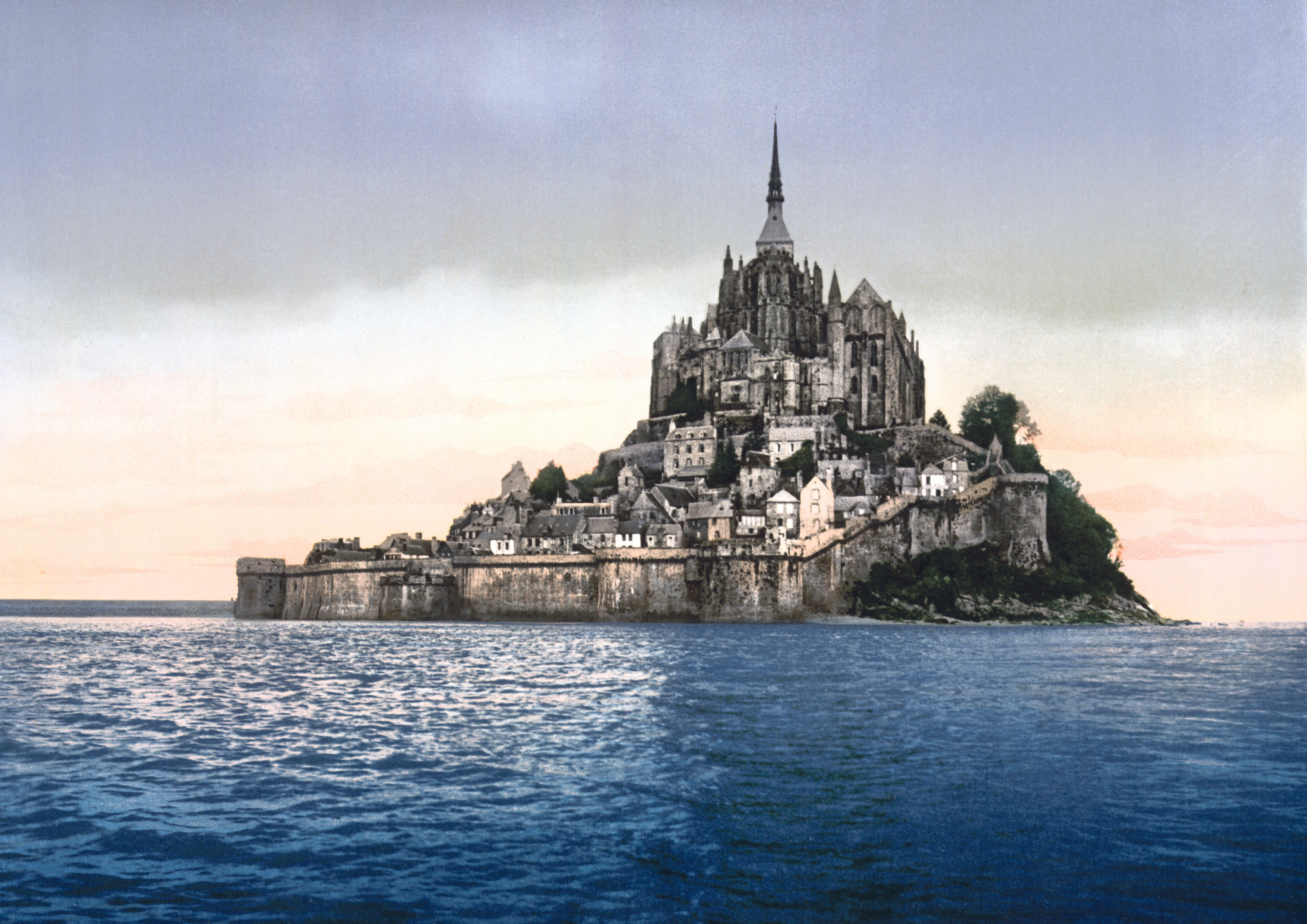
「西洋の驚異」と称されるモン・サン＝ミシェル

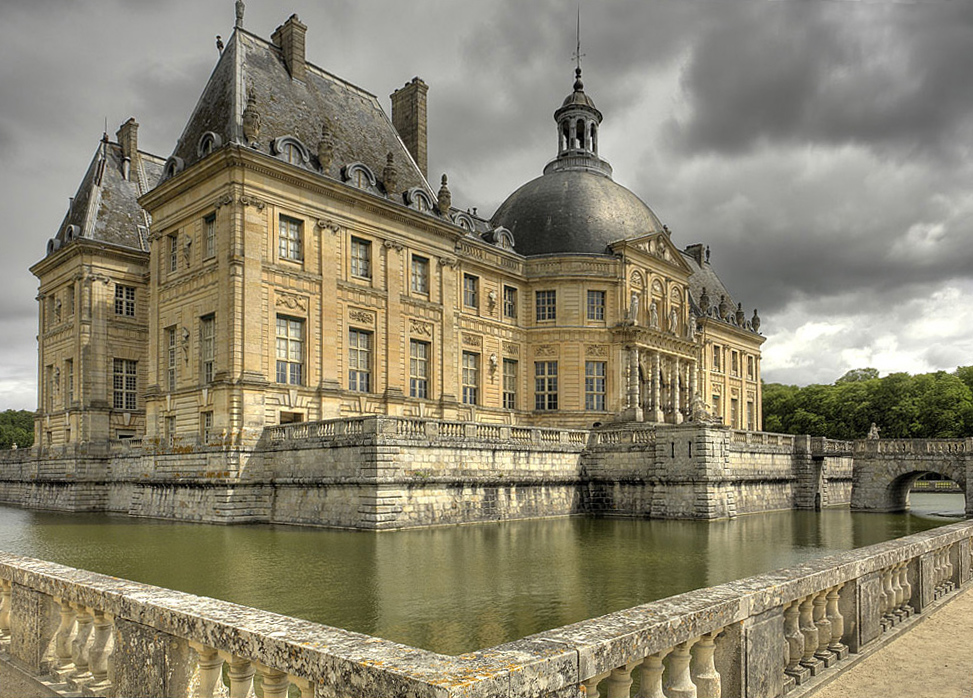
ヴォー・ル・ヴィコント城
フランス国内におけるバロック様式の建築物に代表されるものの一つとなっている

フランスの建築はローマ帝国時代の流れを汲むものが中心となって構成された。同国の建築における技法はこれまで同国植民地をはじめ、数々の国へ広い範囲で影響を及ぼしており、フランス国外で同国式建築物を元に設けられた建物が幾つか残存している。
特にフランス統治下時代にその該当地域となっていたアメリカ州・アフリカ国家地域の一部には、当時に設けられた植民地建築の施設が良好な状態で保たれつつ散在している面が見受けられる。

### 世界遺産
フランス国内には、ユネスコの世界遺産リストに登録された文化遺産が35件、自然遺産が3件存在する。さらにスペインにまたがって1件の複合遺産が登録されている。

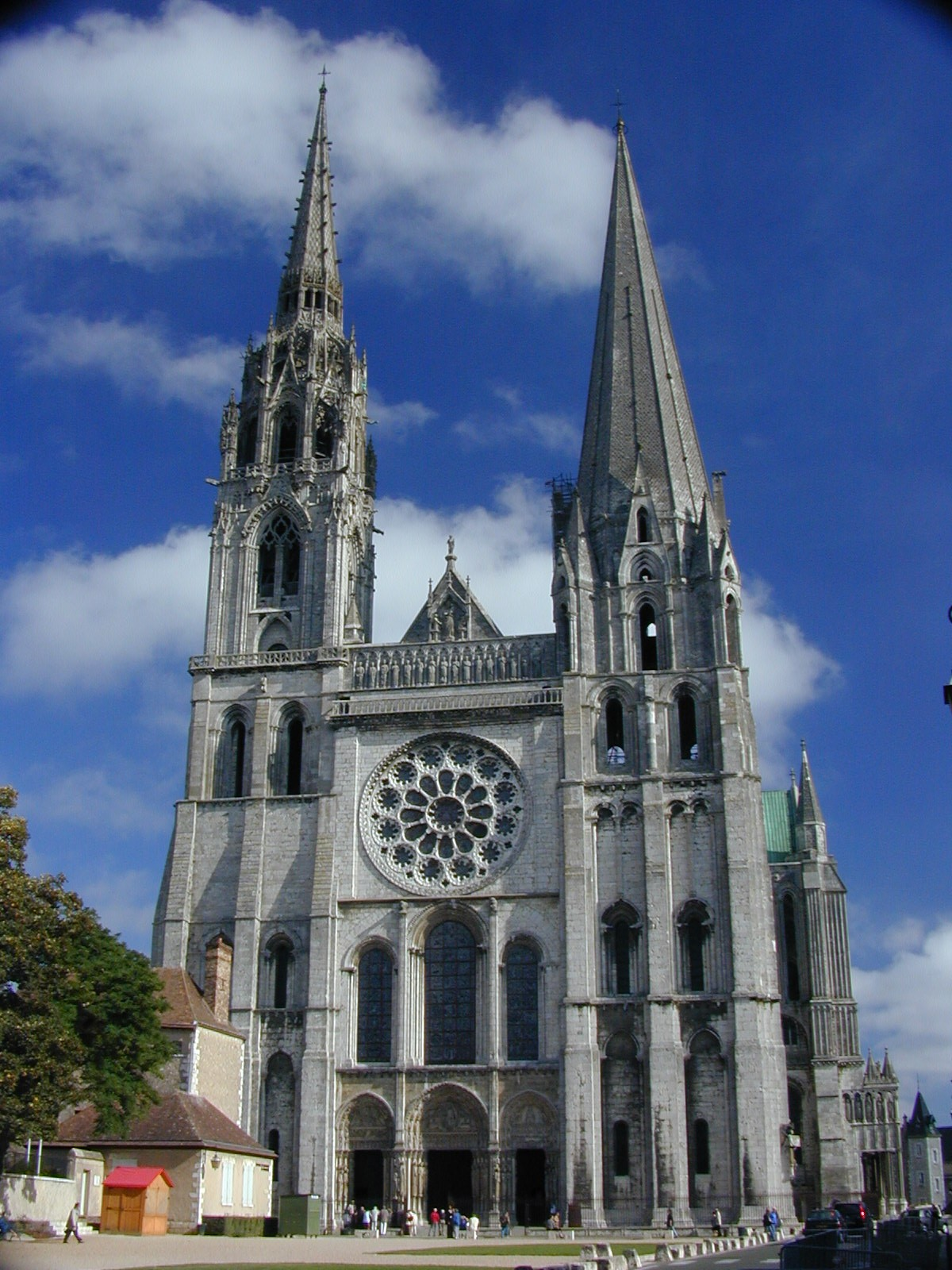
シャルトル大聖堂 （1979年）
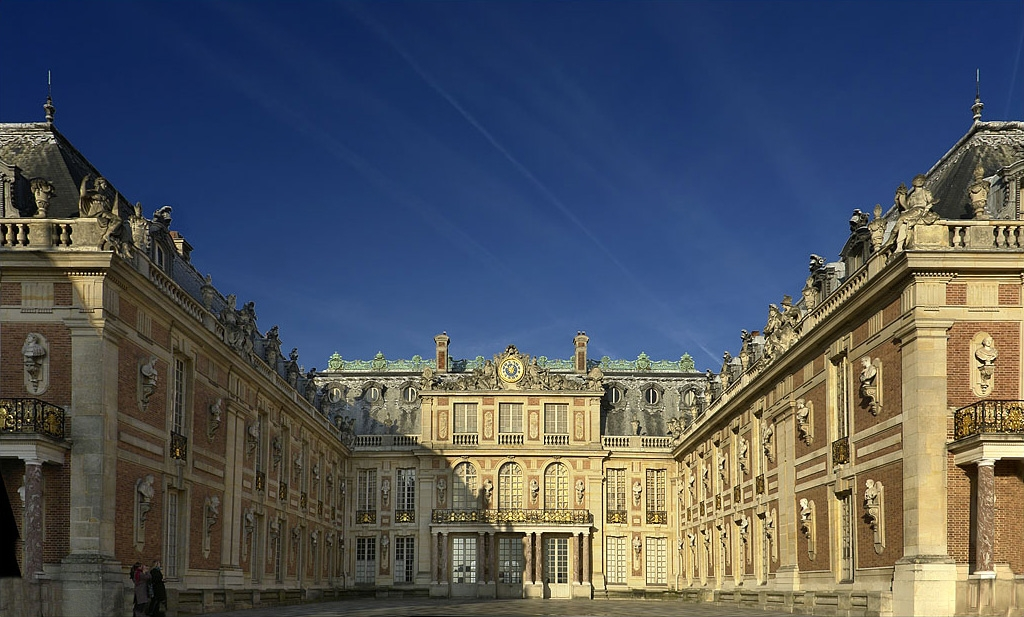
ヴェルサイユ宮殿 （1979年）
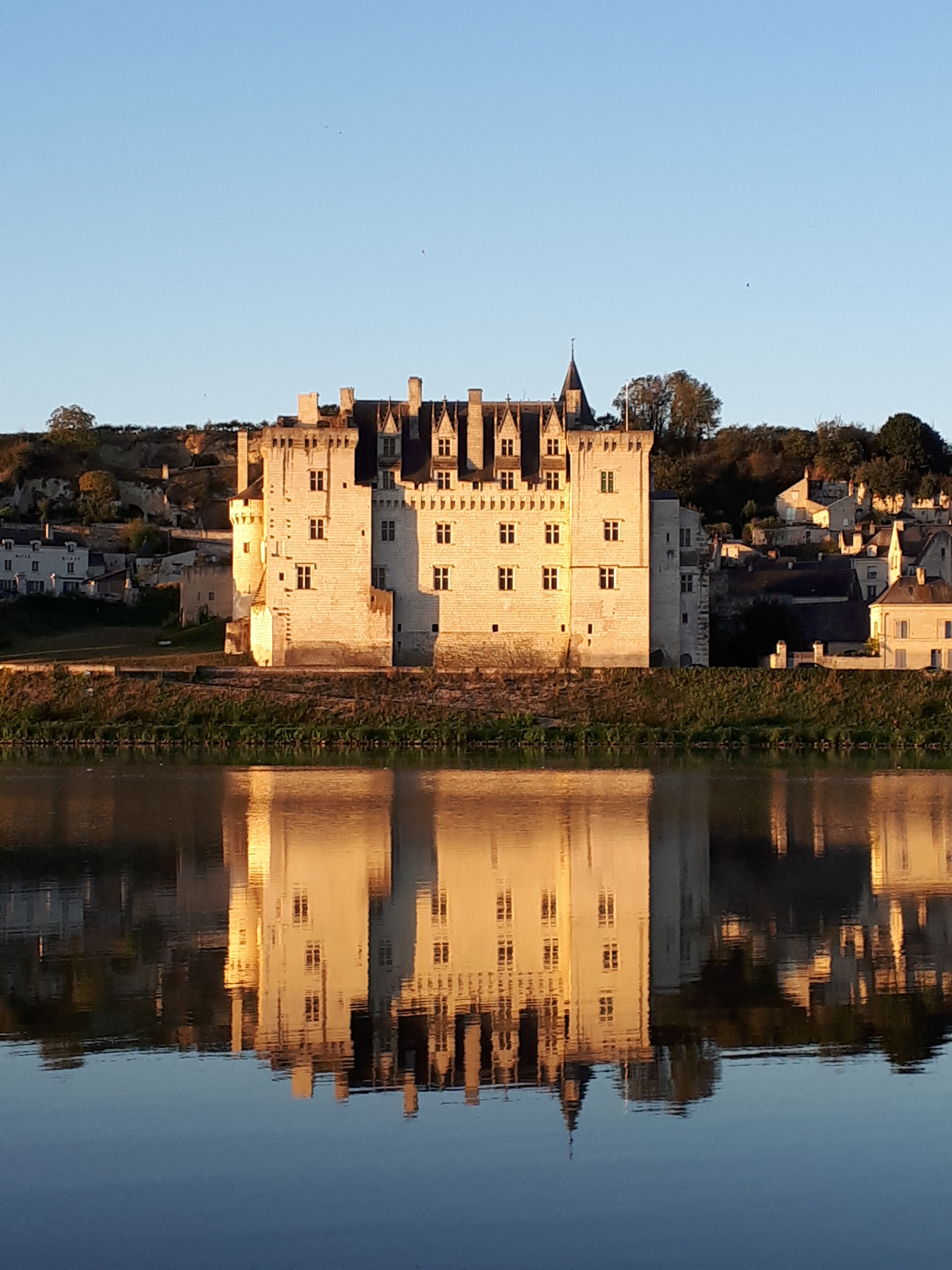
ロワール渓谷、モンソロー城 (2000年)
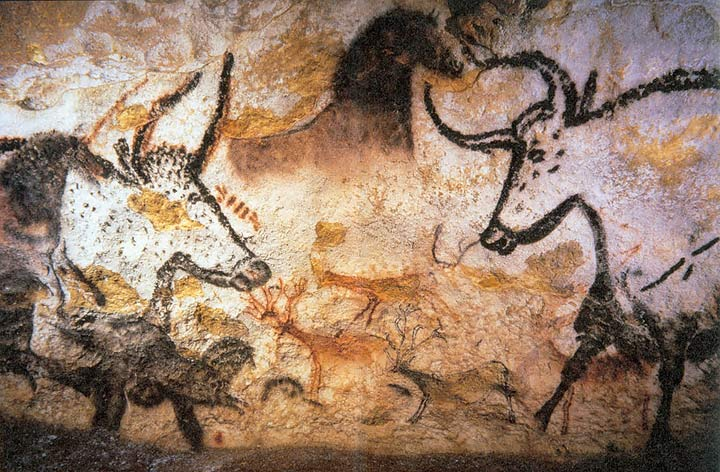
ヴェゼール渓谷の先史的景観と装飾洞窟群 （1979年）
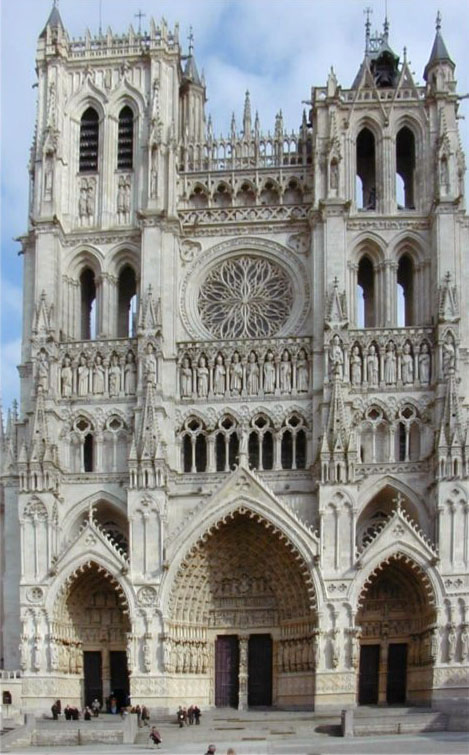
ノートルダム大聖堂 （1981年）
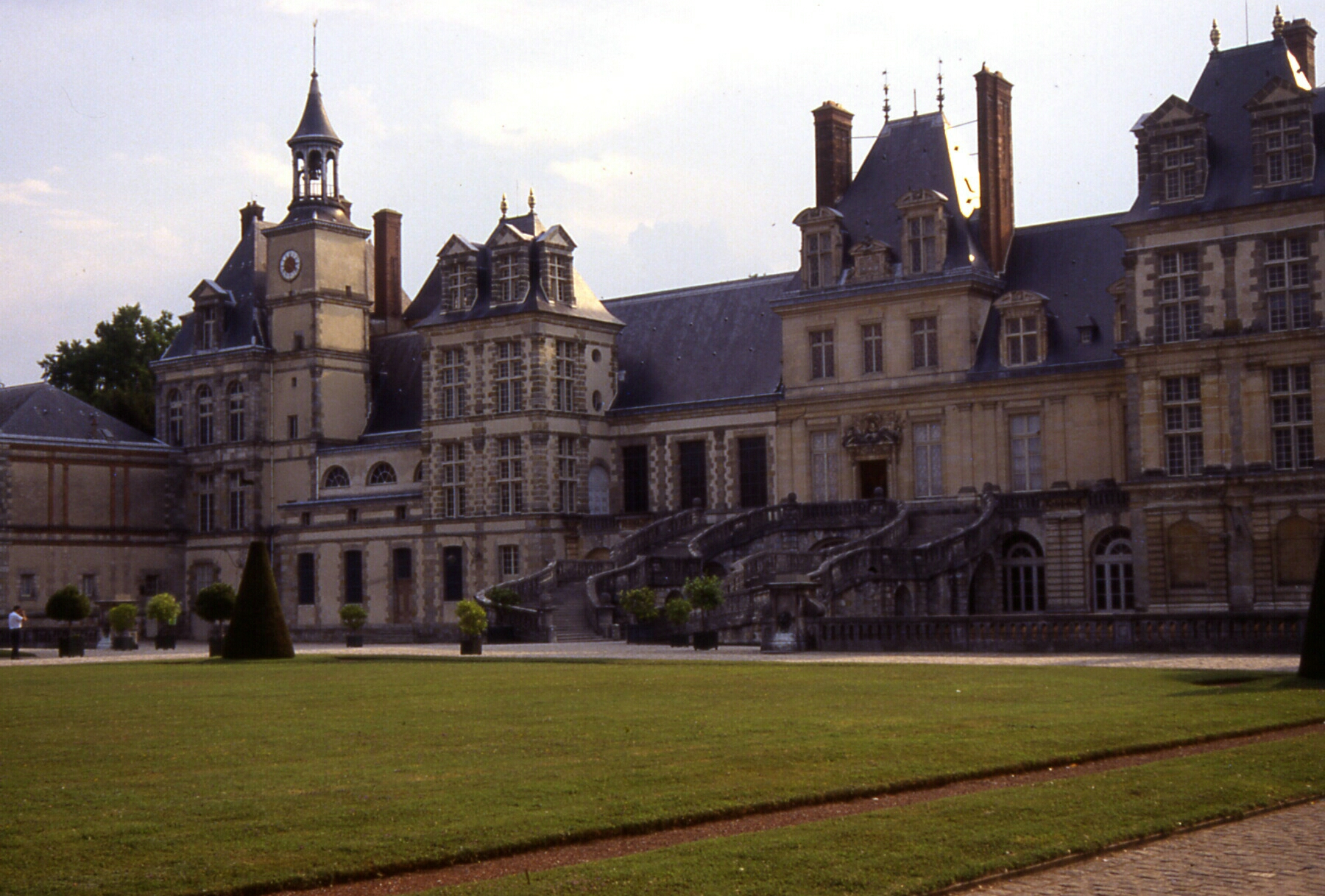
フォンテーヌブローの宮殿と庭園 （1981年）
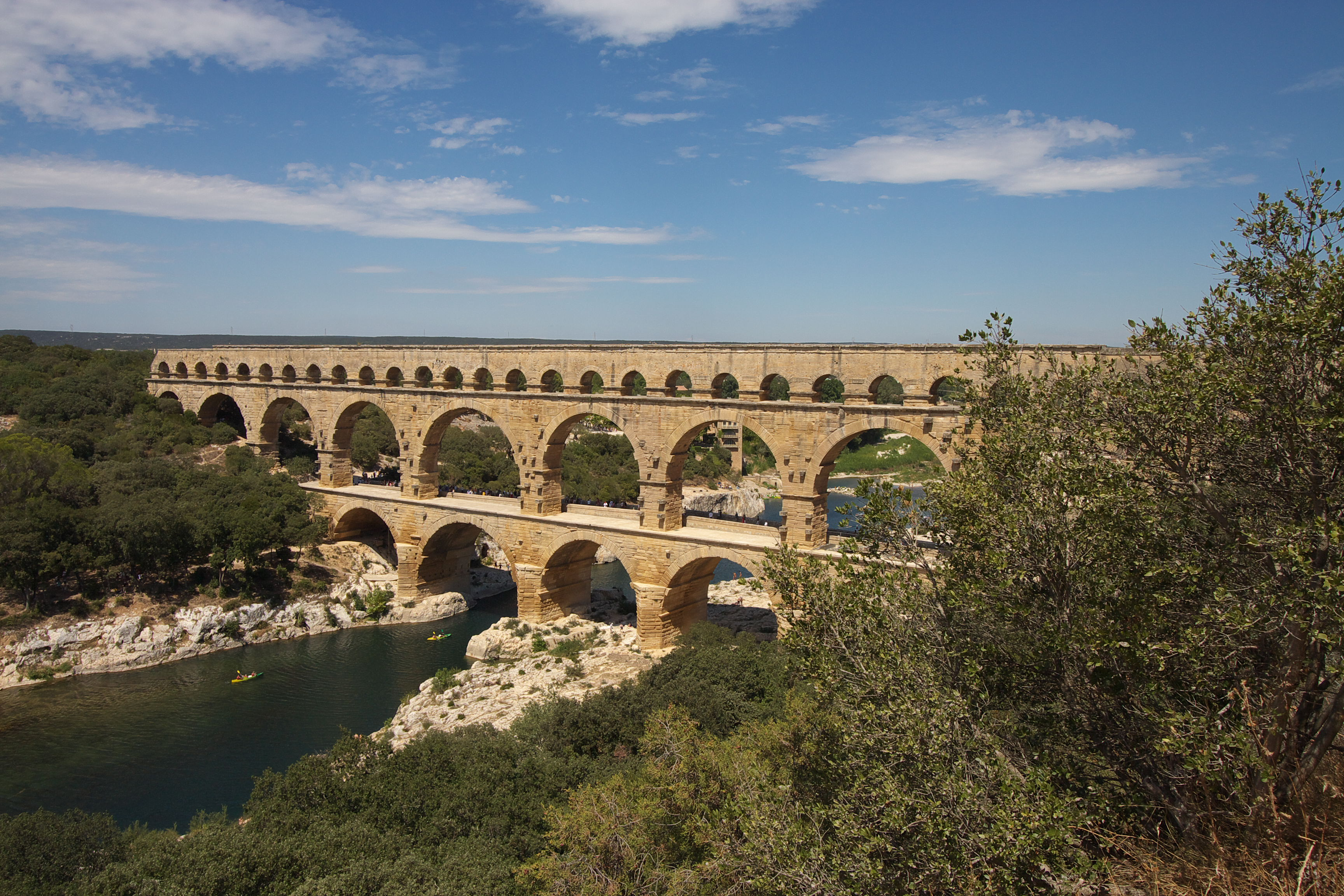
ポン・デュ・ガール （1985年）
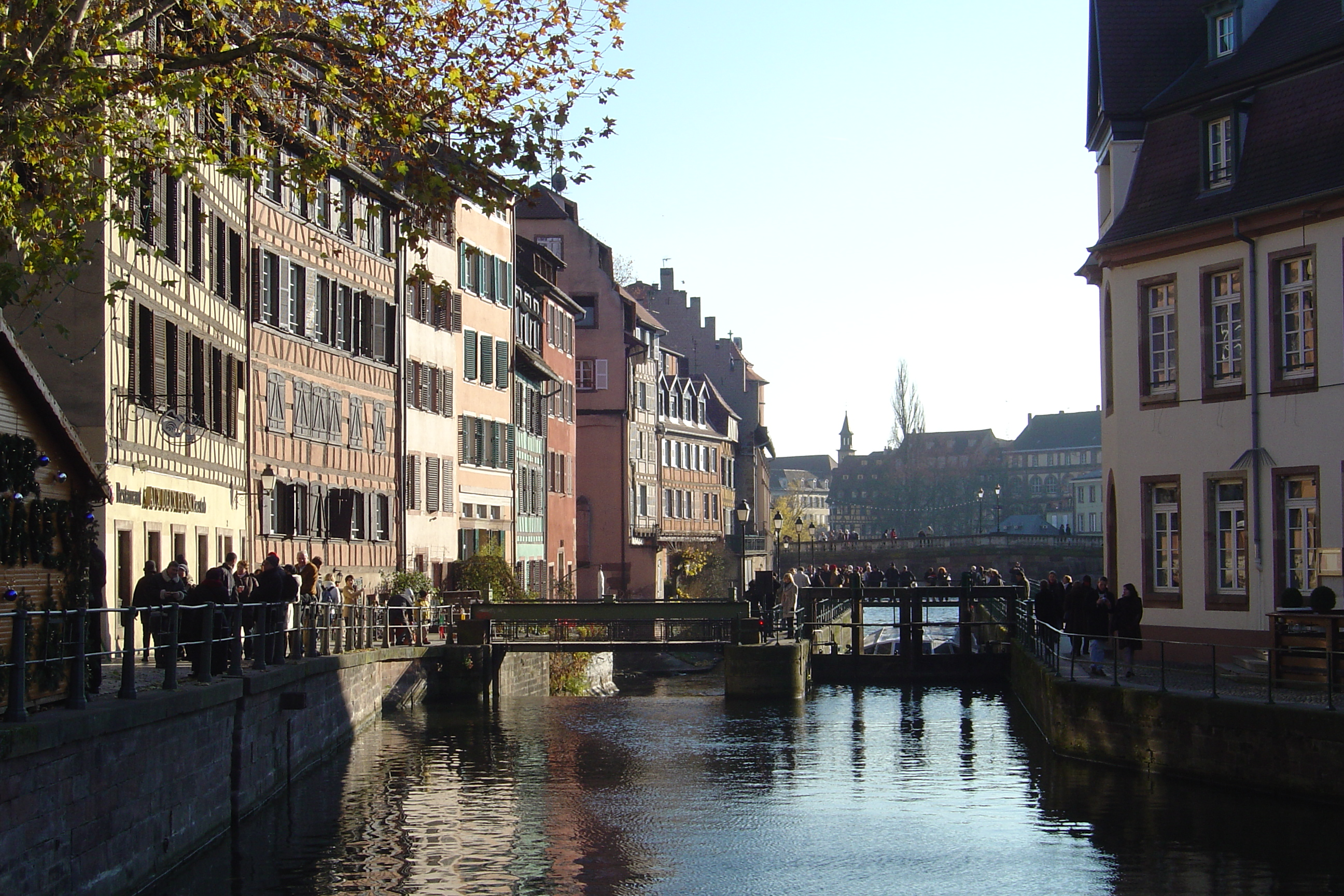
ストラスブールのグラン・ディル （1988年）
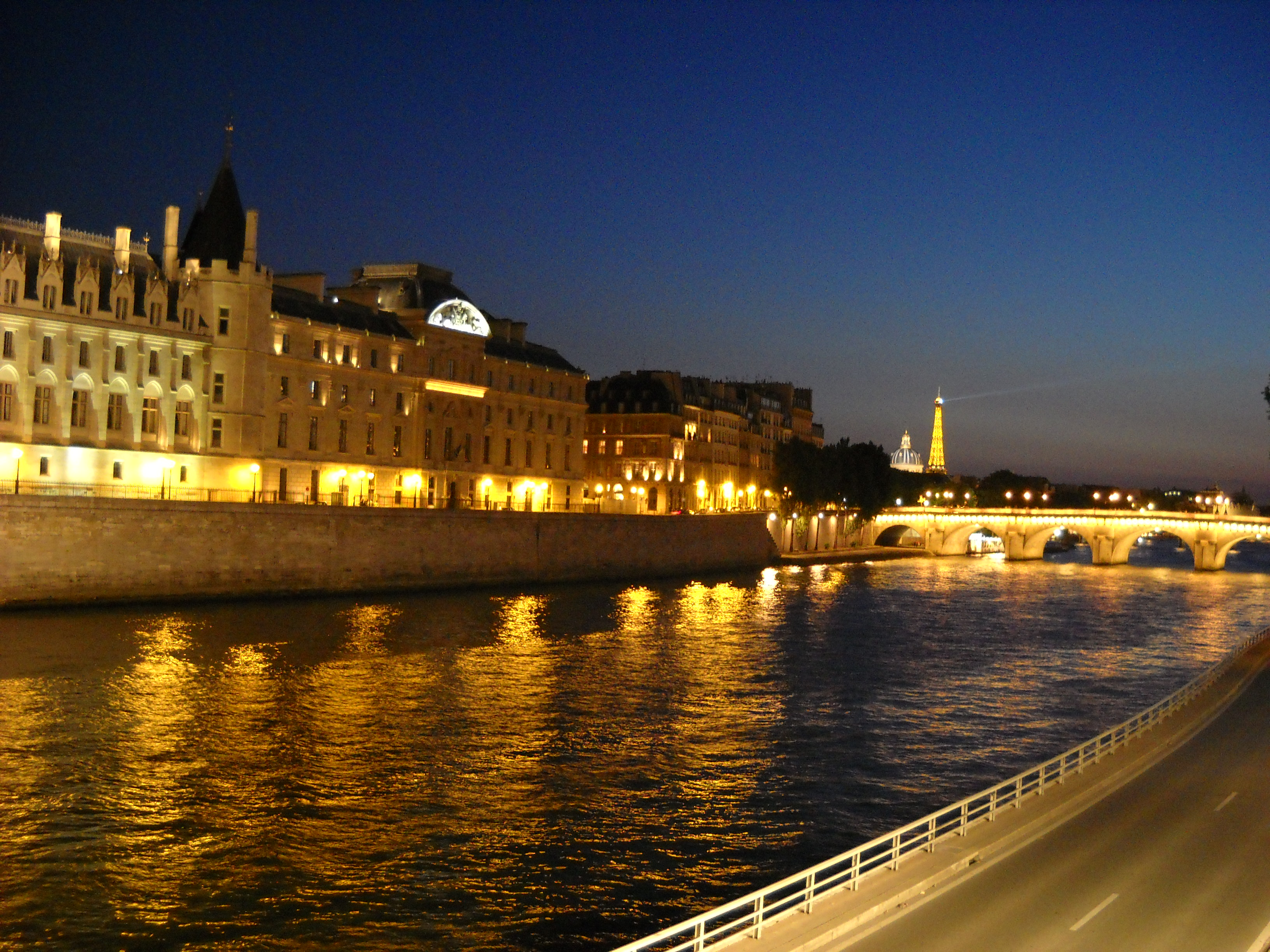
パリのセーヌ河岸 （1991年）
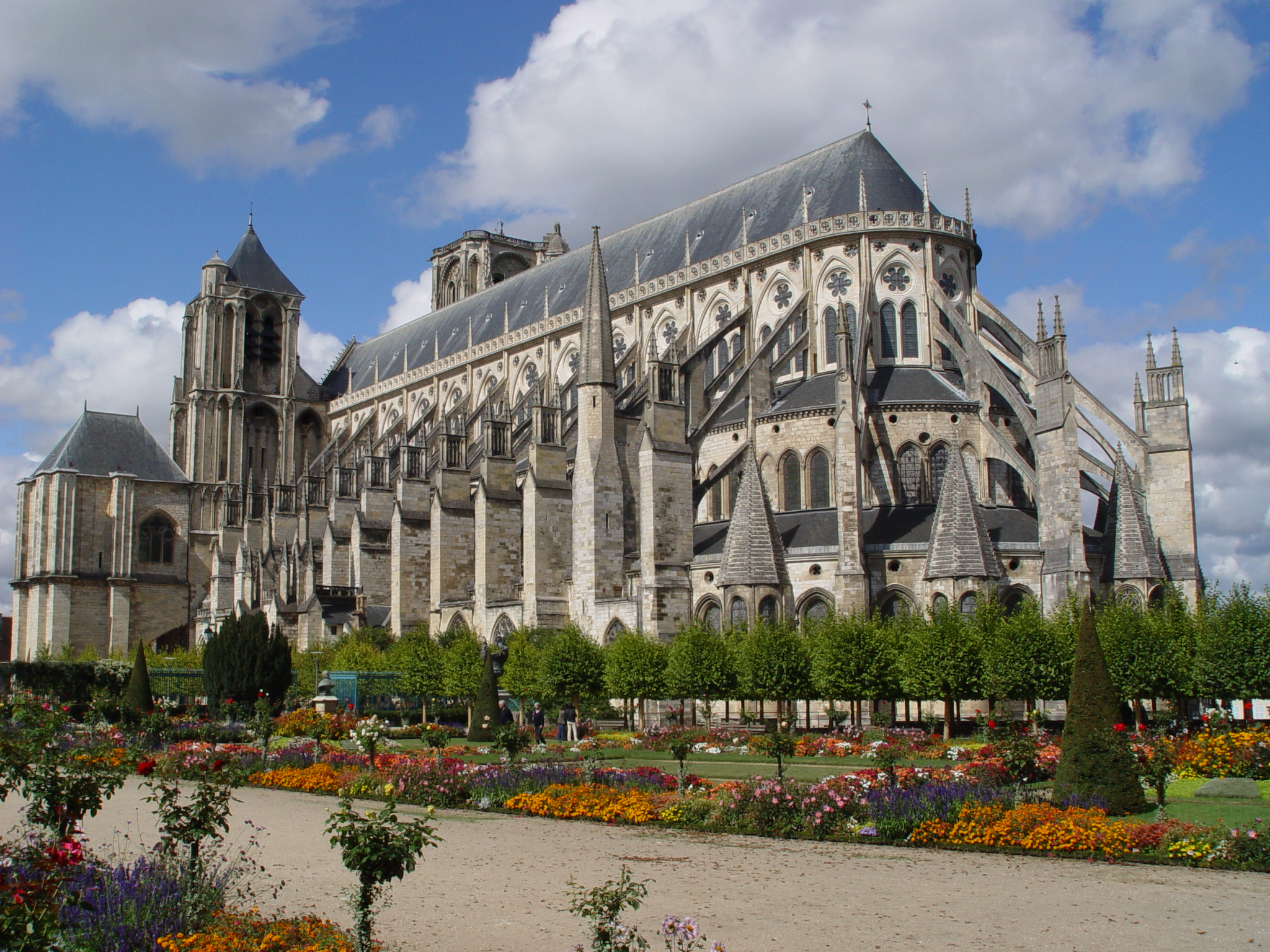
ブールジュ大聖堂 （1992年）
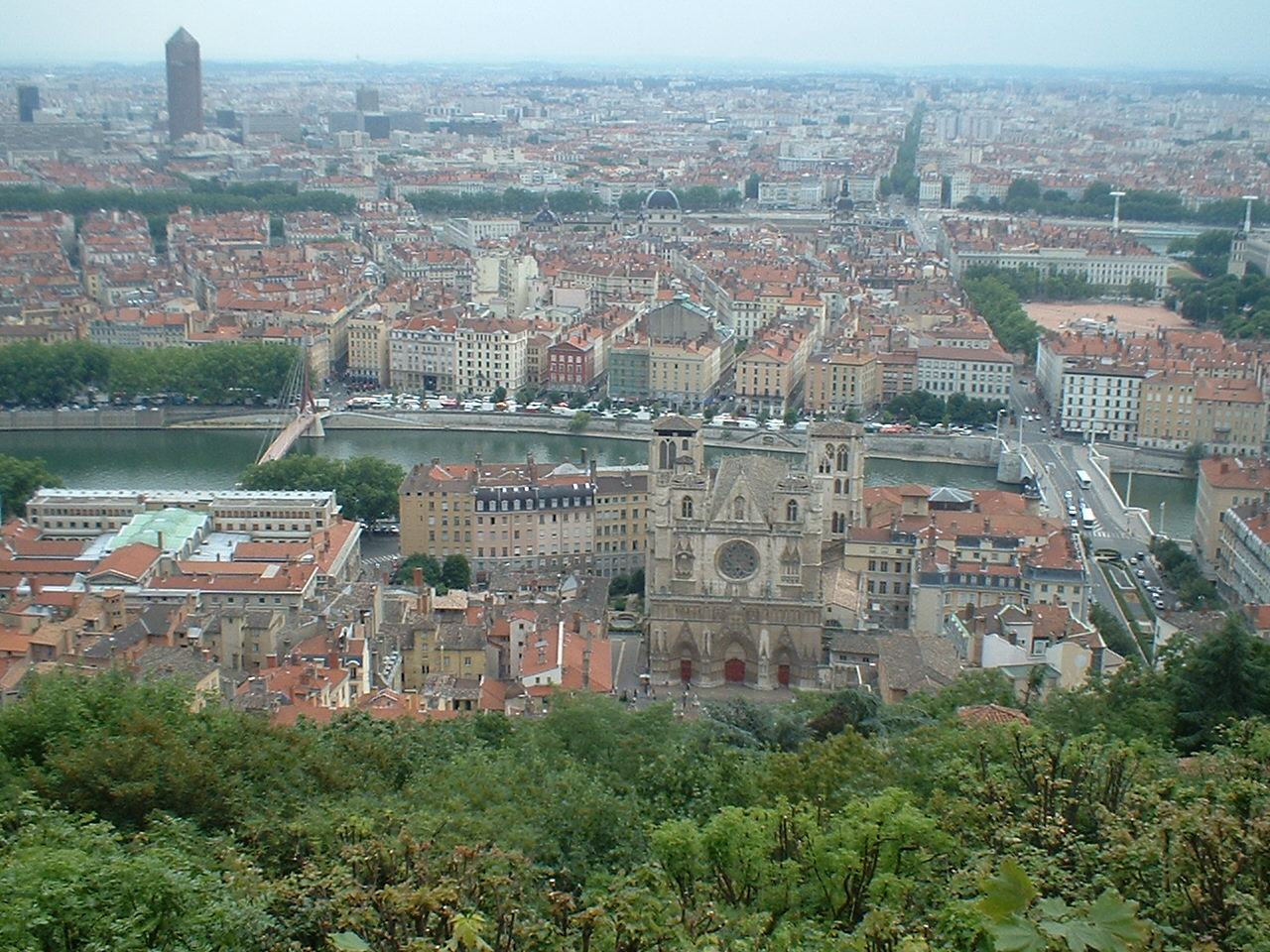
リヨン歴史地区 （1998年）
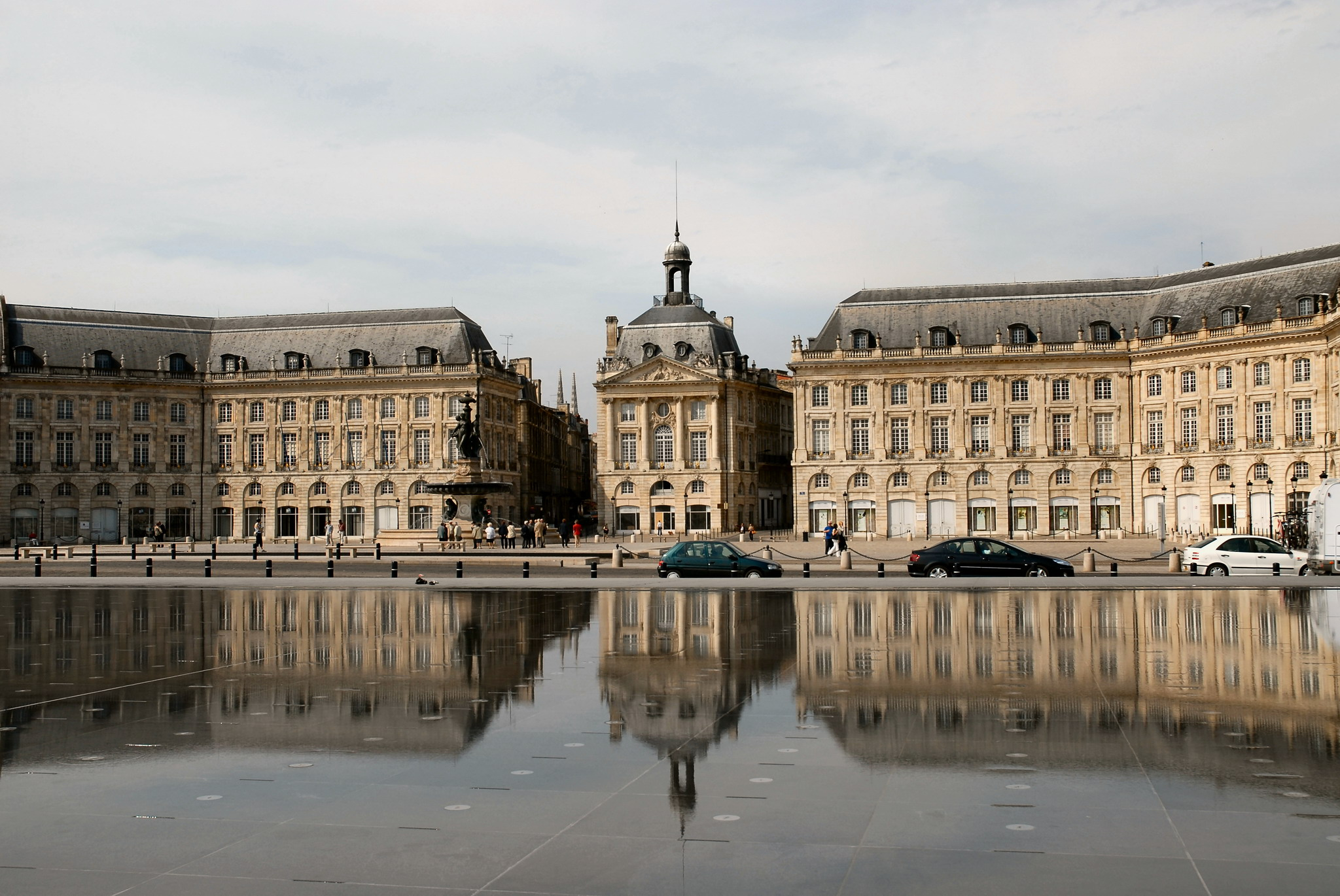
月の港ボルドー （2007年）

### 祝祭日
| 日付                | 日本語表記               | フランス語表記      | 備考     |
| ------------------- | ------------------------ | ------------------- | -------- |
| 1月1日              | 元日                     | Jour de l'An        |          |
| 3月 - 4月           | 復活祭日曜日             | Pâques              | 移動祝日 |
| 3月 - 4月           | 復活祭翌日の月曜日       | Lundi de Pâques     | 移動祝日 |
| 5月1日              | メーデー                 | Fête du Travail     |          |
| 5月8日              | 第二次世界大戦戦勝記念日 | Le 8 mai            |          |
| 4月 - 6月           | キリスト昇天祭           | Ascension           | 移動祝日 |
| 5月 - 6月中の日曜日 | 聖霊降臨祭               | Pentecôte           | 移動祝日 |
| 5月 - 6月           | 聖霊降臨祭の翌日の月曜日 | Lundi de Pentecôte  | 移動祝日 |
| 7月14日             | 革命記念日               | Fête Nationale      |          |
| 8月15日             | 聖母被昇天祭             | Assomption          |          |
| 11月1日             | 諸聖人の日               | Toussaint           |          |
| 11月11日            | 第一次世界大戦休戦記念日 | Fête de l'Armistice |          |
| 12月25日            | クリスマス               | Noël                |          |

### スポーツ
フランスの3大人気スポーツはサッカー、自転車競技、ラグビーである。さらにペタンクは国民的なスポーツであり、あらゆる年齢層で年中よく親しまれている。フランスでは各所に「ペタンク場」が作られている。その他にもモータースポーツや、海岸地域ではセーリングなどのヨット競技や下記のスポーツが盛んである。
フランスは、予定されている大会も含めて7回（夏季3回：パリ1900、パリ1924、パリ2024、冬季4回：シャモニー1924、グルノーブル1968、アルベールビル1992、フランスアルプス2030）のオリンピックの開催国である。
テニス
ローラン・ギャロスが代表するテニスも盛んで、世界的に著名な選手や監督や指導者も多い。四大大会の一つである全仏オープンは、グランドスラム唯一のクレーコートとして有名。近年はジル・シモン、リシャール・ガスケ、ガエル・モンフィス、ジョー＝ウィルフリード・ツォンガ、ファブリス・サントロ、セバスチャン・グロージャンなど数多くのトップ選手のいる強豪国でもある。
競馬
パリロンシャン競馬場で凱旋門賞が、芝コースでは世界最高峰の競走として知られる。繋駕速歩競走も盛んであり、平地競走や障害競走よりも人気があるといわれている。ヴァンセンヌ競馬場で行われるアメリカ賞は、世界最高峰の競走で知られる（詳しくはフランスの競馬を参照）。
柔道と合気道
「Judo」と綴られる柔道は、フランスでの競技人口が日本を上回っており、広く親しまれている。合気道も、習っている人口が日本を上回っている。
ウィンタースポーツ
アルプス地方ではスキーなどのウィンタースポーツが伝統的に盛んである。
スカイスポーツ
夏季のヴァカンスの長期休暇のシーズンになると、大人たちがパラグライダーやモーター・パラグライダー、硬い翼を持つグライダー、ウルトラライトプレーンなどを使って、フランスの空を飛び交う。エアレースにもフランス人パイロットが参戦している。
ウォータースポーツ
大西洋岸（フランスの西側の海岸）ではサーフィンが行われ、ヨーロッパサーフィンの中心地である。同地域ではウィンドサーフィンも盛んである。
サッカー
フランスではサッカーが最も人気のスポーツである。これまでFIFAワールドカップを2度、UEFA欧州選手権も2度、自国で開催している。1984年欧州選手権で優勝したフランス代表の流麗なサッカーは、「シャンパン・フットボール」と形容された。2度目の自国開催となった1998年ワールドカップでは大会初優勝を遂げ、直後の2000年欧州選手権でも優勝を果たした。代表メンバーの多くを移民の子孫や海外県出身者が占めるチームは、国民統合の象徴的な存在にもなった。ロシアで行われた2018年ワールドカップでは、20年ぶり2度目の優勝を達成した。FIFA女子ワールドカップの2019年大会は同国で開催され、フランス女子代表は準々決勝でアメリカ女子代表に敗れたものの、チームはベスト8の成績を収めた。
1932年にプロサッカーリーグのリーグ・アンが創設されており、UEFAチャンピオンズリーグにおいては、1992-93シーズンにマルセイユが、2024-25シーズンにパリ・サンジェルマンが優勝を果たしている。バロンドールを受賞したフランス人選手は歴代で5人存在し、レイモン・コパ、ミシェル・プラティニ、ジャン＝ピエール・パパン、ジネディーヌ・ジダン、カリム・ベンゼマである。また、世界的に有名な選手としてキリアン・エムバペがいる。国際サッカー連盟 (FIFA) 初代会長のロベール・ゲラン、ワールドカップ創設の功労者ジュール・リメ、欧州選手権の提唱者アンリ・ドロネー、ヨーロピアンカップの提唱者ガブリエル・アノ、欧州サッカー連盟 (UEFA) の元会長ミシェル・プラティニなど、国際サッカーの発展において重要な役割を果たしたフランス人は数多く挙げられる。その後、彼らが世界のサッカー人口の増加に寄与した事は言うまでもない。
自転車ロードレース

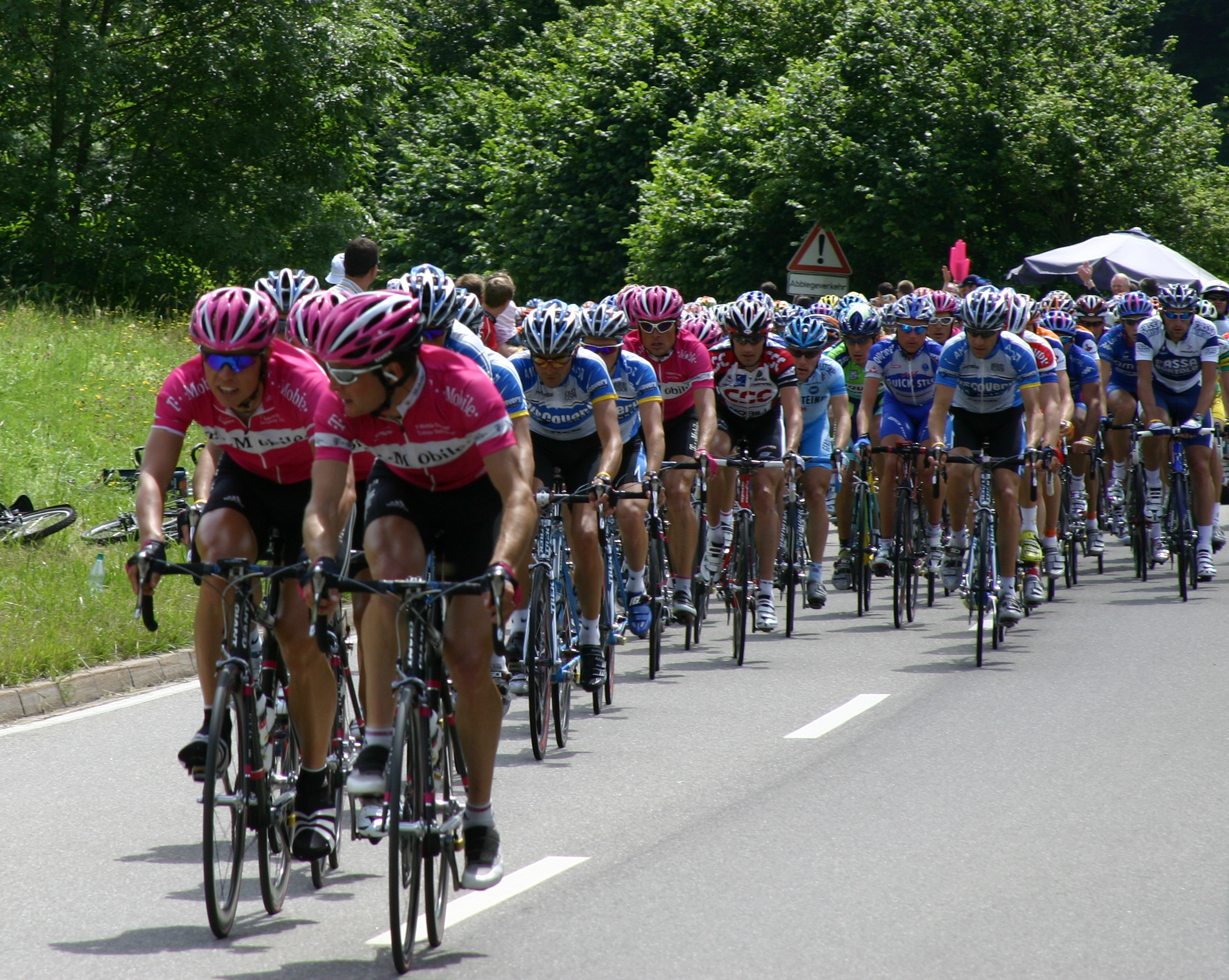
毎年7月に3週間以上かけて行われるツール・ド・フランス

世界最大で三大ツールの一つであるツール・ド・フランスが行われ、人気のスポーツである。ツール・ド・フランスの歴史は古く、1903年に第1回大会が行われて以来、二度の世界大戦によって1915年から1918年、および1940年から1946年の中断期があるものの、2008年で通算95回を数える。しかし、近年ではフランス出身の選手はあまり活躍しておらず、1985年のベルナール・イノーを最後に総合優勝者は出ていない。その他フランスで行われる主な大会としては、パリ～ニース、パリ〜ルーベ、クリテリウム・デュ・ドフィネ、ブルターニュ・クラシック・ウエスト＝フランス、パリ～ツールなどがある。
ラグビー
フランスにおいてラグビーは南部を中心に人気を誇っており、国内ではサッカーに次いで人気の高いスポーツである。欧州6か国（グレートブリテン・アイルランド2島で4か国）で実施されるシックス・ネイションズ（6 Nations）のメンバーに連ねており、欧州においてもイギリス（イングランド・ウェールズなど）に並ぶ強豪国である。フランス代表のパスとランが続くプレースタイルはしばしば「シャンパン・ラグビー」などと評される。2007年にはラグビーワールドカップを自国開催したが、準決勝でイングランド代表に敗れ、初優勝はならなかった。フランス政府は全国9か所に、少年層から青年層までの有望選手が勉強しながら育成できる施設をつくっている。2023年にもラグビーワールドカップを開催している。
モータースポーツ
ルノー・プジョーといった最古の量販車メーカーを抱えることもあって、自動車が実用化されだした20世紀初頭、1906年には世界初のグランプリレースがフランスで行われた。そうした由縁もあり、フォーミュラ・耐久・ラリーなどのジャンルを問わずフランスは、英国に並ぶ欧州有数のモータースポーツ大国となっている。特にル・マン24時間レースとFIA 世界耐久選手権（WEC）、ボルドール24時間レース、ダカール・ラリーをフランスの組織が運営しているのは特筆すべき点である。これらのレースでは複数の言語で規則が公布されるが、翻訳上の解釈の齟齬があった場合はフランス語版が最優先される取り決めとなっている。F1のフランスグランプリも歴史があるが、プロモーション上の問題も有り、開催はされたりされなかったりと不安定な状況にある。
自動車会社としてはルノー（アルピーヌ）がF1、プジョー・シトロエンがおもにラリー系競技で活躍している他、ブガッティ、タルボ、マトラ、リジェといった比較的小規模なメーカーや、オレカ、ピポ・モチュール、オンローク、シグナテックなど、ワークス系チームも一目置くようなレーシングコンストラクター・プライベーターも多数存在する。
有力ドライバーとしては4度のF1王者のアラン・プロスト、9度のWRC（世界ラリー選手権）王者のセバスチャン・ローブ / ダニエル・エレナ、8度のWRC王者のセバスチャン・オジェ / ジュリアン・イングラシア、二輪・四輪合わせて14度のダカール・ラリー総合優勝を果たしたステファン・ペテランセル、4度のチャンプカー王者のセバスチャン・ブルデー、インディカー王者のサイモン・パジェノ、WTCC王者のイヴァン・ミュラー、2度のフォーミュラE王者のジャン＝エリック・ベルニュなどが挙げられる。
サーキットレーサーはサーキット、ラリードライバーはラリー、というようにある程度明確に線引きをすることの多い業界だが、フランス人ドライバーはジャンルを問わず活躍することが多いのが特徴で、上述のセバスチャン・ローブやイヴァン・ミュラー、ステファン・サラザン、ロマン・デュマなどは耐久、スプリント、ラリー、ラリークロス、クロスカントリー、ヒルクライムなど文字通りジャンルを問わずに活躍している。
MotoGP（旧WGPも含む）の王者は長らくいなかったが、2021年にファビオ・クアルタラロが達成した。Moto2はヨハン・ザルコが2度王者となっている。ダカール・ラリーでは第一回王者で通算五度二輪部門を制したシリル・ヌヴーを筆頭に、ユベール・オリオール、ステファン・ペテランセル、シリル・デプレなどこれまた圧倒的である。
日本との関わりで言うと、四輪では上述のオレカがマツダとトヨタのル・マン総合優勝時にチームオペレーションを務めていた他、二輪のEWC（世界耐久選手権）でもTSRホンダ・フランス、スズキ・エンデュランス・レーシング・チーム（SERT）といった強豪チームがフランスのチームを母体にしているように、日本メーカーの耐久レース活動にフランスのチームが関わっている事例は多い。 ロイック・デュバル、ブノワ・トレルイエ、ピエール・ガスリー、ロマン・デュマなどのように、日本のレースに参戦後に世界選手権で活躍したフランス人ドライバーも多くいる。
バスケットボール
フランスは長年の間バスケットボールへの関心が低かったものの、近年フランス国内に黒人系の移民が増えるにつれ徐々に関心が高まっており、数多くのNBA選手も輩出している。中でも、NBA史上初の外国人選手のファイナルMVP受賞者となったトニー・パーカーが有名である。さらに、国内にはLNBと呼ばれるプロリーグも存在している。フランス代表はこれまでにオリンピック出場10回、ワールドカップ（旧：世界選手権）出場8回を誇る。2000年のシドニー五輪では銀メダルを獲得した。決勝戦ではドリームチームIVと呼ばれたアメリカ代表をあと一歩の所まで追い詰め、それまでの「アメリカ圧勝」の図式を崩した。この苦戦を機に「ドリームチーム」という名前は使用されなくなった。ユーロバスケットでは2005年大会で銅メダルを獲得している。フランス代表の課題は、NBA選手が多いためオフシーズンの代表招集に主力が全員揃わない傾向にある。

## 象徴
フランスの国の象徴は、同国が歴史の中で様々な政体の変遷を経てきたことや、多様な文化を持つ点から複雑化が顕著となっている。
現在規定されている象徴は第五共和政が設立された当初から制定されたものを基盤としている。